# محمد بن راشد آل مكتوم
محمد بن راشد بن سعيد آل مكتوم (15 يوليو 1949-)؛ نائب رئيس دولة الإمارات العربية المتحدة رئيس مجلس الوزراء حاكم إمارة دبي وزير الدفاع في دولة الإمارات العربية المتحدة، تولَّى حُكم الإمارة في 4 يناير 2006 خلفًا لأخيه الشيخ مكتوم بن راشد.
وُلد الشيخ محمد «الابن الثالث للشيخ راشد بن سعيد آل مكتوم» في 15 يوليو عام 1949، ترعرع في كنف عائلة آل مكتوم الحاكمة لإمارة دبي في منزلهم الكائن في الشندغة. تعلَّم في طفولته فنون الصيد، ورياضة الصيد بالصقور، وأخذ عن والده المهارات الأساسية للفروسية. تلقَّى مبادئ اللغة العربية وتعاليم الدين الإسلامي، والتحق بالتعليم الأساسي في دبي متنقلًا بين مدارسها الإبتدائية والثانوية، وأكمل تعليمه العالي في لندن، ثم التحق بكلية مونز العسكرية البريطانية في ألدرشوت، والتي هي اليوم جزء من أكاديمية ساندهيرست العسكرية الملكية.
في 9 سبتمبر عام 1958؛ توفِّي جده الشيخ سعيد، وإثر ذلك أصبح والده الشيخ راشد بن سعيد حاكماً لإمارة دبي الذي بدأ باستعدادت جدية لإعداد أبنائه بالمهارات اللازمة لتولي مسؤولية الحكومة في المستقبل. كان الشيخ راشد يؤمن بأن شخصية ولده الشيخ محمد تصلح بشكل أمثل لإدارة المطالب الأمنية المتزايدة في الساحتين الخارجية والداخلية.
وبعد وفاة والده الشيخ راشد، أصبح شقيقه الأكبر الشيخ مكتوم بن راشد حاكمًا لإمارة دبي، فأصدر مرسومًا أميريًا بتعيين الشيخ محمد وليًا للعهد في إمارة دبي، وفي 4 يناير عام 2006؛ تولَّى الشيخ محمد حُكم إمارة دبي عقب وفاة الشيخ مكتوم بن راشد، ولاحقًا اختار أعضاء المجلس الأعلى للإمارات العربية المتحدة الشيخ محمدًا نائبًا لرئيس دولة الإمارات العربية المتحدة، ثم رشَّحه الشيخ خليفة بن زايد آل نهيان رئيس دولة الإمارات العربية المتحدة الراحل لمنصب رئيس الوزراء واعتمد المجلس ترشيحه.
بدأت معظم المشاريع الحديثة في دبي مع تولِّي الشيخ محمد ولاية العهد في إمارة دبي، وكان لتعيينه في هذا المنصب آثار هائلة في تحويل دبي إلى مركز تجاري وسياحي عالمي، إذ أطلق الشيخ محمد العديد من المبادرات والمشاريع الريادية التي ساهمت في تطوير دبي وازدهار مستقبلها كمهرجان دبي للتسوق، وحكومة دبي الإلكترونيّة، ومدينة دبي للإنترنت، ومدينة دبي للإعلام، بالإضافة إلى إشرافه بشكل مباشر على مراحل تنفيذ المشاريع السياحية والإنشائية الضخمة مثل مشروع جزيرة النخلة وفندق برج العرب وبرج خليفة، والتي نقلت مدينة دبي إلى مصاف المدن العالمية وجعلتها واحدة من أفضل الوجهات السياحية المرغوبة في العالم.
قام الشيخ محمد بإصلاحات رئيسيّة على مستوى الإمارة والدولة، وحرص على اتباع نهج قيادي بهدف مواصلة مسيرة الإصلاح السياسي والاقتصادي للوصول إلى أداء حكومي متميّز وتنفيذ مشاريع تنمية وبنى تحتيّة رائدة بهدف تحقيق ازدهار اقتصادي واجتماعي على حدّ سواء، بما في ذلك إطلاق استراتيجيّة الحكومة الإتحاديّة في العام 2008 ورؤية الإمارات 2021. ويعرف عنه جولاته الميدانية المستمرة والمفاجئة إلى مختلف مؤسسات الدولة، وبلقاءه المباشر للمسؤولين في الميدان، وإصدار أوامره لهم بتحسين جودة الخدمات المقدمة للمواطنين والمقيمين في جميع مناطق الدولة، وبسبب الجهود التي بذلتها الحكومة بقيادة الشيخ محمد؛ حققت دولة الإمارات المراكز الأولى عالمياً في 110 مؤشرات وتصدرت عربياً في 473 مؤشراً ودخلت نادي العشرة الكبار في 327 مؤشرا عالمياً.
يعرف الشيخ محمد بدوره في تشجيع التعايش السلمي بين أتباع الديانات ومحاربة التطرف وبجهوده المستمرة لنبذ العنف بين أتباع مختلف الأديان ودعوته للتسامح بين الشعوب، وقد شهد الشيخ محمد توقيع البابا فرنسيس والإمام أحمد الطيب «وثيقة الأخوة الإنسانية» التي تهدف إلى تعزيز العلاقات الإنسانية وبناء جسور التواصل والتآلف والمحبة بين الشعوب، وظهر ممسكًا بيده بالشيخ أحمد الطيب عن يمينه والبابا فرنسيس عن يساره في العاصمة أبوظبي بعد توقيع الإتفاقية، حيث أعتبر هذا الحدث من أهم الأحداث على مستوى العالم التي ركزت على نشر قيم التسامح والمحبة بين الشعوب.
يُشتهر الشيخ محمد بحبه العميق للخيول وتعلقه بها، ويعتبر من الفرسان الموهوبين والمتميزين، وفاز بالعديد من منافسات سباقات التَّحمل الدولية، وكان دائم الحضور لسابقات الخيول المحلية والعالمية. أسس الشيخ محمد فريق «جودلفين» وهو واحد من أفضل الفرق في سباقات الخيل العالمية، وأطلق  كأس دبي العالمي أغلى سباق للخيل في العالم، تعزيزًا ودعمًا لتحقيق هذا الهدف وتطبيقًا لأفكاره ورُؤيته في رياضة الفروسية، وإظهاره للعالم حُبِّه وشغفه الكبير بهذه الرياضة.
قاد الشيخ محمد فريق الإمارات للفوز بطولة الأمم الأوروبية عام 1999 في إسبانيا والبرتغال، كما قاد الفريق عند احتفاظه باللقب في إيطاليا عام 2001، وشارك الشيخ محمد رفقة نجله الشيخ حمدان بسباق القدرة السوري حيث تقاسم ونجله الشيخ حمدان لقب البطولة، وفاز ببطولة كأس العالم للقدرة في عام 2012، وتوج بطلاً لسباق الديربي الإنجليزي الكلاسيكي في عام 2018 وهو الحدث الأشهر والأعرق في سباقات الخيول الكلاسيكية بالعالم والذي أقيم علي مضمار ابسوم العريق بإنجلترا.
الشيخ محمد أيضًا هو شاعر وأديب له العديد من المؤلفات في السياسة والتاريخ، ويعتبر واحدًا من أفضل ناظمي الشعر النبطي ويشجع الآخرين على نظمه، وحلَّت مجموعة شعرية من قصائده مترجمة إلى اللغة الإنجليزية باسم «قصائد من الصحراء» في قوائم أفضل الكتب مبيعًا لأكثر من عامين على التوالي. تميَّزت أشعار الشيخ محمد بقيمتها المعرفية وأبعادها الفلسفية المستخلصة من الحياة والتجربة الثرية، ولم يغب الشيخ زايد والشيخ راشد عن اشعاره، وكثيرًا ما تغنى بقصائده في حكمتها وما قدَّماه للإمارات.
يحرص الشيخ محمد بشكل دائم على الإلتقاء بالمواطنين من دون أية حواجز أو قيود، ويعمل على متابعة شؤونهم وقضاياهم وحتى مشاركتهم أفراحهم وأتراحهم، وكثيرًا ما يشاهد في الأماكن العامة وهو يقود سيارته بنفسه، أو يتناول الطعام في أحد المطاعم في دبي. كما يحظى بعدد كبير من المتابعين على مواقع التواصل الاجتماعي التي يعتبرها جسوراً تزيد تقاربه مع الناس، ويُعتبر ضمن أكثر قادة العالم متابعة وتأثيرًا، حيث يشارك متابعيه في إبداء الرأي، ويُطلعهم بصورة دورية عن نتائج اجتماعات مجلس الوزراء التي يترأسها، وينوِّه بأهمية القرارات المتخذة ويطرح العديد من المبادرات المجتمعية التي يطلب من خلالها تفاعل متابعيه من داخل وخارج دولة الإمارات، والأخذ برأيهم في مناسبات وأحداث شخصية ووطنية واجتماعية وخيرية، وتقديم مقترحاتهم حول أفضل المبادرات التي يمكن طرحها.

## طفولته وتعليمه
وُلد الشيخ محمد بن راشد آل مكتوم في 15 يوليو 1949، وكان الابن الثالث للشيخ راشد بن سعيد آل مكتوم الذي أنجب أربعة أبناء: مكتوم، حمدان، محمد، وأحمد. ترعرع الشيخ محمد في كنف عائلة آل مكتوم الحاكمة لإمارة دبي في منزلهم الكائن في الشندغة. يُذكر أنه ينتمي إلى عائلة آل مكتوم التي تنتمي من حيث النسب إلى قبيلة البوفلاسة، والتي تعتبر بدورها أحد فروع قبيلة بني ياس التي تتألف من تجمع من قبائل عدة، وعُرفت بسيطرتها ونفوذها على هذه المنطقة قديمًا وبمكانتها الرفيعة.
اعتاد جده الشيخ سعيد على عقد مجلسه اليومي على مقاعد خشبية قرب مدخل منزلهم في الشندغة، فأتاحت هذه الاجتماعات للشيخ محمد فرصة التعلم من خبرات جده الذي كانت تربطه معه علاقة حميمة، حيث غالبًا ما كان يُشاهد جالسًا بجانبه. وفي سن مبكرة، تعلَّم الشيخ محمد فنون الصيد وخاصة رياضة الصيد بالصقور، كما أخذ عن والده أيضًا المهارات الأساسية للفروسية.
وبمجرد أنْ بلغ الرابعة من العمر، أشرف والده على تلقينه مبادئ اللغة العربية وتعاليم الدين الإسلامي، وبحلول عام 1955؛ التحق بالتعليم الرسمي في مدرسة الأحمدية في منطقة ديرة وتلقى تعليمه فيها، وفي العاشرة من عمره انتقل إلى مدرسة الشعب، وبعدها بعامين انتقل إلى مدرسة دبي الثانوية، وفي نهاية العام الدراسي 1964-1965 اجتاز الامتحانات الرئيسية للمنهج المدرسي.
في 9 سبتمبر 1958؛ تُوفي جده الشيخ سعيد، وإثر ذلك أصبح والده الشيخ راشد حاكمًا لإمارة دبي الذي بدأ باستعدادت جدية لإعداد أبنائه بالمهارات اللازمة لتولي مسؤولية الحكومة في المستقبل. كان الشيخ راشد يؤمن بأن شخصية ولده الشيخ محمد تصلح بشكل أمثل لإدارة المطالب الأمنية المتزايدة في الساحتين الخارجية والداخلية.
وفي أغسطس 1966؛ سافر الشيخ محمد إلى لندن يرافقه ابن عمه الشيخ محمد بن خليفة آل مكتوم للالتحاق بمدرسة «بيل» للغات في كامبردج، وبسبب سمعتها العالمية كانت المدرسة تضم مجموعة واسعة من الأفراد من مختلف الجنسيات والثقافات، مما أتاح للشيخ محمد فرصة التعرف والاختلاط بثقافات متنوعة. ومن أجل إعداده لدوره المستقبلي في حكومة دبي، التحق الشيخ محمد بكلية «مونز» العسكرية البريطانية للضباط المرشحين في ألدرشوت، والتي هي اليوم جزء من أكاديمية ساندهيرست العسكرية الملكية، حيث أنهى دورة تدريبية مدتها ستة أشهر، تلقَّى الشيخ محمد أشدَّ التدريبات العسكرية في الجيش البريطاني، وتمت ترقيته إلى ملازم تحت الاختبار، ثم منح «سيف الشرف» لنيله أعلى درجة في تخصصه.

## حياته المهنية

### شرطة دبي
بعد عودته من المملكة المتحدة وفي أواخر الستينات أصدر والده الشيخ راشد بن سعيد مرسومًا في 1 نوفمبر 1968 بتعيينه رئيسًا للشرطة والأمن العام بدبي، وكان هذا أوَّل منصب يتقلده.

### قوة دفاع دبي
في عام 1970؛ أمر الشيخ راشد بن سعيد آل مكتوم حاكم دبي بتشكل قوة دفاع دبي، وكان أول قائد لها هو النقيب كيث ستيل، الذي انتقل من قوة ساحل عمان بعد حلّها رسميًا للانضمام إلى قوة دفاع دبي في فبراير 1970 وفقًا لتعليمات أصدرها الشيخ محمد القائد العام لقوة شرطة دبي. كان الشيخ محمد قد وضع «قبل وصول النقيب كيث ستيل» الهيكل النظامي للقوات، وأصدر الأوامر العسكرية التي تنص على تعداد أفرادها وتسليحها واختصاصاتها، وكلف الشيخ محمد النقيب كيث ستيل بإنشاء قوة تتألف من 400-500 فرد.
وفي عام 1971؛ أصدر الشيخ راشد مرسومًا أوكل فيه للشيخ محمد بتشكيل قوة دفاع دبي من مواطني دبي والإمارات الأخرى، وتقليص انضمام الجنسيات الأجنبية إلى الحد الأدنى حسب الاحتياجات الفنية والمهارية للقوات، وفي عام 1976 تغيَّر اسم قوة دفاع دبي إلى القوات المسلحة المركزية، ولاحقًا اندمجت عام 1975 في القوات المسلحة الإماراتية.

### وزير الدفاع
في يوم 18 أكتوبر 1968 وفي مخيم صحراوي؛ التقى الشيخ زايد حاكم إمارة أبوظبي آنذاك مع الشيخ راشد حاكم دبي في منطقة سيح السديرة لبحث إمكانية تأسيس اتحاد بين إمارتي أبوظبي ودبي بعد الإخطار البريطاني بالنية الانسحاب من الإمارات المتصالحة. رافق الشيخ محمد والده إلى ذلك الاجتماع وكان يبلغ من العمر 19 عامًا، وقال إنه لا يزال يتذكر الكلمات القليلة التي سبقت إنشاء دولة الإمارات العربية المتحدة في 2 ديسمبر 1971.
| يقول الشيخ محمد بن راشد عن تفاصيل اللقاء الأول الذي جمع الشيخ زايد والشيخ راشد وقبل تأسيس دولة الإمارت: زايد وراشد كانا يعلمان بقرار مغادرة الإنجليز المنطقة في العام 1968 قبل الإعلان الرسمي عن ذلك.. ولذا كان طموح زايد أن يكون الاتحاد لأنه قوة.. ولكن لم يحدث هذا لأن الاتحاد كان غريباً على الحكّام وكانوا لا يعلمون إذا كان الاتحاد يساند قوتهم ومصالحهم، كان هناك اتصال بين راشد وزايد أثناء زيارات زايد إلى ند الشبا وزيارات راشد إلى العين حيث كانت تتم اللقاءات الثنائية. صارت اجتماعات الاتحاد التساعي ولم يتحقق هذا الاتحاد، استمرت المداولات بين الشيخ زايد والحكام وكان دائماً هناك خوف من المجهول، وفي يوم 18 فبراير 1968 وبعد المشاورات بين زايد وراشد التقيا على الحدود في منطقة بين أبوظبي ودبي هي عرقوب السديرة وليس في السميح التي كانت ممراً للسيارات المزعجة وكنت معهما، وهناك تم نصب خيمتين واحدة في الشمال وكانت لزايد وراشد وكنت معهما وقدمت لهما القهوة. وما حدث في هذا الاجتماع ما كان أحد يتوقعه، خاصة الإنجليز، حيث اتفقا على الاتحاد الثنائي، حيث شهدت جلسة الشيخ زايد والشيخ راشد في الخيمة الشمالية تبادل وجهات النظر والمعلومات حول مواقف باقي الحكّام، وكلما طلبوا قهوة قدمتها لهم، وعند الظهر قاموا صلوا، وطالت الجلسة إلى ما بعد الظهر، وأنا سمعتهم والكلام لصاحب السمو الشيخ محمد بن راشد، الشيخ راشد قال لزايد على بركة الله وأنت الرئيس. وزايد قال على بركة الله، ووضعنا حجر الأساس وسنبني الجدار إن شاء الله، وبعدها قام كل منهما بمصافحة الآخر وصار الاتفاق من دون تواقيع ولا أوراق. بعد الاتفاق في الخيمة صارت فرقة والكل اتصل بزايد وراشد يريدون الدخول في الاتحاد واجتمعوا كلهم التسعة ووقعوا على أن يكون زايد الرئيس وراشد النائب ورئيس الوزراء خليفة بن حمد ولي العهد في قطر. والكل كان راضياً. وطلع لنا الشيخ أحمد بن علي آل ثاني باقتراح، أن تكون دبي وأبوظبي والبحرين وقطر دولة الإمارات والشارقة وعجمان وأم القيوين ورأس الخيمة والفجيرة ولايات ويحكمونها ولاة، وينتخبون رئيساً يمثلهم في هذا المجلس ويسمونهم إمارات الساحل العربي وكانت كأنها ضربة في الوجه ولم يقبلها أحد ولكننا استوعبناها. وبعدها بدأنا نشعر بابتعاد البحرين وقطر، والتوقيع حتى الآن كان بين أبوظبي ودبي. وفي يوم الثاني من ديسمبر وقع الحكّام وأعلنوا الاتحاد ووقعت الشارقة وعجمان وأم القيوين والفجيرة، وتحفظت رأس الخيمة بعد ما انسحبت البحرين وقطر برضاهما ولم يدخل الاتحاد أي أحد إلا برضاه، وظل الشيخ زايد يحاول مع الشيخ صقر، حتى انضم للاتحاد وكنا نتساءل هل سيكون دولة؟ ولم نعرف ماذا كان وراءه؟ |
| —صحيفة البيان - 2 ديسمبر 2011 |

وفي 18 يوليو 1971؛ قرّر حكّام ست إمارات من الإمارات المتصالحة وهي: أبوظبي، دبي، الشارقة، عجمان، أم القيوين، والفجيرة، تكوين دولة الإمارات العربية المتحدة. وفي 2 ديسمبر 1971 تمّ الإعلان رسميًا عن تأسيس دولة اتحادية مستقلة ذات سيادة، وعُيِّن الشيخ مكتوم بن راشد رئيسًا لمجلس الوزراء الذي قام بدوره بتعيين أخيه الشيخ محمد في منصب وزير الدفاع وعمره 22 عامًا وكان أصغر وزير دفاع في العالم آنذاك، ولا يزال يشغل هذا المنصب حتى اليوم. وفي 10 فبراير 1972، انضمّت إمارة رأس الخيمة إلى الاتحاد، فأصبح الاتحاد متكاملاً باشتماله على الإمارات السبع.
وعلى الرغم من صغر سن الشيخ محمد آنذاك، فقد استطاع خلال أقل من إثني عشر شهرًا فقط، تدبر مسؤوليات خطيرة أسندت إليه داخليًا وخارجيًا، ففي عام 1976، قامت القوات المسلحة لدولة الإمارات بأول مهمة دولية لها، عندما أمر الشيخ محمد بإرسال قوات إماراتية مسلَّحة إلى لبنان للانضمام إلى قوات الردع العربية في مهمة لحفظ السلام.
ويروي الشيخ محمد وقوع العديد من الأحداث الأمنية والسياسية أثناء توليه لمنصب وزير الدفاع منها تفاصيل الإنقلاب الذي وقع في إمارة الشارقة بعد أقل من شهرين على قيام الاتحاد، ووصفه بأنه حافة هاوية، وقال أن الانقلاب في الشارقة كان ضربة قوية للاتحاد، وحاكم الشارقة الذي وقع عليه الانقلاب هو الشيخ خالد الذي وقّع دستور الإمارات، يقول الشيخ محمد واصفًا تلك المرحلة الحرجة في تاريخ الاتحاد:
«وبعد الانقلاب أرسلت قوة عسكرية بسرعة أغلقت الكهرباء والتليفونات عن قصر الانقلاب، وأبلغت الشيخ زايد بذلك، وفتحت الخط على الشيخ صقر بن سلطان، وعرفت أن فيه قوة قادمة تدعمه من برّه، وأخبرت الشيخ زايد، وطلبت قوة دعم من أبوظبي، وأنا يومها غلطت غلطتين، حيث تريثت للتفكير في القوة القادمة من الخارج وكيفية مواجهتها وتأخرت في معالجة المشكلة مبكراً، حتى كلّمني الشيخ زايد وسألني هل وصلت القوات ربما قادمة من رأس الخيمة، أو من مصر؟، وتساءل من يتجرأ على إمارة في دولة لها دستور؟ وأمرني متى استطعت خلّص على الانقلاب بسرعة قبل وصول القوات الأخرى التي لا ندري عنها شيئاً، وقال يا محمد ما أريد لهذا الانقلاب ان ينجح لأنه يضعف الاتحاد ورديت ان شاء الله ما ينجح وقد كان.»
ويكمل الشيخ محمد تفاصيل هذا الحدث قائلًا:
«كلمت صقر وقلت له عندك 5 دقائق، إما تخرج من القصر وتفض الانقلاب أو نخلّص عليك.. ودخلت.. فسأل عن الضمان، وقلت له: إذا كان خالد حياً، أعطيكم طيارة تذهب بك أين تريد، وإذا كان خالد أصابه شر، أسلّمك لرئيس الدولة يتصرف بك، وبعدما دخلت عليه، خرج هو وولده سلطان، وجئت إلى جواره واحتككت به، وسألني أنت مين؟ وردّيت عليه: أنا محمد. وطالبته بالإسراع بالخروج حتى لا يراه أحد ويركب السيارة ويغادر، ووضعته تحت الحراسة، وسمحت للمرافقين للشيخ صقر بالتفرق إلى ديارهم.
وسألني الشيخ زايد لماذا فعلت هذا؟ فقلت له: إنهم معروفون متى ما أردناهم جبناهم، وبعدها ذهبت إلى الشيخ زايد، وكان فرحاناً لأن إمارة الشارقة لم تذهب للمجهول، وعندما رأيت الشيخ زايد بعد ذلك أعطاني تمرة وقهوة وكأنه يقول أحسنت. كنت أحب الاتحاد، وأخاف عليه آنذاك، والله ما كان يصيّح التلفون في غرفتي، إلا وأنا واقف، وكثير من القبائل والعوائل ما كانت تفهم فوائد الاتحاد، البعض يتهموننا أننا لا نعرف إلا بالنفط، ولكن أقول هناك بلدان أغنى عنا بالنفط، ولكن نتميز عنهم بالعمل والإخلاص وحب الوطن، ورأيتم كيف كنا نعامل إخواننا المخطئين ونردهم على الهدى والدرب الصحيح.»
كما روى الشيخ محمد أن مسؤولًا إنجليزيًا عرف أنني سوف أتسلم وزارة الدفاع، وقال لي أنتم لا تعرفون شيئًا ولا تعرفون كيف تشترون السلاح وسوف أحضر لك بريجادير مستشارًا، وجاء المستشار وبقي في غرفته يومين دون عمل لأنني أبلغت الرَّبع «أي القوم» ألا يعطوه أي أعمال، بعد يومين قلت له ارحل نحن لا نريدك.
كما ذكر الشيخ محمد في كتابه «قصتي» عن أول حوار أجراه مع إرهابي اسمه أوسامو ماروكا في يوليو عام 1973، كان أوسامو زعيمًا معروفًا في منظمة مسلحة اسمها «الجيش الأحمر الياباني»، مشيرًا إلى أن هذه المنظمة أقامت علاقات مع الجبهة الشعبية لتحرير فلسطين، يقول الشيخ محمد:«ومن أجل دعم قضية الشعب الفلسطيني العادلة قام ماروكا مع عناصر من الجبهة باختطاف طائرة، مهددين بتدميرها وقتل جميع من فيها».
ويقول الشيخ محمد مبينًا كيف تعامل مع الحادثة: «كنت في قاعدة عسكرية عندما رن هاتفي، ليتم إعلامي باختطاف طائرة الخطوط الجوية اليابانية، وطلبها الإذن بالهبوط في مطار دبي، أبلغت الشيخ زايد والشيخ راشد بتفاصيل الوضع، وتوجهت مباشرة إلى المطار، وأعطيت أوامري بإخلاء مهبط الطائرات، كنت في موقعي مع فريقي، وانتظرنا الطائرة، وسرعان ما امتلأت الغرفة بأصوات الطيارين، فأعطيت إذناً بهبوط الطائرة المختطفة على أراضي دولة الإمارات العربية المتحدة»
التعامل مع حوادث خطف الطائرات، يحتاج إلى نفس طويل، وهدوء في الحوار، تحسباً لأي إشكالية قد تقع، وهو ما تميَّز به الشيخ محمد، الذي يشير في متن الحكاية إلى أن الطائرة هبطت، وكان إجمالي من في الطائرة إضافة إلى المختطفين والطاقم 145 شخصًا، واصفًا حالتها بأنها كانت «سيئة» ويقول: «كانت الطائرة في حالة سيئة، إذ انفجرت إحدى القنابل بأحد المختطفين، وهي امرأة، لتلقى حتفها على الفور، ونجت الطائرة بأعجوبة من ذلك الانفجار، وهبطت بسلام على أرض السلام، دولة الإمارات» حنكة الشيخ محمد وخبرته العسكرية، كانت كفيلة بأن تجعله يتفاوض مع خاطفي الطائرة، إذ يقول:
«بعد هبوطها جاء صوت أوسامو ماروكا عبر الميكروفون، مطالباً بالتحدث فقط مع شخص مسؤول في الدولة، رفعت السماعة، وقلت له: تحدث أنا معك، فقال: ومن أنت؟ فقلت له: محمد بن راشد آل مكتوم، فقال: إذن أنت عربي، ولا بد من أن تدعم القضية الفلسطينية، إنها قضيتكم. فقلت له إن قضية الشعب الفلسطيني، قضيتنا نحن أيضاً، ولكن لا يمكنني منحكم ممراً آمناً. قال لي نعم، لدينا مطلب آخر، وكان مطلبه إطلاق أحد رفاقهم المحتجزين في إسرائيل، فطلبت منه أن يكون واقعياً» ورغم ما يلف هذه الأحداث عادة من تعب وتوتر وإرهاق بسبب طول الانتظار، لم يترك الشيخ محمد مجالاً للتعب والإرهاق أن يسيطرا عليه، وخاصة أن الحادثة تتعلق بأرواح الأبرياء.

القاعة التي تم فيها التوقيع على الدستور الأول لدولة الإمارات في 2 ديسمبر 1971 في دبي، وهي اليوم جزء من متحف الاتحاد.

ويتابع الشيخ محمد قائلًا: «في صباح اليوم التالي، ومع بزوغ الفجر، جاءني صوت ماروكا على الراديو: صباح الخير.. أتمنى أن تكون حصلت على نوم مريح.. كان في صوته شيء من السخرية، يبدو أنه عرف أنني لم أنم، قلت له: لقد تعب الركاب من كل هذا من دون أن يكون لهم أي ذنب.. أطلق سراح الركاب، ليست هذه هي الطريقة المناسبة للتعبير عن دعمنا للقضية الفلسطينية، رد علي بصوت متوتر: سأفجر الطائرة هل تفهمني؟ قلت له: أنت أخونا في النضال من أجل القضية الفلسطينية، ولكن لا بد من أن تكون حكيماً وأن نتحلى جميعاً بالإنسانية تجاه هؤلاء الأبرياء.. أطلق سراحهم. وفي هذا السياق، يصف الشيخ محمد الوضع بقوله: كان يهدأ أحياناً، ثم يعود إلى الصراخ، ويقول: أستطيع تفجير هذه الطائرة الآن»
حكمة الشيخ محمد وتعامله الهادئ كان كفيلًا بأن ينهي الأزمة بسلام، إذ يقول :«في اليوم الثالث أخبرت ماروكا الذي بدأ يشعر بالتعب، بأننا وافقنا على تزويد الطائرة بالوقود، لينطلق بها حيث شاء، وفعلاً عند تزويد الطائرة انطلق بها إلى ليبيا، وهناك تم إطلاق جميع الركاب مع طاقم الطائرة، ثم قام الخاطفون بتفجير الطائرة في مطار بنغازي». ويُؤكد الشيخ محمد في نهاية الحكاية أنَّ ما حدث شكل درسًا مهمًا له في الحياة، ناطقًا بحكمته قائلًا: «عدو عاقل خير من صديق جاهل وأحمق».
| تعليق الشيخ محمد على تعيينه وليًا لعهد دبي: لا أعرف فيما إذا كنت قائدًا جيداً أم لا، لكن ما أعرفه إنني الآن في مركز قيادي، وعندي رؤية واضحة للمستقبل، تمتد قدما إلى 20 أو 30 عاماً، لقد اكتسبت هذه الرؤية من والدي المغفور له الشيخ راشد بن سعيد آل مكتوم، الذي يعتبر بحق في مقام الوالد لدبي. لقد أطلق المشاريع، ووقف عليها شخصيّاً، كان يستيقظ باكراً قاصداً مواقع المشاريع ليشرف عليها شخصيّاً، وانا أسير على خطاه، أبقى على إطلاع على كل شيء، أذهب للمواقع وأراقب، اقرأ الوجوه، أتخذ القرارات المناسبة، أنطلق بخطى سريعة لتطبيق هذه القرارات بحماس وعزيمة عاليين. |
| — |

### ولاية العهد لإمارة دبي
في 4 يناير 1995؛ أصدر حاكم إمارة دبي آنذاك الشيخ مكتوم بن راشد آل مكتوم مرسومًا بتعيين الشيخ محمد وليّاً للعهد في الإمارة، وجاء في المرسوم:
| محمد بن راشد آل مكتوم | يعين الشيخ محمد بن راشد بن سعيد آل مكتوم ولي عهد لإمارة دبي ويكون لقبه سمو ولي العهد | محمد بن راشد آل مكتوم |

استمرَّ الشيخ محمد في هذا المنصب لمدة أحد عشر عام تقريبًا «من 4 يناير 1995 ولغاية 3 يناير 2006».

### حاكم دبي، نائب رئيس الدولة، رئيس مجلس الوزراء
في 4 يناير 2006؛ توفي الشيخ مكتوم بن راشد آل مكتوم، فتولَّى الشيخ محمد الحكم في إمارة دبي بعد وفاة أخيه، وأصبح عضوًا في المجلس الأعلى للإتحاد ولا يزال في المنصب حتى اليوم. وفي الخامس من يناير 2006، انتخبه أعضاء المجلس الأعلى حكام الإمارات نائبًا لرئيس الدولة، ووافقوا على اقتراح الشيخ خليفة بن زايد آل نهيان رئيس الدولة بتكليف الشيخ محمد رئاسة مجلس الوزراء وتأليف حكومة جديدة تم الإعلان عن تشكيلها في التاسع من فبراير 2006. ومنذ تولي الشيخ محمد هذه المناصب، بدأت وتيرة الانجازات والمبادرات تتسارع على المستوى المحلي والإقليمي.

### اختياره لولي العهد ونائب الحاكم
في 31 يناير 2008؛ أصدر الشيخ محمد بصفته حاكمًا لإمارة دبي مرسومًا يقضي بتعيين نجله الشيخ حمدان بن محمد وليًا للعهد في إمارة دبي، كما أصدر الشيخ محمد مرسومًا آخر بتعيين الشيخ مكتوم بن محمد والشيخ حمدان بن راشد نائبين لحاكم إمارة دبي. يُذكر أنَّ الشيخ حمدان يشغل منصب رئيس المجلس التنفيذي لإمارة دبي منذ عام 2006.

## تشكيل الحكومة ورئاسة مجلس الوزراء
شهدت دولة الإمارات العربية المتحدة منذ تأسيسها 14 تشكيلاً و7 تعديلات وزارية، من بينها 8 تشكيلات وتعديلين وزاريين اعتمدها الشيخ خليفة بن زايد آل نهيان رئيس الدولة لحكومات ترأَّسها الشيخ محمد بن راشد آل مكتوم منذ عام 2006 وحتى 2021. شهدت حكومة الشيخ محمد بن راشد آل مكتوم إعلان 8 تشكيلات في الأعوام 2006، 2008، 2009، 2013، 2014، 2016، 2017، 2020، وتعديلًا وزاريًا في عام 2011 وآخر مصغَّر في 2021.
الحكومة الأولى للشيخ محمد
كانت الحكومة الأولى التي شكلها الشيخ محمد بن راشد عام 2006 هي السابعة في تاريخ دولة الإمارات العربية المتحدة منذ قيام الاتحاد سنة 1971، ففي العاشر من فبراير عام 2006 وافق الشيخ خليفة بن زايد آل نهيان رئيس الدولة على تشكيل الحكومة الذي عرضه الشيخ محمد بن راشد عليه خلفًا لحكومة الشيخ مكتوم بن راشد آل مكتوم، وأدى الشيخ محمد وأعضاء حكومته اليمين الدستورية أمام الشيخ خليفة بن زايد في قصر البطين في أبوظبي في 11 فبراير 2006. ضم التشكيل الوزاري الجديد نائبين للرئيس و21 وزيرًا بينهم سيدتان وهما الشيخة لبنى بن خالد القاسمي ومريم محمد خلفان الرومي وهما أول سيدتان في أول حكومة للشيخ محمد.
التشكيل الوزاري الثامن
أعلن الشيخ محمد تشكيلاً آخر للحكومة في 2008، وهو التشكيل الـ 8 في تاريخ مجلس الوزراء، وأبرز ما تميَّز به التشكيل الوزاري الجديد تغيير وزارة المالية والصناعة إلى وزارة المالية واستحداث وزارة التجارة الخارجية، ودُمجت وزارتي الدولة للشؤون الخارجية والدولة لشؤون المجلس الوطني، وتغيَّر مسمى وزارة الدولة للشؤون المالية والصناعية إلى وزارة الدولة للشؤون المالية، وتم استحداث 3 حقائب وزارية. بالإضافة إلى انضام سيدتين للتشكيل الوزاري الجديد وهما ميثاء سالم الشامسي وريم بنت إبراهيم الهاشمي.
التشكيل الوزاري التاسع
في عام 2009 أعلن الشيخ محمد عن تشكيل وزاري جديد هو الـ 9 في تاريخ مجلس الوزراء، فأصبح الشيخ سيف بن زايد آل نهيان نائبًا لرئيس مجلس الوزراء وزيرًا للداخلية، والشيخ منصور بن زايد آل نهيان نائبًا لرئيس مجلس الوزراء وزيرًا لشؤون الرئاسة، وتم الاكتفاء بحقيبتين لوزارة الدولة.
التعديل الوزاري الأول
شهدت حكومة الشيخ محمد أول تعديل وزاري في عام 2011، فاستحدثت حقيبتين وزارتين جديدتين، واستحدثت وزارة التنمية والتعاون الدولي.
التشكيل الوزاري العاشر
جاء التشكيل الوزاري الـ 10 في تاريخ مجلس الوزراء الذي أعلنه الشيخ محمد في عام 2013، ولم يتم فيه أي تغيير وزاري أو استحداث أي وزارة أو تغيير في مسميات الوزارات.
التشكيل الوزاري الحادي عشر
في عام 2014 أعلن الشيخ محمد تشكيلًا وزاريًا جديدًا، وهو التشكيل الحادي عشر في تاريخ مجلس الوزراء.
التشكيل الوزاري الثاني عشر
في عام 2016؛ أعلن الشيخ محمد عن الحكومة الجديدة، مُؤكدًا أن معيار نجاح الحكومة هو في تحقيق تغييرات حقيقية تسهم في سعادة الإنسان وأن المستقبل والسعادة والتسامح والشباب والتغير المناخي ستكون عناوين المرحلة المقبلة، يقول الشيخ محمد : «نعلن الحكومة الثانية عشرة في تاريخ دولة الإمارات وهم فريق العمل الجديد الذي سيقودنا لتحقيق تطلعات شعبنا المستقبلية». وجاء الإعلان عن هذه التغييرات من خلال مجموعة من التغريدات عبر «حوار المستقبل» الذي أطلقه الشيخ محمد مع 10 ملايين متابع عبر وسائل التواصل الاجتماعي ضمن فعاليات القمة العالمية للحكومات.

شهدت هذه الحكومة تغييرات هيكلية هي الأكبر في تاريخ الدولة من حيث هيكلها التنظيمي ووظائف وزاراتها الرئيسية ورفدها بعدد كبير من وزراء الدولة للتعامل مع ملفات متغيرة، وشهدت الحكومة دخول 8 وزراء جدد خمسة منهم من النساء، بلغ متوسط أعمار الوزراء الجدد 38 عامًا فقط وكانت أصغر وزيرة تبلغ من العمر 22 عامًا، كما شهدت الحكومة الجديدة إضافة وزراء للتسامح والمستقبل والشباب والسعادة والتغير المناخي، ورفد قطاع التعليم بوزيرين جدد بالإضافة للوزير الحالي، وتشكيل مجلس أعلى للتعليم لمتابعتها بالإضافة لتشكيل مجلس للشباب ومجلس لعلماء الإمارات.
التشكيل الوزاري الثالث عشر

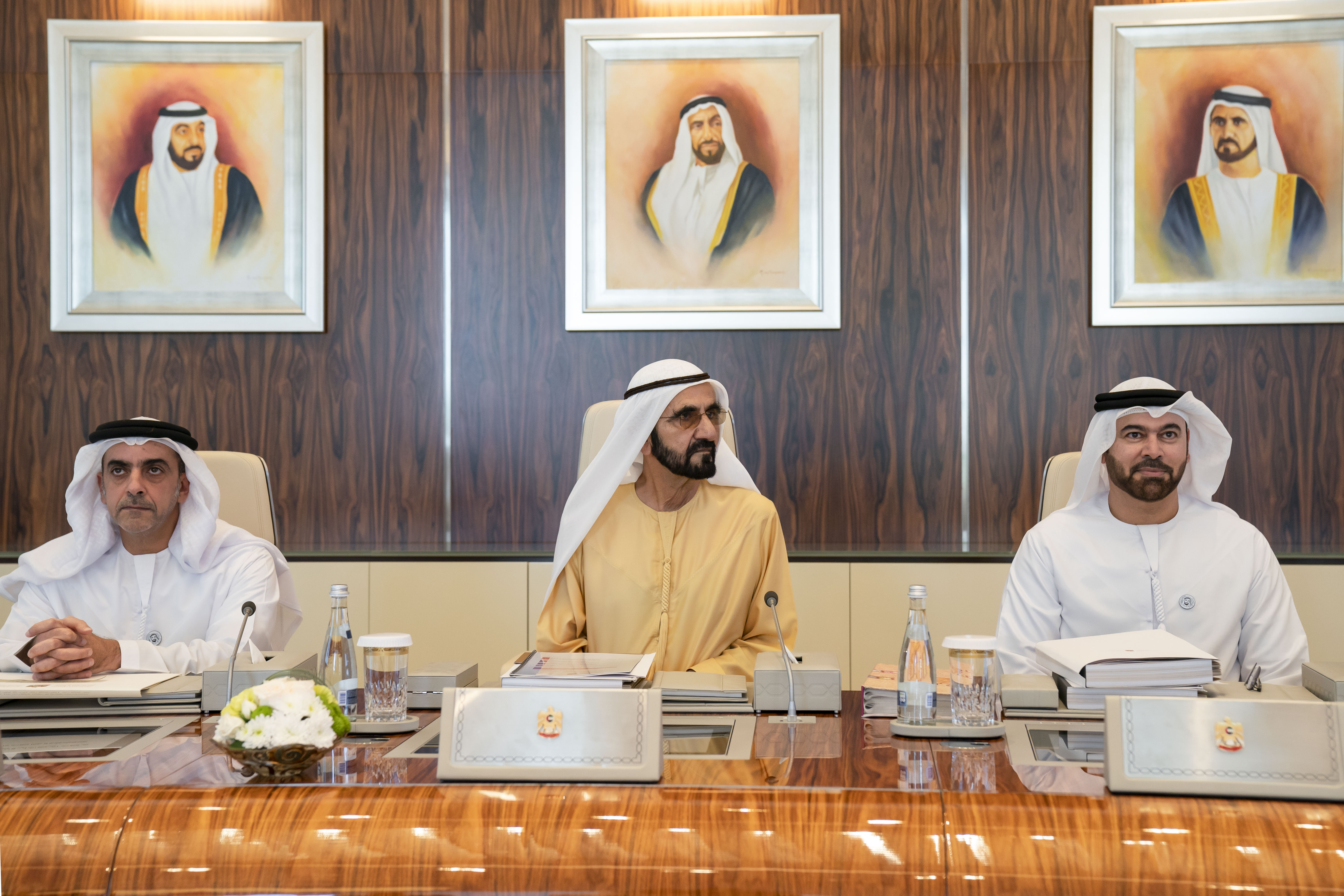
الشيخ محمد بن راشد في إحدى جلسات مجلس الوزراء عام 2018

في أكتوبر 2017؛ أعلن الشيخ محمد التشكيل الوزاري الثالث عشر عبر حسابه على تويتر، وعكس هذا التشكيل الوزاري أكبر تغييرات هيكلية في الحكومة الاتحادية لدولة الإمارات. وصف الشيخ محمد الحكومة الجديدة بأنها حكومة عبور للمئوية الإماراتية الجديدة هدفها تطوير المعرفة ودعم العلوم والأبحاث وإشراك الشباب في قيادة المسيرة.
استُحدثت مناصب وزارية جديدة للتعامل مع مجموعة من الملفات المستقبلية، وأجريت بعض التعديلات الهيكلية لتلبية متطلبات المرحلة المقبلة التي سيكون عنوانها تكنولوجيا المستقبل ومهارات المستقبل وكوادر الوطن، ويأتي هذا التعديل الحكومي الجديد بناءً على الاجتماعات السنوية الأخيرة التي شهدتها دولة الإمارات وإطلاق خطة مئوية الإمارات. استُحدثت 4 مناصب وزارية جديدة وهي: وزير دولة للذكاء الاصطناعي ووزير دولة للتعامل مع ملف العلوم المتقدمة ووزير دولة للتعامل مع ملف الأمن الغذائي إضافة إلى منصب وزير دولة، كما شهدت بعض الوزارات تغييرات هيكلية من بينها وزيرة الدولة للسعادة التي أضيف لها ملف جودة الحياة ووزيرة الدولة لشؤون التعليم العالي التي أضيف لها ملف المهارات المتقدمة ووزارة الطاقة التي أضيف لها ملف الصناعة.
التشكيل الوزاري الرابع عشر
في 5 يوليو 2020؛ اعتمد الشيخ خليفة بن زايد آل نهيان رئيس الدولة هيكلًا جديدًا للحكومة الاتحادية، حيث أعلن الشيخ محمد عن التشكيل الوزاري الجديد، مؤكدًا تسخير كافة الموارد للحفاظ على المكتسبات وتسريع مسيرة التنمية، وشمل التشكيل الوزاري الجديد إلغاء 50% من مراكز الخدمة الحكومية وتحويلها لمنصات رقمية خلال عامين، ودمج نحو 50% من الهيئات الاتحادية مع بعضها أو ضمن وزارات، بالإضافة إلى استحداث مناصب وزراء دولة جدد، وخلق مناصب رؤساء تنفيذيين في قطاعات تخصصية.
حدَّد الشيخ محمد للحكومة الجديدة مهلة عام واحد لتحقيق الأولويات الجديدة، وبيَّن أن الهدف من التغييرات الهيكلية هو حكومة أسرع في اتخاذ القرار وأكثر مواكبة للمتغيرات وأفضل في اقتناص الفرص وفي التعامل مع المرحلة الجديدة في تاريخ دولة الإمارات، وأرادها أن تكون حكومة مرنة وسريعة هدفها تعزيز منجزات ومكتسبات الوطن.
التعديل الوزاري الثاني
في فبراير 2021؛ أعلن الشيخ محمد عن تعديل وزاري مصغر في وزارة الخارجية والتعاون الدولي. انضم الشيخ شخبوط بن نهيان بن مبارك آل نهيان وخليفة شاهين المرر وزيري دولة، وغادره أنور قرقاش للعمل مستشارًا دبلوماسيًا لرئيس الدولة وزكي نسيبة للعمل مستشارًا ثقافيًا لرئيس الدولة.
الخلوات الوزارية
بدأت الخلوات الوزارية بعد تولي الشيخ محمد رئاسة مجلس الوزراء عام 2006، وتعتبر الخلوات الوزارية جلسات استثنائية لمجلس الوزراء، يتم فيها استعراض أهم القضايا الوطنية، وطرح الأفكار ومناقشتها في أجواء أكثر تحررًا من قيود العمل المكتبي. كانت الخلوة الوزارية الأولى في منتجع باب الشمس الصحراوي في دبي، وخلال السنوات الماضية جرت عدة خلوات وزارية في عدد من الإمارات.
خلوة الإمارات ما بعد النفط
عُقدت خلوة الإمارات ما بعد النفط على مدار يومي 30 و31 يناير عام 2016 في فندق ومنتجع باب الشمس في دبي بحضور ممثلي الحكومة الاتحادية والحكومات المحلية. هدفت الخلوة إلى مناقشة الأفكار والمبادرات التي من شأنها تنويع الاقتصاد الوطني وتحقيق توازن بين قطاعاته بما يضمن استدامته للأجيال القادمة.
وجَّه الشيخ محمد في ختام الخلوة بإطلاق إستراتيجية متكاملة لإمارات ما بعد النفط، والإسراع في الإعلان عنها خلال الفترة المقبلة حيث ستكون الاستراتيجية بمثابة إطار عام للأفكار والمبادرات التي خرجت بها الخلوة، وتعمل على تطوير كفاءة وإنتاجية القطاعات الاقتصادية الحالية، والتمهيد لإضافة قطاعات جديدة، بما يضمن تحقيق نقلة نوعية في الاقتصاد الوطني وتعزيز تنافسيته ونموه المستدام، بالإضافة إلى الارتقاء بأدائه وفق أعلى المعايير العالمية.

## السياسة الداخلية والإصلاحات
يحرص الشيخ محمد على اتباع نهج قيادي بهدف مواصلة مسيرة الإصلاح السياسي والاقتصادي للوصول إلى أداء حكومي متميّز وتنفيذ مشاريع تنمية وبنى تحتيّة رائدة بهدف تحقيق ازدهار اقتصادي واجتماعي على حدّ سواء. أطلق الشيخ محمد المرحلة الأولى من استراتيجيّة الحكومة الإتحاديّة في العام 2008 والتّي مهدت الطريق للمرحلة الثانية التّي تمتد بين عامي 2011 و2013، وذلك سعيًا منه لبناء الأسس الضروريّة لتحقيق رؤية الإمارات 2021. وتعدّ هذه الاستراتيجيّة عملية إصلاح استراتيجي تهدف إلى تعزيز التنمية الاجتماعيّة والاقتصاديّة وتطوير القطاع العام ومبادئ العدالة والسلامة والبنى التحتيّة والتنمية الريفيّة، والمساهمة في بناء القدرات والطاقات البشرية الوطنيّة وإدارة الموارد الحكوميّة والمحافظة على الهوية الإماراتيّة وتحقيق تقافة التميّز والتخطيط الاستراتيجي.

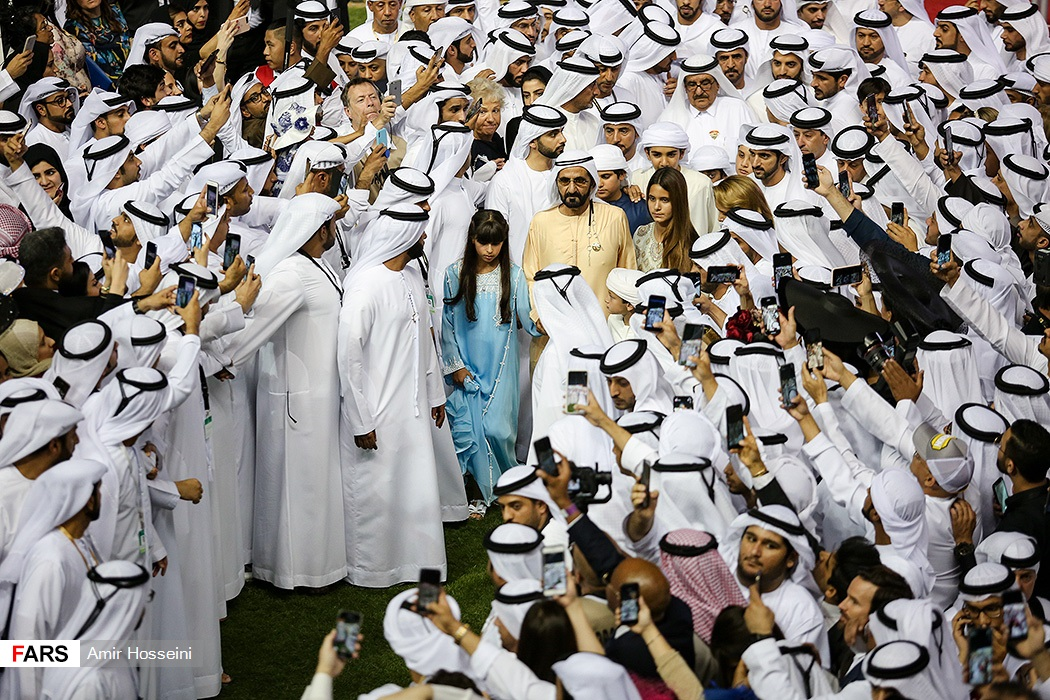

ويُعرف عن الشيخ محمد جولاته الميدانية المستمرة والمفاجئة إلى مختلف مؤسسات الدولة، ولا يتردَّد في إنهاء خدمات أي موظف يثبت تقصيره، ففي عام 2016 أمر الشيخ محمد بإجراء تعديلات إدارية فورية في بلدية دبي شملت إحالة 9 من قياداتها التنفيذية العليا إلى التقاعد وذلك في إطار حرص الشيخ محمد على إتاحة المجال لجيل جديد من القيادات الشابة القادرة على تحمل مسؤولية التطوير خلال المرحلة المقبلة وبما يتوافق مع المعايير الأساسية التي وضعتها حكومة دبي للعمل في مختلف دوائرها وأجهزتها بهدف تقديم أرقى مستويات الخدمة لجمهور المتعاملين وفي جميع الأوقات. يذكر أن الشيخ محمد قام بجولة ميدانية مفاجئة تفقد خلالها الدوائر الحكومية بإمارة دبي، وعلى رأسها مطار دبي الدولي والبلدية ودائرة التنمية الإقتصادية ودائرة الأراضي والأملاك وغيرها من الدوائر، وكانت المفاجئة أن عددًا من المديرين والموظفين لم يكونوا على رأس عملهم وغابوا عن مكاتبهم في وقت زيارته، ولقيت زيارة الشيخ محمد ترحيبًا كبيرًا على مواقع التواصل الاجتماعي، حيث اعتبرها الجميع درسًا عمليًا في الإدارة الفعالة.
وفي عام 2019؛ أعلن الشيخ محمد عن أفضل وأسوأ خمسة مراكز خدمة حكومية، وقال في حسابه الرسمي على تويتر: «الإخوة والأخوات ...وردني اليوم تقرير التقييم الشامل عن مستوى الخدمات في 600  مركز خدمة حكومي .. ووعدنا بإعلان أفضل خمسة مراكز وأسوأ خمسة مراكز .. المركز الأفضل هيئة الهوية بالفجيرة .. وأسوأ مركز في الدولة بريد الإمارات في الخان». وأضاف: «وجهنا بتغيير مدراء أسوأ المراكز فورا .. وإحلالهم بمدراء يعرفون كيفية التعامل مع الجمهور .ووجهنا بأن ينزل مدير عام الجهة أو الوزارة التي تتبع لها المراكز المتأخرة ليباشر عمله لمدة شهر من المراكز ويطور خدماتها، وسأزورهم. ووجهنا بصرف مكافأة راتب شهرين لكافة الفرق في المراكز المتقدمة». يذكر أن الشيخ محمد قد منح فرصة 90 يوم لـ 5 جهات في الحكومة الإتحادية لتحسين خدماتها وغرد قائلًا: «وجهنا قبل 3 أشهر بتقييم الخدمات الرقمية للحكومة، وبعد استطلاع رأي 55 ألف متعامل حول رأيهم في خدمات 30 جهة حكومية، نرفق لكم أفضل خمس جهات وأسوأ خمس جهات في الحكومة، ونعطي 90 يوماً فرصة لتحسين الخدمات و سنعيد تقييم الجهات الأسوأ بعدها لاتخاذ قرار بشأنها».
لخَّص الشيخ محمد السياسة التي يتَّبعها في العمل في مجلس الوزراء قائلا: «في بداية عملي في مجلس الوزراء كان عليّ أن أغير العمل التقليدي، وبدأت بتغيير أجندة مجلس الوزراء، كان هدفي البعد عن الأسلوب المكتبي والورقي والنزول إلى الشارع، حيث يوجد الناس والمواطنون والزائرون، وكل الفئات التي تستحق أن نعمل من أجلها، ألغيت 200 لجنة وزارية، وطلبت من الوزراء عدم الاكتفاء باللجان المكتبية والنزول للمواقع، وأن يبنوا وجهة نظرهم من خلال الشارع، وأماكن وجود الجمهور، ووسيلتهم للحصول على المعلومات والوصول إلى الحقائق لن تتم إلا بوجودهم في مواقع العمل».
| رسائل الشيخ محمد بن راشد للمواطنين والمواطنات بمناسبة بداية موسم جديد للعمل والانجاز في الإمارات | رسائل الشيخ محمد بن راشد للمواطنين والمواطنات بمناسبة بداية موسم جديد للعمل والانجاز في الإمارات | رسائل الشيخ محمد بن راشد للمواطنين والمواطنات بمناسبة بداية موسم جديد للعمل والانجاز في الإمارات | رسائل الشيخ محمد بن راشد للمواطنين والمواطنات بمناسبة بداية موسم جديد للعمل والانجاز في الإمارات | رسائل الشيخ محمد بن راشد للمواطنين والمواطنات بمناسبة بداية موسم جديد للعمل والانجاز في الإمارات | رسائل الشيخ محمد بن راشد للمواطنين والمواطنات بمناسبة بداية موسم جديد للعمل والانجاز في الإمارات |
| الرسالة الأولى | الرسالة الثانية | الرسالة الثالثة | الرسالة الرابعة | الرسالة الخامسة | الرسالة السادسة |
| --- | --- | --- | --- | --- | --- |
| مكان المسؤولين والوزراء والقادة هو الميدان. نريد أن نراهم هناك بين الطلاب والمعلمين، أو في السوق بين التجار والمستثمرين، نريد أن نسمع بهم بين المزارعين وعند مرافئ الصيادين، مع الأرامل والأمهات وعند كبار المواطنين، عند المرضى وفي المستشفيات وبين الأطباء والعاملين. نريد أن نراهم هناك ونسمع منهم من هناك، وليس في قاعات المؤتمرات وأروقة المنتديات التي تكاثرت واستهلكت الموارد وطاقات المسؤولين. نحن حكومة إنجازات ولسنا حكومة محاضرات. نحن فريق من المنجزين وليس من المنظرين. | العبث والفوضى على وسائل التواصل الاجتماعي يأكلان من منجزات تعبت آلاف فرق العمل من أجل بنائها. سمعة دولة الإمارات ليست مشاعاً لكل من يريد زيادة عدد المتابعين. لدينا وزارة للخارجية معنية بإدارة ملفاتنا الخارجية والتحدث باسمنا والتعبير عن مواقفنا في السياسة الخارجية للدولة، وإحدى مهامها الأساسية أيضًا الحفاظ على 48 عاماً من رصيد المصداقية والسمعة الطيبة، الذي بنته الإمارات مع دول وشعوب العالم.. لن نسمح أن تعبث مجموعة من المغردين بإرث زايد الذي بناه لنا من المصداقية وحب واحترام الشعوب. صورة الإمارات والإماراتي لا بد أن تبقى ناصعة كما بناها وأرادها زايد. | كثرت الشكوى من ملف التوطين، ونحن نسمعها.. وانخفضت نسبة رضا الناس عن تعامل المسؤولين مع هذه الظاهرة، ونحن نرصدها.. توفير الوظائف للمواطنين كان وسيبقى أولوية.. حالنا حال جميع الدول في الشرق والغرب.. ولنا وقفة جادة في هذا الموسم مع هذا الملف ومحاسبة ومتابعة.. وقرارات جديدة بإذن الله. | بحمد الله أرقامنا في القطاع الاقتصادي في تقدم، وتنافسيتنا في ارتفاع، وتجارتنا الخارجية في ازدياد.. ولكن لسنا من الدول التي تتحرك وفق المعدلات المتوسطة اقتصادياً.. نحن دولة تسعى لتحقيق قفزات اقتصادية نختصر فيها الزمن.. نحتاج في الفترة المقبلة إلى مشاريع نوعية.. وأفكار استثنائية للدفع باقتصادنا نحو القمة.. المشاريع العقارية تحتاج إلى ضبط إيقاعها لتحقيق قيمة مضافة للاقتصاد الوطني حتى لا تصبح عبئاً ومصدراً لعدم الاتزان في مسيرتنا الاقتصادية. | كررنا عشرات المرات للجميع أن الهدف من وجود الحكومة هو خدمة الناس.. وللأسف تكثر طلبات الناس على برامج البث المباشر ووسائل التواصل.. ولا يجد بعض المسؤولين الشجاعة للتعامل مع مطالبهم أو حتى الرد على تساؤلاتهم.. أعرف أن هناك تحديات، ولكن التهرب منها لن يحلها.. المؤسسة التي تخاف مواجهة الناس هي مؤسسة فقدت الثقة بنفسها.. أطلب من الجميع احترام أي متصلٍ بنا عبر البث المباشر أو وسائل التواصل بالرد عليه ومحاولة حل مشكلته.. ليس المهم سعة الموارد.. بل سعة القلوب وسعة الأخلاق. | أقول للجميع تفاءلوا فإن القادم أجمل وأفضل وأعظم.. نحن الدولة الأكثر استعداداً للمستقبل.. نحن الدولة الأكثر تنافسية في المنطقة.. نحن الدولة الأسرع نمواً في عدد المشاريع.. نحن الدولة الأكثر تقدماً في الإدارة الحكومية.. نحن الدولة الأفضل في تبني تكنولوجيا المستقبل.. والأهم من ذلك نحن دولة تملك الشجاعة لتواجه الحقائق، وتراجع الحسابات، وتعدل الاستراتيجيات بشكل مستمر للانطلاق بأقصى سرعة نحو المستقبل. |

استهلَّ الشيخ محمد ولايته نائبًا لرئيس الدولة بجولات ميدانية تفقدية ومفاجئة في مختلف مناطق الدولة بما فيها المناطق النائية والريفية. زار الشيخ محمد أم القيوين وأمر بالإسراع في إنجاز التوسعات في مبنى قيادة الشرطة والسجن المركزي في أم القيوين وزار أيضًا مكاتب دائرة العدل التابعة لوزارة العدل الاتحادية التي وصلها بصورة مفاجئة بغياب مديرها وتفقد المحكمة الشرعية والنيابة العامة ومكاتب الدائرة وردهاتها المزدحمة بالملفات والملقاة على الأرض والتي تفتقر لأبسط الوسائل التنظيمية والأرشيفية، وأعرب عن دهشته لهذا الواقع الذي لا يعكس تقدم وسمعة دولة الإمارات في كل المجالات وحرص قيادتها على أن تظل مثالاً يحتذى للحضارة والتقدم وتوفير أرقى الخدمات لأبناء هذا الوطن وضيوفه.

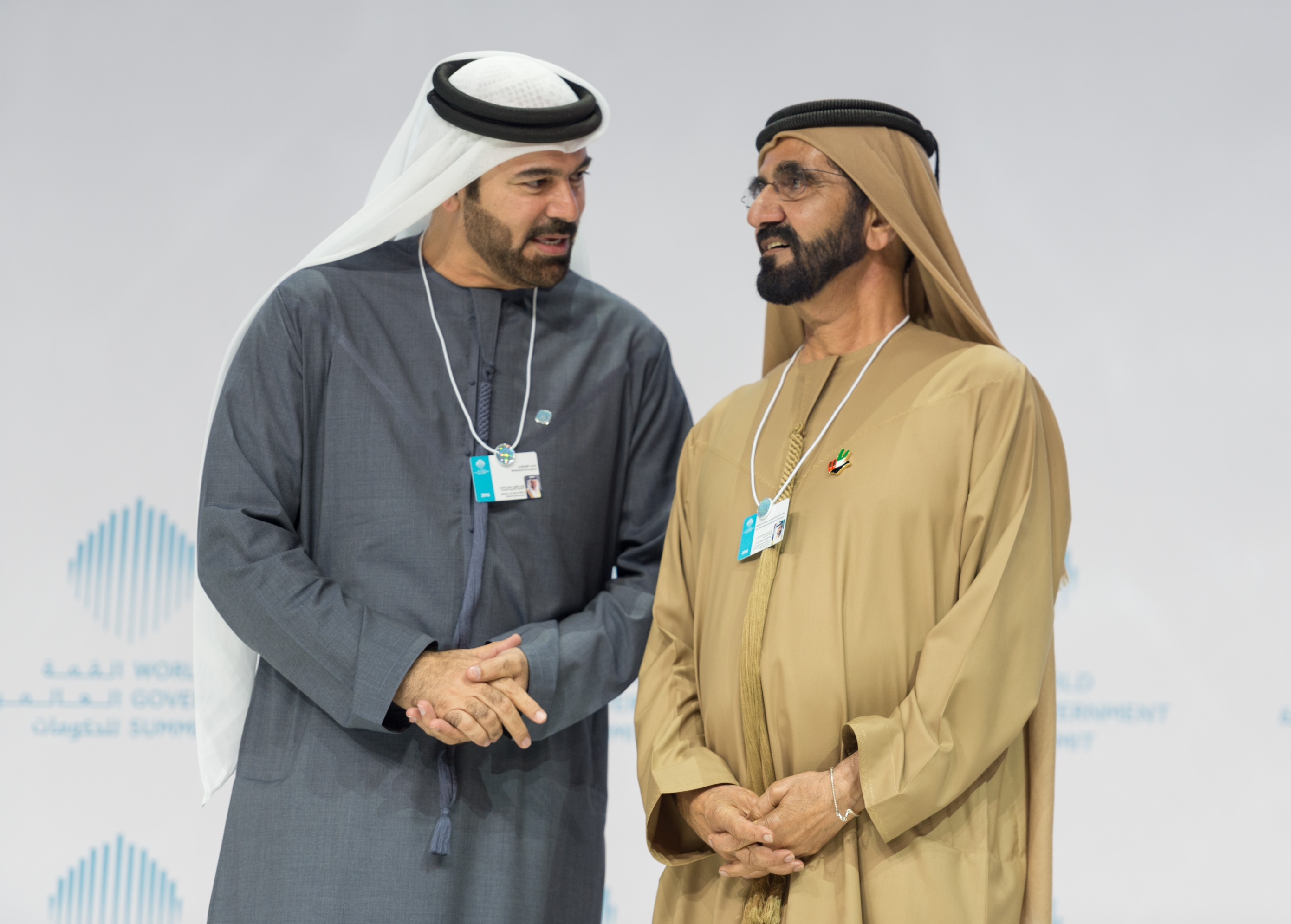
الشيخ محمد بن راشد مع محمد عبد الله القرقاوي خلال القمة العالمية للحكومات عام 2016.

أمر الشيخ محمد بسرعة تجهيز المبنى الجديد لدائرة العدل في أم القيوين والانتقال إليه ليكون رمزًا ليس للعدل والعدالة وكرامة الإنسان فحسب بل يعكس الوجَّه الحضاري المشرِّف للدولة ومؤسساتها، وعرّج على مكتبي وزارتي العمل والشؤون الاجتماعية حيث فاجأ موظفي مكتب وزارة العمل ووجَّههم بضرورة الإسراع في إنجاز معاملات الجمهور وعدم تعطيل مصالحهم. وفي مكتب وزارة الشؤون الاجتماعية تفقَّد المكاتب والتقى عددًا من الموظفين واستمع منهم إلى معوّقات العمل والمشكلات التي تعيق تطور عملهم وأدائهم وحثهم على التعامل مع المراجعين بإنسانية وأسلوب حضاري كريم.
زار الشيخ محمد إمارة رأس الخيمة بصورة مفاجئة وبدأت الزيارة من مدرسة تريم عمران للتعليم الأساسي للبنين في الجزيرة الحمراء، وأمر على الفور بإحلال مدرسة جديدة محل المدرسة الحالية بحيث تلبي متطلبات الطلبة والمدرِّسات العصرية من صالات ومرافق خدمية وبنية تحتية وأجهزة ومختبرات علمية وغيرها، وعرَّج على مبنى وزارتي العمل والشؤون الاجتماعية، حيث تفقد في مكتب وزارة العمل، عددًا من المكاتب والأقسام المختصة بإنجاز معاملات الجمهور وأمر بتسريع تخليص المعاملات وعدم تعطيل مصالح الناس وتحاشي اكتظاظ المراجعين على «الكاونترات»، وأمر كذلك بإزالة الحواجز الزجاجية التي تفصل بين الموظف والمراجع واعتبرها غير إنسانية وغير حضارية، كما أصدر أوامره بتنفيذ وإنجاز صالة رياضية متكاملة في رأس الخيمة يستفيد منها الشباب والفتيات في ممارسة أنشطتهم الرياضية والفنية والثقافية المختلفة.

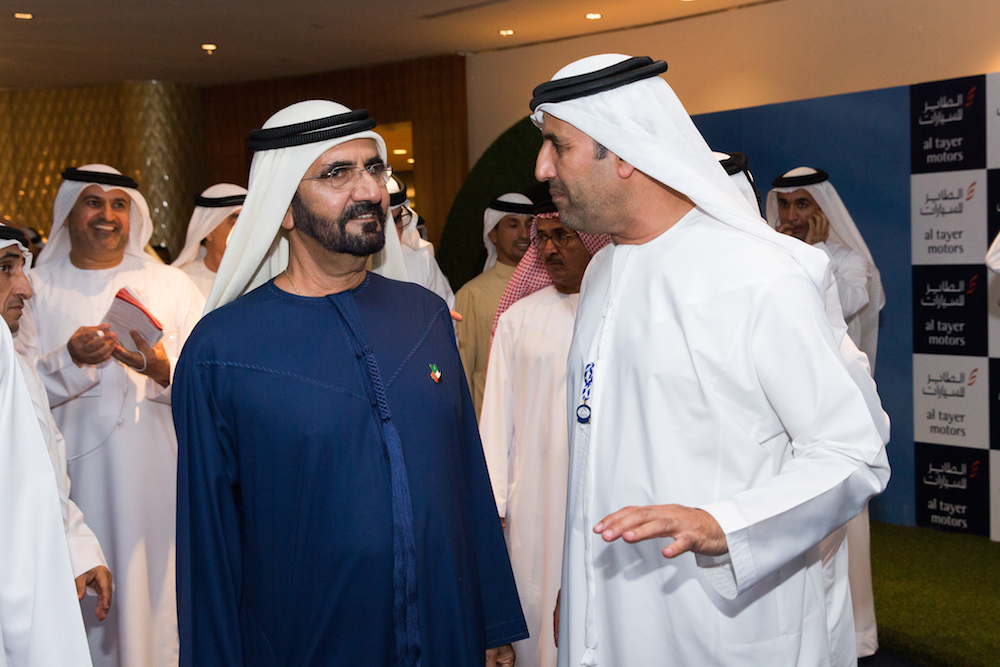

كما أمر بسرعة تجهيز وتحديث مختبرات الحاسب الآلي «الكمبيوتر» في مدارس دلما ومدارس الدولة عمومًا وفقًا للمعايير الدولية المعمول بها ليتسنى للطالب والطالبة مواكبة واستيعاب عالم التكنولوجيا الحديثة، كما وجَّه وزير التربية والتعليم لتعميم الحصول على الرخصة الدولية في الحاسب الآلي ليشمل مديري ومديرات المدارس كافة، ليكونوا على دراية وإلمام بمبادئ وأنظمة وبرامج الكمبيوتر.

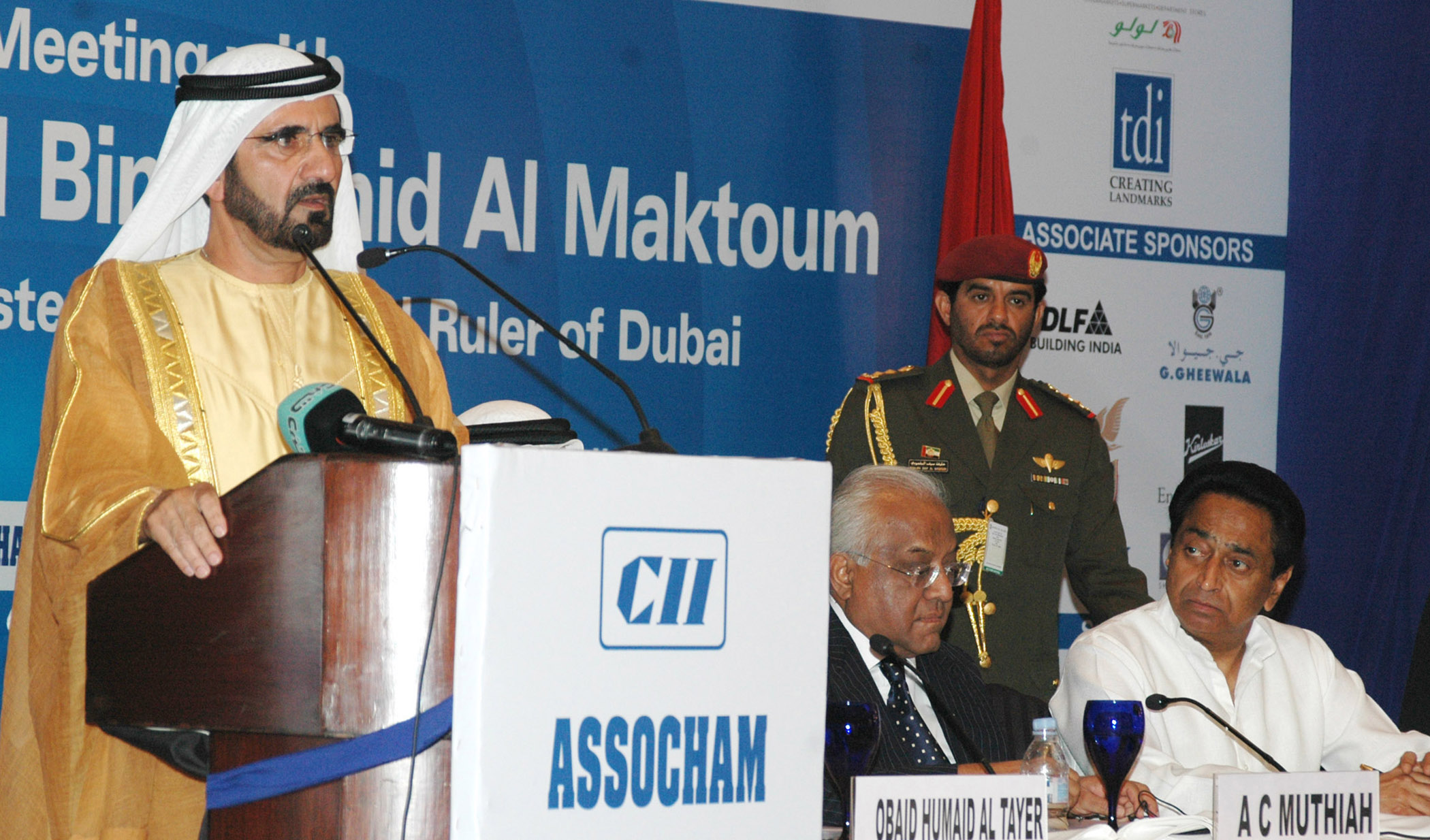
الشيخ محمد بن راشد يلقي كلمة في اجتماع غداء الأعمال مع اتحاد الصناعة الهندي «CII» في نيودلهي في 26 مارس 2007.

وفاجأ الشيخ محمد بن راشد موظفي ومراجعي وزارة العمل في دبي الذين لم يكونوا على موعد مسبق مع زيارته لمقر الوزارة للاطلاع عن كثب على ما يجري في مكاتب وأروقة و«كاونترات» الوزارة بشأن تخليص وإنجاز معاملات المراجعين، وحثَّ موظفي الوزارة على ضرورة التحلي بالديناميكية وسعة الصدر وحسن الخلق أثناء تعاملهم مع مراجعي الوزارة من منطلق أنهم بشر ويحملون الصفات والكرامة الإنسانية التي على الجميع احترامها وتقديرها.
واصدر توجيهاته بشأن تطوير الخدمات الطبية والعلاجية في الدولة والارتقاء بها نحو العالمية، وبتوسعة مستشفى القاسمي وتخصصات القلب والطوارئ وجراحة الأطفال والنساء والولادة وأمر بتطوير أقسام مستشفى القاسمي الذي يعتبر الأمل الذي كانت المنطقة تحتاجه منذ مدة نظرًا للحاجة الماسة إلى توسعة الخدمات في مجالات عدة كوحدة جراحة القلب وقسم الطوارئ وقسم الأطفال.
وفاجأ الشيخ محمد بن راشد موظفي ومراجعي وزارة الأشغال العامة في دبي الذين رحبوا بقدومه وسط علامات الدهشة والذهول التي بدت على وجوه الموظفين، وقام بزيارة مفاجئة إلى مبنى نيابة السير والمرور في دبي تفقد خلالها سير العمل واطلع على بعض القضايا المرورية التي تنظرها النيابة وأمر بسرعة إنجاز القضايا المرورية التي ترد إلى النيابة وعدم تأخير أو تعطيل مصالح الناس موجهًا رئيس ووكلاء النيابة بأهمية تحقيق العدالة وتحكيم القانون في القضايا التي ينظرونها بعيدًا عن المحسوبيات والمحاباة، ومؤكدًا من جديد أن العدالة للجميع والعقاب للمذنب وهذا كله يجب أن يتم تحت مظلة سيادة القانون.
وأمر الشيخ محمد خلال مشاهدته الميدانية للإجراءات القائمة في المركز بالتركيز على احترام الجمهور ومعاملاتهم بأسلوب حضاري وإنساني من قبل الموظفين المعنيين، مؤكدًا أن تسهيل وسرعة إنجاز المعاملات واختصار الوقت وجودة الخدمة من الركائز الأساسية لتطوير الأداء الحكومي وجعله متميزًا بكل المقاييس.
وعقِب زيارته لبلدية دبي، توجَّه إلى منطقة الراشدية، حيث تفقد المساكن في المنطقة ميدانيًا وأمر فورًا بإعداد مسح شامل وكامل للمساكن في المنطقة لتحديد المتهالك منها وبنائها من جديد، وإجراء الصيانة الكاملة للمساكن التي هي بحاجة لذلك. وأكد ضرورة توفير المسكن الحضاري الملائم لكل مواطن، معتبرًا أن المسكن الصحي والحضاري من حق كل مواطن حتى يعيش بكرامة واستقرار أسري واجتماعي ونفسي، ويتفرغ للإنتاج في عمله وتربية أفراد أسرته وتعليمهم.

## السياسة الخارجية

### الإجتياح العراقي للكويت

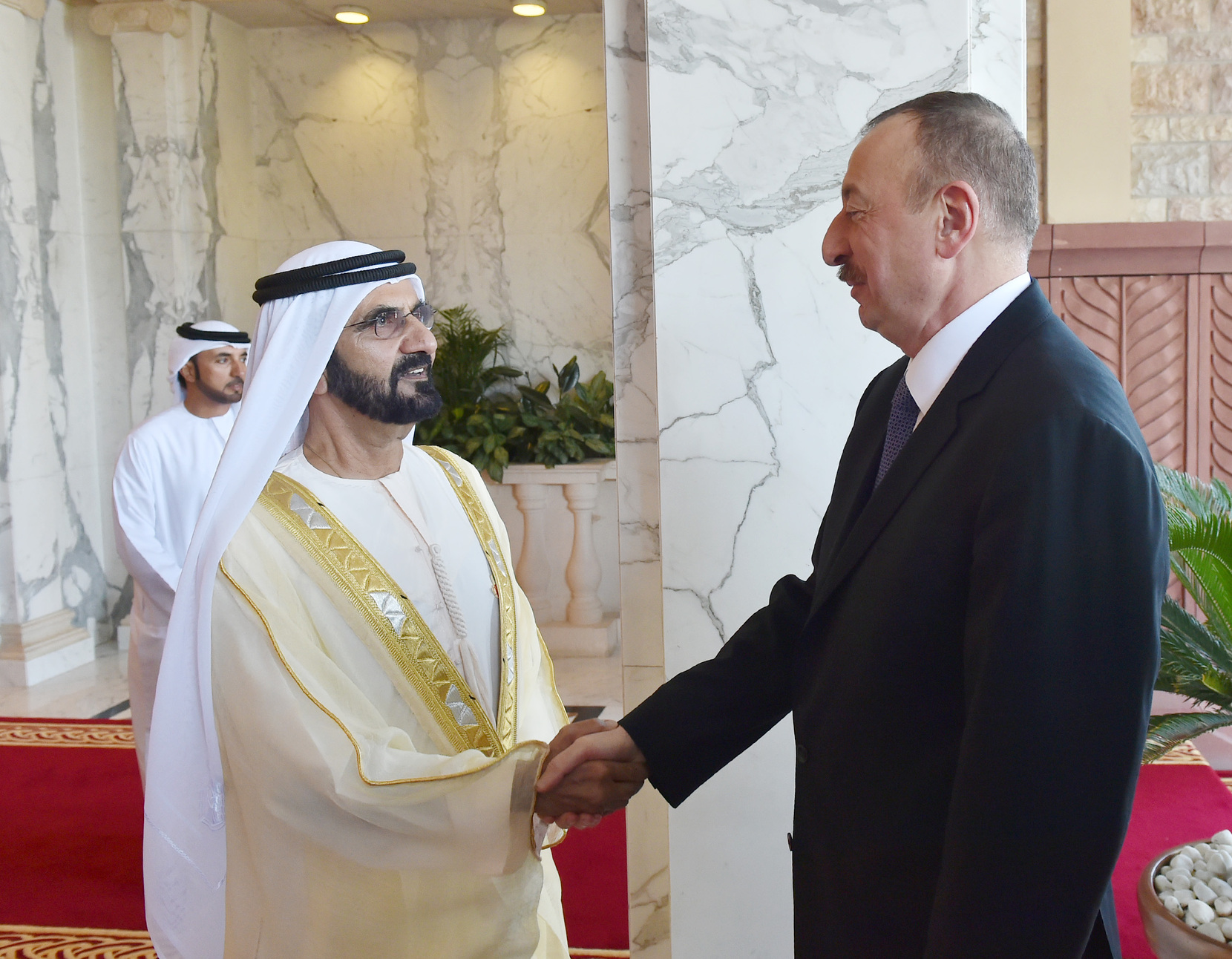
الشيخ محمد بن راشد يلتقي بإلهام علييف رئيس جمهورية اذربيجان عام 2016

وصف الشيخ محمد غزو العراق للكويت عام 1990 بمثابة «الغلطة التاريخية غيرت وجَّه المنطقة للأبد»، إذ تسبَّبت تلك الخطوة بشرخ كبير في كيان الأمة العربية، يقول الشيخ محمد في كتابه «قصتي»: «هذه الحرب كانت من أكثر الصدمات التي واجهتها في حياتي العسكرية، الاجتياح العراقي لدولة الكويت» واصفًا العلاقة بين دولة الإمارات والكويت بأنها «عميقة وأكبر من أن يفهمها الكثيرون».
كان قرار غزو الكويت صادمًا للشيخ محمد، فالحدث كان كبيرًا ومؤثرًا، وخلف هزات ارتدادية ظلَّت تتداعى بعد ذلك لسنوات طوال، يقول الشيخ محمد في هذا الصدد: «شكل غزو الكويت في 2 أغسطس من العام 1990 صدمة، نقلت النبأ لأخي الأكبر الشيخ مكتوم، ثم أمرت بإعلان حالة الطوارئ لجميع القوات الأمنية والعسكرية، تحدثت مع الشيخ زايد، فوجدته غاضباً وحزيناً في الوقت نفسه، كيف يمكن لصدام أن يفعل ذلك؟»
كما وصف الشيخ محمد أولى الهزات الارتدادية للاجتياح العراقي للكويت، بقوله: «بدأت العديد من الشركات العالمية تضع خططاً للانسحاب من المنطقة، اندلعت موجة من الذعر عندما انتشر الخبر، فبدأ المستثمرون الدوليون يطالبون بسحب أموالهم من مصارفنا للخروج من منطقة الشرق الأوسط، اتصل بي مسؤولون من المطار يطلبون توجيهاتي بخصوص السيولة النقدية التي كانت تعبر المطار خارج البلاد، ويسألونني ما إذا كان عليهم إيقاف ذلك»، ويضيف: «كانت إجابتي: لا أريد أن يتم توقيف أي شخص في المطار لإخراج المال من الدولة فليرحلوا إذا أرادوا. بعد أسابيع قليلة على ذلك، رأينا الأشخاص أنفسهم يعودون مع أموالهم إلى دبي، لو حاولنا إيقافهم لضاعفنا من مخاوفهم وجعلناهم يعتقدون أن مصارفنا غير قادرة على الإيفاء بمستحقاتهم».

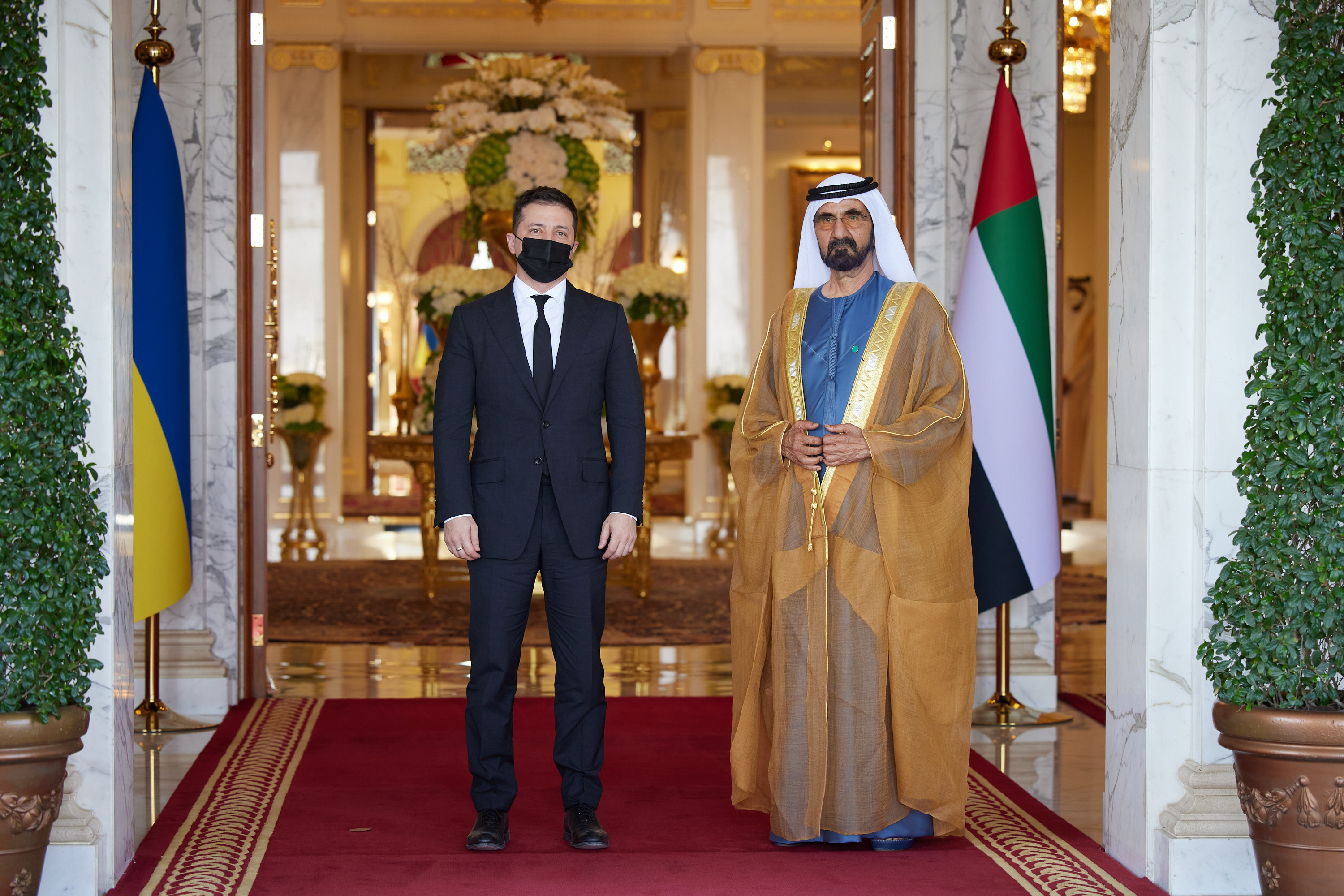
الشيخ محمد بن راشد يلتقي بالرئيس الأوكراني فولوديمير زيلينسكي. فبرابر 2021

كان موقف الإمارات واضحًا ومنسجمًا مع قيمها واعتقاداتها، فاختارت الوقوف إلى جانب الكويت، وفتحت الإمارات أبوابها أمام أبناء الكويت الذين بدأوا في الوصول إلى أراضي الدولة، يقول الشيخ محمد: «استقبلنا عشرات الآلاف من أبناء الكويت، فتحنا لهم الفنادق والبنايات، والكثير من مواطنينا فتحوا لهم البيوت».
لم تتردَّد الإمارات في الوقوف إلى جانب القانون الدولي تطبيقًا للعدالة، وفي السياق يقول الشيخ محمد: «أصبحت مرافئنا مرسى لسفن الحلفاء مع بدء عمليات (عاصفة الصحراء)، وهي العملية العسكرية التي شنتها قوات التحالف الدولي بقيادة الولايات المتحدة في 16 يناير 1991، لتحرير الكويت من القوات العراقية، أما قواتنا العسكرية فقد ساهمت بفاعلية في دعم قوى التحالف من أجل دعم تحرير الكويت».
كما كان الشيخ محمد دائم الحضور في الميدان، فقد كانت طبيعة مجريات الأمور تتطلب منه ذلك، وسافر شخصيًا عدة مرات إلى مركز عمليات عاصفة الصحراء، ونتيجة لذلك أُجبر صدام على الانسحاب بعد عملية عسكرية ناجحة، يقول الشيخ محمد : «كانت القوات الإماراتية لها شرف أن تكون من أوائل القوات التي دخلت الكويت من أجل التحرير»، ويقول ايضًا: «من أكثر المواقف الرجولية التي أذكرها مع حرب تحرير الكويت، إعلان قواتنا المسلحة رغبتها في متطوعين من شباب الوطن. كان اندفاع المواطنين على مراكز التجنيد مذهلاً ومفرحاً ومبشراً بروح وطنية عالية». تصدرت القوات المسلحة في دولة الإمارات جهود التحالف لتحرير الكويت، وبعد أيام من انتهاء الحرب أمر الشيخ محمد بإرسال 250 طنًا من المؤن والمساعدات الإغاثية، وأرسل الجيش الإماراتي الفرق الطبية إلى مدينة الكويت لتقديم الخدمات الصحية.

### العلاقات الإمارتية - السعودية
يُؤكد الشيخ محمد بشكل مستمر على عمق العلاقات الأخوية والروابط التاريخية التي تربط دولة الإمارات بالمملكة العربية السعودية، ووصف هذه العلاقات بأنها نموذجية، وتقدم مثالًا وقدوة لما يجب أن يكون عليه التعاون العربي-العربي، وأنها تفتح المجال رحبًا لتحقيق المزيد من النجاحات المشتركة قائلًا «علاقاتنا نموذجية... ولو جمعت الدول العربية علاقات كعلاقات الإمارات والسعودية لكانت المنطقة في حال غير الحال».
| المملكة هي الضامن للاستقرار، والملك سلمان بحكمته وعزمه خير من نثق بقيادته للمنطقة في هذه الظروف التاريخية الدقيقة، ولا شك في أن حجم الطموحات التي نريدها لشعبينا... وسرعة التغييرات التي يمر بها العالم.. وقوة التحديات في منطقتنا تتطلب هذه العلاقة الاستثنائية بين المملكة ودولة الإمارات |
| —الشيخ محمد بن راشد صحيفة البيان - 06 ديسمبر 2016 |

ولخص الشيخ محمد العلاقة بين الإمارات والمملكة العربية السعودية بقوله: «السعودي إماراتي.. والإماراتي سعودي»، مُعربًا عن اعتزازه بهذه العلاقة المميزة التي تربط البلدين، ومُؤكدًا أنَّ شعب دولة الإمارات تربطه بالشعب السعودي روابط تاريخية وطيدة.
كما أثنى في أكثر من محفل على المواقف التاريخية للملك سلمان بن عبدالعزيز آل سعود، وعلى مساعيه لتوحيد الصف وترسيخ قوة الخليج في مواجهة المخاطر التي قد تتهدد أياً من دول مجلس التعاون الذي كان للسعودية كبير الفضل في تأسيسه، وأكد على أهمية الدور الذي تشارك به المملكة العربية السعودية في الحفاظ على مقدرات المنطقة ومكتسباتها التنموية، مُؤكدًا على وقوف الإمارات إلى جوار السعودية في كل تلك المواقف التي تهدف إلى صون كرامة الأمة وعزتها ورفعتها على الدوام.
كما تطرَّق إلى التعاون بين القطاع الخاص السعودي والإماراتي، مُؤكدًا أنَّ هذا التعاون يبقى أمامه آفاق غير محدودة تأسيسًا على العلاقات القوية التي تجمع بين البلدين على كافة الصعد، مُعربًا أن تشهد المرحلة المقبلة مزيدًا من تبادل الزيارات والأفكار والرؤى بين مؤسسات القطاع الخاص في البلدين، بما يُمهد لاستكشاف الفرص الكامنة والتعرف على كيفية الاستفادة منها لدعم أهداف التنمية الشاملة بما يخدم صالح الشعبين.

### زيارة الشيخ محمد إلى سلطنة عمان

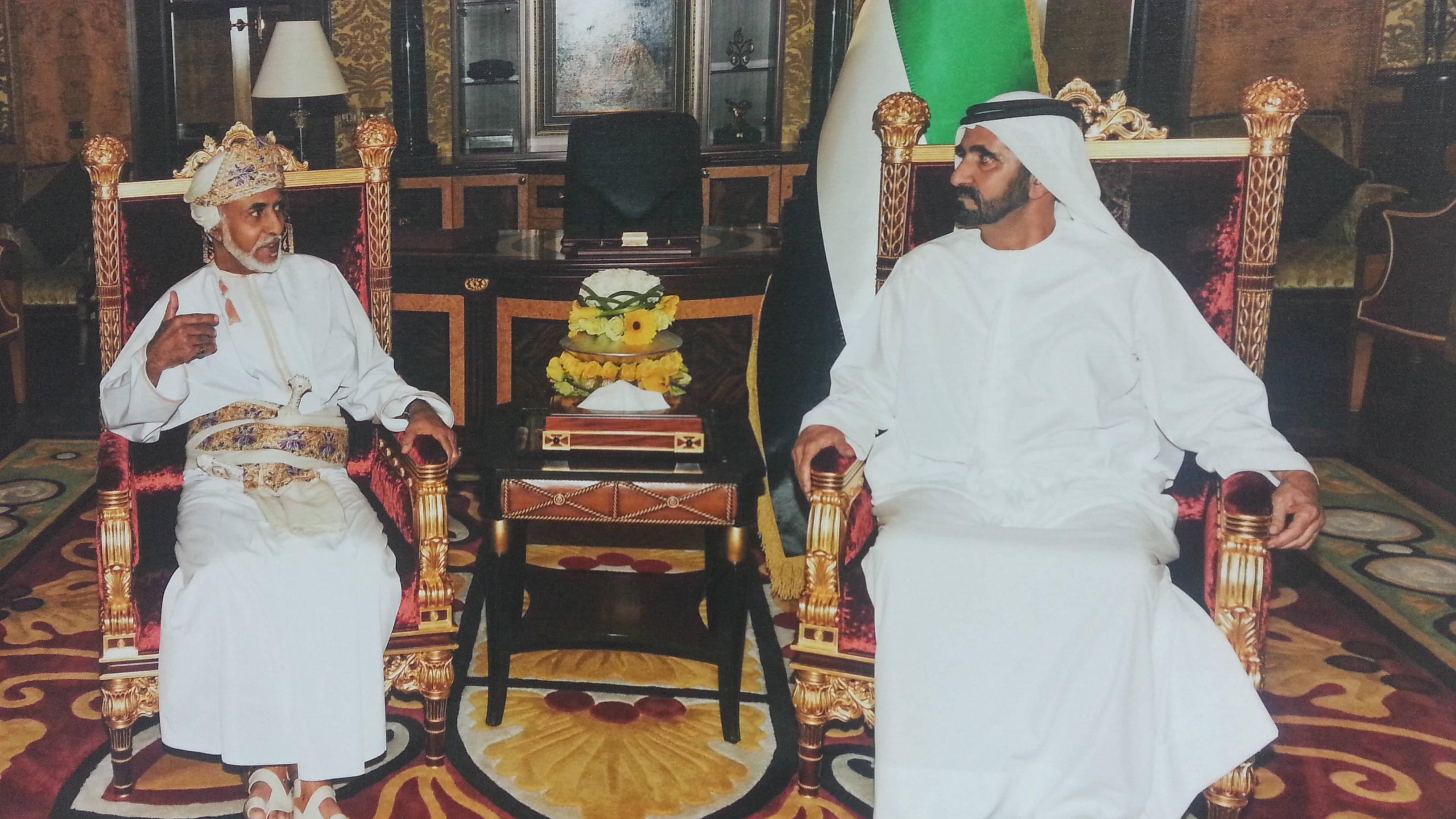
الشيخ محمد بن راشد مع سلطان عمان الراحل قابوس بن سعيد

زار الشيخ محمد سلطنة عمان عام 2005 عندما كان ولي عهد دبي ووزيرًا الدفاع، وترأس وفدا رفيعًا رافقه خلال الزيارة إلى السلطنة، فزار أكاديمية السلطان قابوس بن سعيد لعلوم الشرطة في مدينة نزوى العمانية وشهد في ميدان العرض بالكلية أربعة تمارين عملية أدتها مجموعات من شرطة وطلبة الاكاديمية والشرطة النسائية تركزت على حماية الشخصيات المهمة والمواكب الرسمية من أي اعتداء، وتابع الشيخ محمد بعدها جولته في أقسام وفصول الاكاديمية حيث زار مركز البحوث والدراسات الذي يتلقى فيه الطلبة علومهم الشرطية بواسطة الكومبيوتر، واطلع على مراحل ومناهج الدراسة في القانون والعلوم الشرطية الحديثة.
وفي ختام جولته حث الشيخ محمد طلبة الاكاديمية على الاستزادة من مناهل العلوم الشرطية بكل فروعها والاستفادة من كل ماهو متاح لهم من امكانات علمية وتعليمية ليساعدوا انفسهم على الابداع والتميز وابداء الافكار الخلاقة واختتم الشيخ محمد جولاته الميدانية وزيارته للسلطنة بجولة بحرية قام بها على متن اليخت «الميمون» لمدة حوالي الساعة تعرف خلالها على الخلجان الخلابة والشواطيء العمانية السياحية وشاهد بعض المشاريع التجميلية التي تقام على الشاطئ.

### زيارة الشيخ محمد إلى جمهورية الهند
زار الشيخ محمد بن راشد جمهورية الهند في مارس عام 2007 بدعوة من رئيس وزراء الهند مانموهان سينغ، وكانت هذه هي الزيارة الثانية له، فقد زارها لأول مرة عام 1974 رفقة والده الشيخ راشد بن سعيد. اكتسبت هذه الزيارة أهمية خاصة لدى الساسة والاقتصاديين في الهند لأنها فتحت آفاقًا جديدة لمزيد من التعاون بين البلدين خاصة في المجالات الاقتصادية والتجارية والاستثمارية، وأعلن عن مشاريع عملاقة أثناء الزيارة تتعلق بمجالات الطاقة والبنى التحتية.

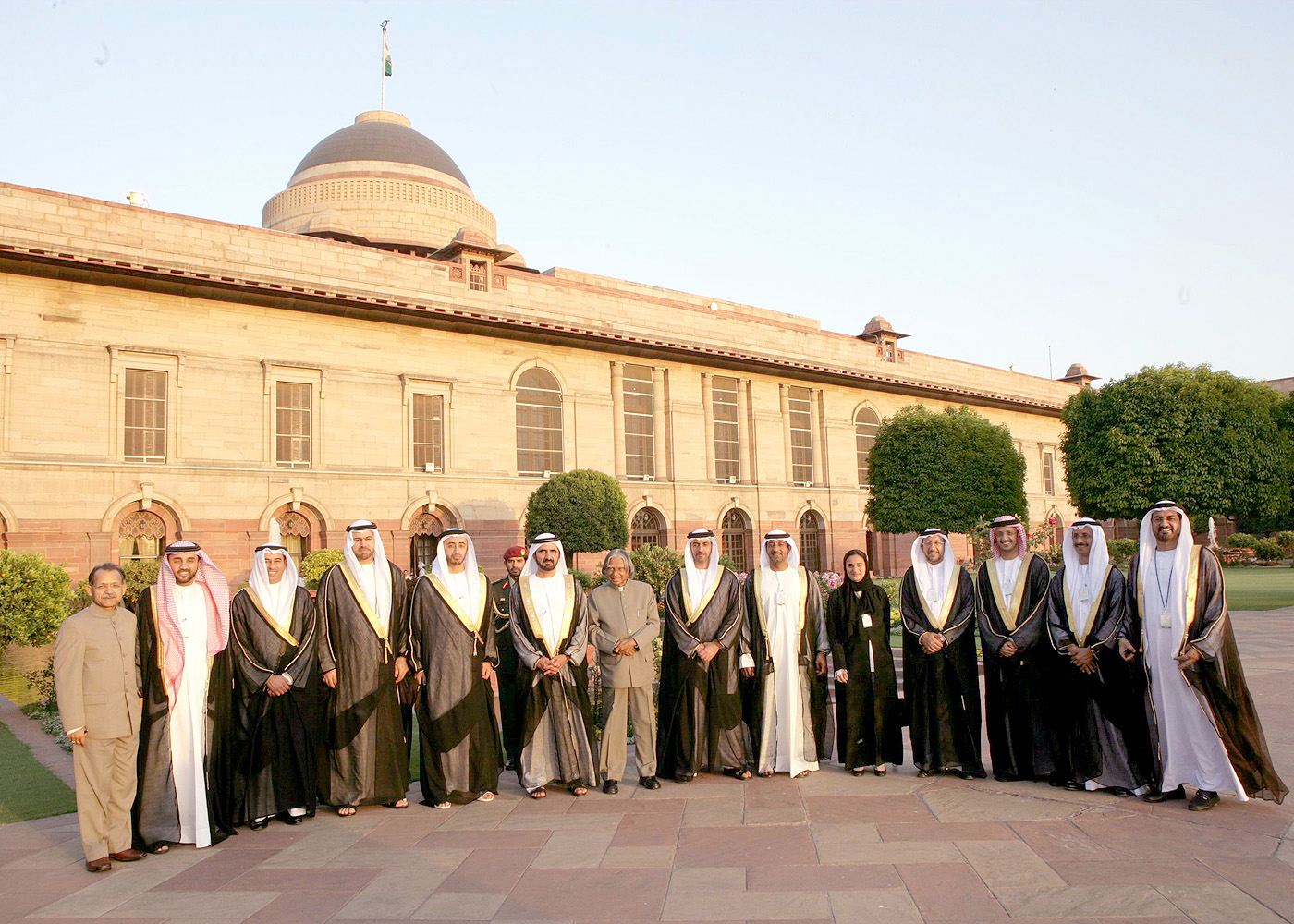
الشيخ محمد بن راشد مع الرئس الهندي عبد الكلام في نيودلهي. 26 مارس 2007

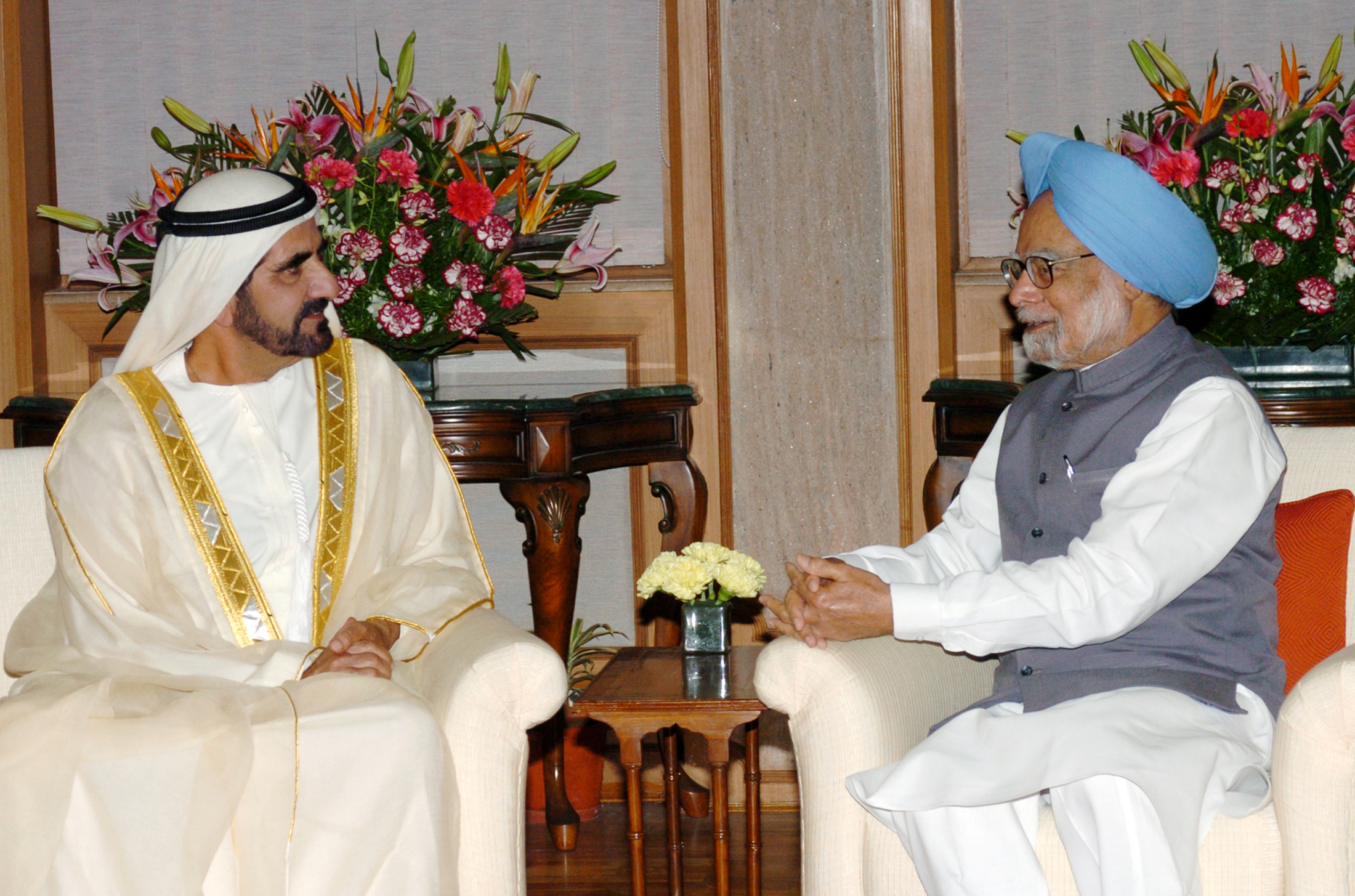
الشيخ محمد بن راشد في اجتماع مع رئيس الوزراء الهندي مانموهان سينغ عام 2010.

وفي عام 2010 زار الشيخ محمد جمهورية الهند مرة أخرى، والتقى برئيس الوزراء الهندي مانموهان سينغ، وشهدت هذه الزيارة توقيع اتفاقيات محورية أسهمت في تعزيز العلاقات الاقتصادية والدبلوماسية، منها الاتفاقية المعدلة لتجنب الازدواج الضريبي، واتفاقية تقضي بإعفاء حاملي جوازات السفر الدبلوماسية والشخصيات الرسمية من الحصول على التأشيرة المسبقة، بالإضافة إلى بعض الاتفاقيات الأخرى مثل التعاون الجمركي وتبادل المحكوم عليهم في القضايا المختلفة وتسهيل التبادل التجاري وتشجيع وحماية الاستثمار بين البلدين.
يذكر أن حجم التبادل التجاري بين إمارة دبي مع الهند بلغ 67 مليار درهم خلال النصف الأول من العام 2021 في حين وصلت في عام 2020 إلى 89 مليار درهم شملت مختلف البضائع التجارية وفي مقدمتها الذهب والمجوهرات والألماس والسيارات والهواتف والزيوت البترولية.

### زيارة الشيخ محمد إلى الولايات المتحدة

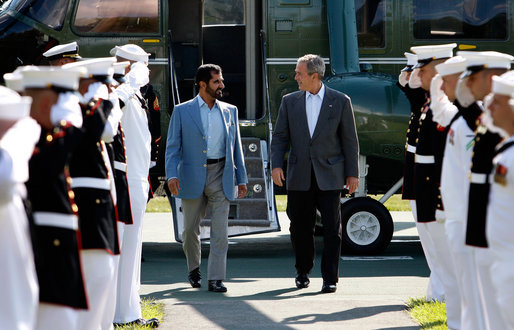
الشيخ محمد بن راشد أثناء زيارته إلى الولايات المتحدة عام 2008.

في أغسطس عام 2008؛ زار الشيخ محمد الولايات المتحدة الأمريكية تلبية لدعوة من الرئيس الاميركي الأسبق جورج بوش، الذي استقبله في المنتجع الرئاسي الاميركي في كامب ديفيد، ركَّزت هذه الزيارة على القضايا ذات الاهتمام المشترك وعلى قضايا الطاقة ومحاربة «الإرهاب» والتعاون المشترك في مجالات اقتصادية عدة، خصوصًا التبادل التجاري المتنامي بين الولايات المتحدة ودولة الإمارات، التي تعتبر السوق الأكثر اهمية للصادرات الأميركية في منطقة الشرق الأوسط. وصف المتحدث باسم مجلس الأمن القومي الأميركي غوردن غوندور الشيخ محمد بأنه شخصية مهمة جدًا في دولة الإمارات، ومن أبرز الشخصيات المؤثرة على صعيد العالم.
وحديثًا هنأ الشيخ محمد الرئيس الأمريكي المنتخب جو بايدن ونائبته كامالا هاريس بعد فوزهما بانتخابات الرئاسة الأمريكية، وكتب على حسابه في تويتر: «تهانينا للرئيس المنتخب الـ 46 للولايات المتحدة الأمريكية جو بايدن ونائبته كاميلا هاريس بفوزهم بالانتخابات الأمريكية الرئاسية. علاقاتنا منذ خمسة عقود راسخة واستراتيجية مع الولايات المتحدة.. وتمنياتنا لهذه العلاقة بالمزيد من التقدم والرسوخ مع الرئيس المنتخب الجديد»

### زيارة الشيخ محمد إلى أمريكا الجنوبية
في أبريل عام 2014؛ قام الشيخ محمد بزيارة إلى أربع دول في أمريكا الجنوبية وهي البرازيل والمكسيك وتشيلي والأرجنتين، وقد أجمع دبلوماسيون من هذه الدول على الأهمية الكبيرة التي توليها بلدانهم لزيارة الشيخ محمد للدول الأربع، ساهمت هذه الزيارة في تعزيز الروابط بين دولة الإمارات وبلدانهم، وعزَّزت من العلاقات التجارية والاستثمارية والاقتصادية للإمارات مع تلك البلدان، وجذبت المزيد من المستثمرين من الإمارات إلى تلك الدول، مما ساهم في تعزيز اقتصاداتها.

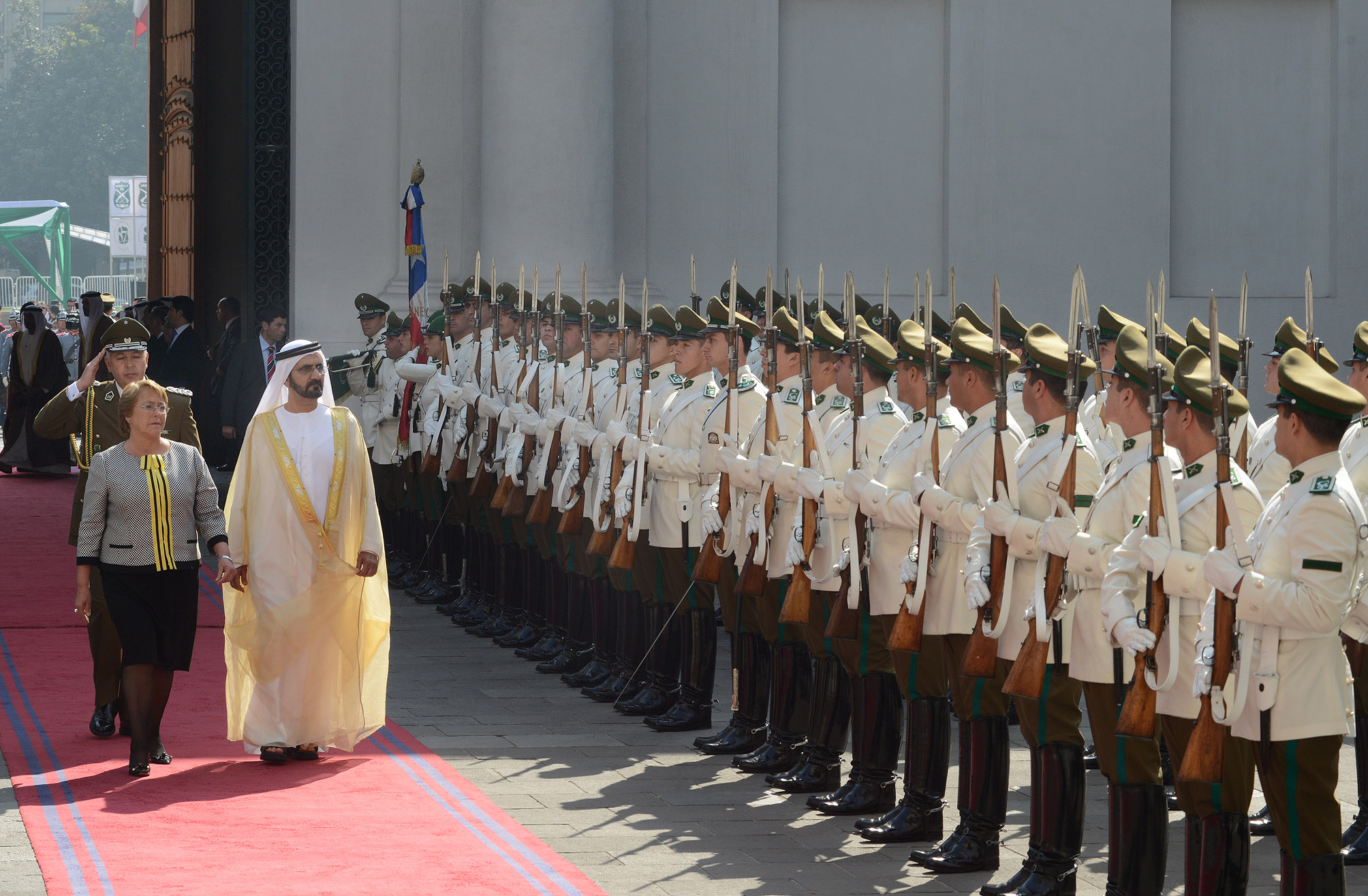
الشيخ محمد بن راشد مع رئيسة تشيلي آنذاك ميشال باشليت في استعراض حرس الشرف. 2014.

شهدت زيارة الشيخ محمد إلى البرازيل توقيع اتفاقيات مهمة ساهمت في تعزيز العلاقات التجارية والاستثمارية بين البلدين، وأُعلن عن قيام شركة برازيل فوود «بي آر إف» البرازيلية الخاصة باستثمار ما قيمته 533 مليون درهم في بناء مصنع لتجهيز الدواجن واللحوم في منطقة خليفة الصناعية «كيزاد» في أبوظبي، إلى جانب استثمار الشركة البرازيلية لـ 37 مليون دولار في شركة «فيدرال فود» الإماراتية، والتي تعتبر أكبر موزع للأغذية في المنطقة. كانت أكبر عقبة تواجه العلاقات بين البلدين تكمن في نقص المعرفة الكافية ببعضهم البعض، لكن زيارة الشيخ محمد شخصيًا للبرازيل أزالت هذه العقبة وعززت المعرفة بكلا البلدين وفتحت آفاقًا جديدة للتعاون بينهما.
وأولت المكسيك اهتمامًا بالغًا لزيارة الشيخ محمد، ووصفتها بأنها مهمة للغاية وجاءت في توقيت مناسب تسعى فيه المكسيك إلى تعزيز علاقاتها الثنائية مع دولة الإمارات على كافة الأصعدة، وتابعت الصحف المكسيكية باهتمام كبير هذه الزيارة، حيث أفردت صحيفة «إل يونيفيرسال المكسيكية» الناطقة بالإسبانية مساحة مهمة لزيارة الشيخ محمد في افتتاحيتها تحت عنوان «تعزيز الروابط مع دولة الإمارات»، وعرضت صورة لاستقباله الرسمي في مطار المكسيك، كما عنونت صحيفة «إل أوبزيرفادور داريو» المكسيكية الناطقة بالإسبانية زيارة الشيخ محمد إلى المكسيك، وقالت أنها ستسهم بشكل بارز في جذب مزيد من الاستثمارات الإماراتية للمكسيك.
وأكدت تشيلي على الأهمية الكبيرة التي توليها بلاده لزيارة الشيخ محمد، وأعربت عن سعادتها الغامرة بزيارته ، قائلة أنها جاءت في توقيت تشهد فيه العلاقات التجارية بين البلدين نموًا ملحوظًا، مشيرا إلى أنَّ التجارة بين البلدين والتي في مجملها غذائية سجلت ما قيمته 146 مليون دولار في عام 2013 بنمو 40 % مقارنة بعام 2012، متوقعًا أن تشهد زيارة الشيخ محمد توقيع مذكرة تفاهم بين البلدين في قطاع المحاصيل الزراعية.

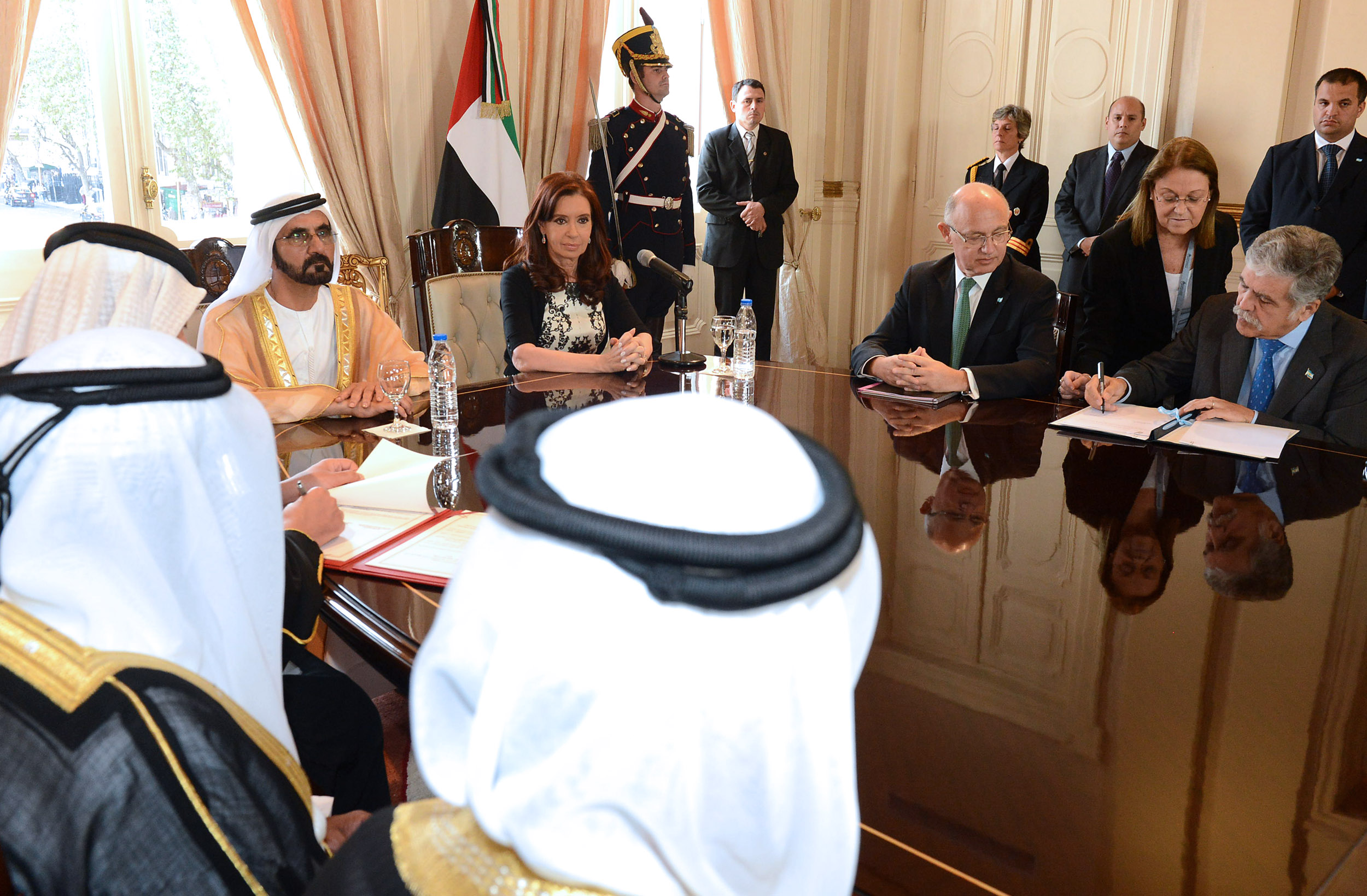
الشيخ محمد بن راشد أثناء لقاءه برئيسة الأرجنتين كريستينا فيرنانديز.

أما في الأرجنتين فقد وُصفت هذه الزيارة بالحدث الرئيسي المهم للغاية للعلاقات الثنائية بين البلدين، وأنها ستنقل العلاقات بين الإمارات والأرجنتين لمستويات جديدة. التقى الشيخ محمد في هذه الزيارة شخصيات رفيعة المستوى وقام بزيارة لمراكز الأعمال ومراكز الأبحاث النووية. كما شهد الشيخ محمد والرئيسة الأرجنتينية كريستينا فيرنانديز في بيونس آيرس مراسم التوقيع على مذكرة تعاون في مجال الطاقة النووية السلمية، وأعرب الشيخ محمد عن ارتياحه لتوقيع المذكرة التي اعتبرها باكورة التعاون الثنائي بين البلدين وثمرة طيبة تمخَّضت عن زيارته للأرجنتين.
صرَّح الشيخ محمد في ختام زيارته للدول الاربع أن دولة الإمارات تهتم ببناء علاقات إستراتيجية مع شركاء جدد بهدف توسيع الآفاق أمام الاقتصاد الوطني وتحقيق التوازن والتنوع بما يعود بالخير والمنفعة على الشعب الإماراتي ويحقق المصلحة الوطنية العليا، يقول الشيخ محمد:«منطقة أمريكا اللاتينية تتمتع بثروات معدنية هائلة وموارد زراعية ضخمة ونمو صناعي متميز ونريد أن نكون بوابتهم لوسط العالم وشرقه وهناك فرص كبيرة جدا يمكن البناء عليها خلال الفترة المقبلة في الكثير من القطاعات .. تبادلنا التجاري مع هذه الدول في تطور مستمر وجاليات دول أمريكا اللاتينية في الإمارات محل كل ترحيب وآفاق التعاون كبيرة في ظل الإمكانات والموارد الموجودة لدينا ولديهم».
وجاءت جولة الشيخ محمد لهذه الدول لتتوج علاقات اقتصادية متميزة وتبادل تجاري وصل لعشرات المليارات معها وفتحت آفاقًا جديدة في مجالات استثمارية ودفاعية وسياحية وخاصة مع بدء الناقلات الوطنية للإمارات بفتح خطوط مباشرة مع هذه الدول في الفترات الأخيرة بهدف ربط اقتصاداتها مع وسط العالم وشرقه وتوفير قنوات أسرع وأسهل لتدفق البضائع والسياح ورجال الأعمال من وإلى هذه الدول عبر دولة الإمارات وإلى كافة قارات العالم.

### زيارة الشيخ محمد إلى الصين وفيتنام

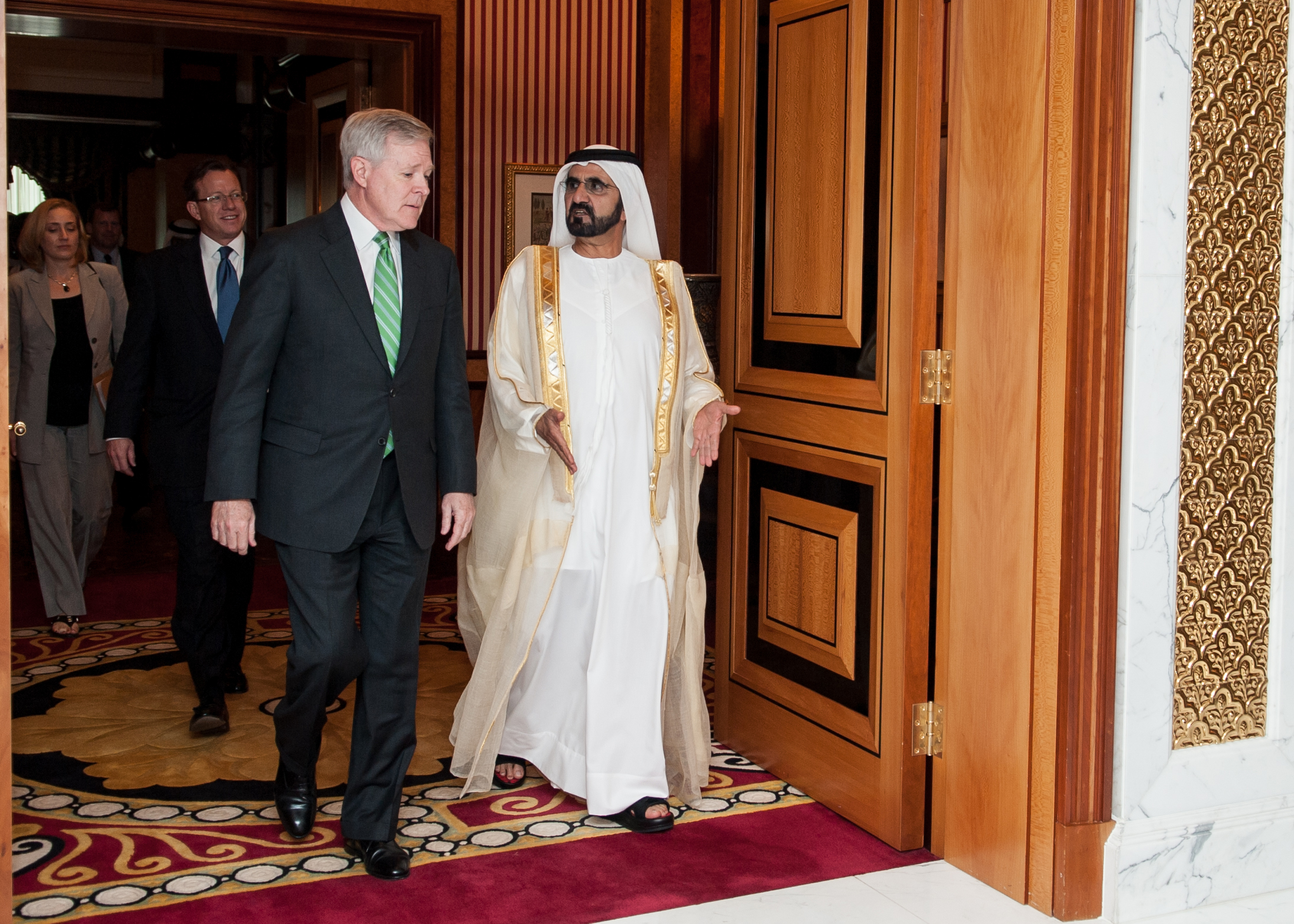
الشيخ محمد بن راشد مع راي مابوس، سفير الولايات المتحدة لدى المملكة العربية السعودية من عام 1994 إلى عام 1996

في عام 2007 زار الشيخ محمد جمهورية فيتنام الاشتراكية وأعقبها بزيارة لجمهورية الصين الشعبية حيث أجرى خلالها محادثات حول سبل إيجاد آفاق جديدة للتعاون الاقتصادي والتجاري بين البلدين، كما شارك الشيخ محمد على رأس وفد رفيع في أعمال المنتدى الاقتصادي العالمي «دافوس» الذي عقد في مدينة «داليان» الصينية.
وفي عام 2019؛ زار الشيخ محمد جمهورية الصين الشعبية لحضور الجلسة الافتتاحية للدورة الثانية لمنتدى «الحزام والطريق للتعاون الدولي» الذي انطلقت أعماله في العاصمة الصينية بكين بمشاركة نحو 40 من رؤساء الدول والحكومات ووفود حوالي 150 دولة ومنظمة دولية. أشاد الشيخ محمد بأهمية الأهداف التي تسعى مبادرة الحزام والطريق إلى تحقيقها، مثمّنًا مردودها الإيجابي في دفع علاقات التعاون بين عشرات الدول في قارات العالم الثلاث آسيا وإفريقيا وأوروبا إحياءً لفكرة طريق الحرير التاريخي. يقول الشيخ محمد: «دولتنا شريك في بناء مشروع الحزام والطريق... وأهدافه تتوافق مع رؤيتنا وخططنا للمستقبل... ولدينا من المقومات ما يؤهلنا للقيام بدور رئيسي في إنجاح أهدافه من موقع استراتيجي وقدرات لوجستية وبنى تحتية وتاريخ طويل كمركز محوري لحركة التجارة العالمية.. نتطلع للتعاون مع كافة الأطراف في إنجاح هذا المشروع العالمي الواعد بكل ما يمهد له من فرص».

### المشاركة في القمم والمؤتمرات العربية والإسلامية والعالمية

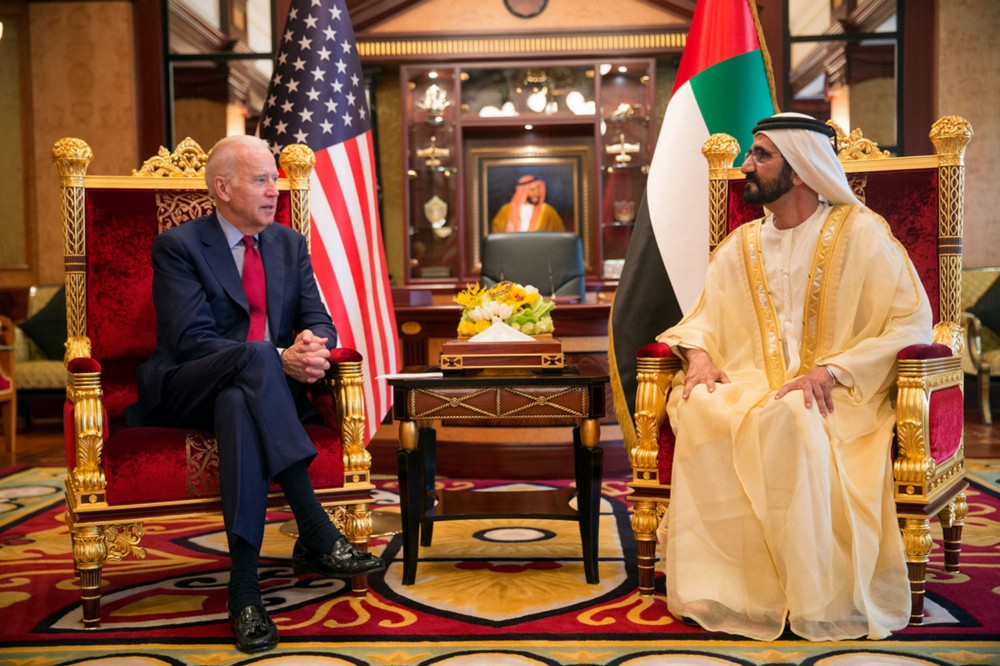
الشيخ محمد بن راشد في اجتماع مع الرئيس الأمريكي جو بايدن.

ترأَّس الشيخ محمد وفد دولة الإمارات في مؤتمر القمة الأول لحوار التعاون الآسيوي في دولة الكويت عام 2012، وترأَّس وفد الدولة اثناء انطلاق أعمال «مؤتمر بغداد للتعاون والشراكة» في العاصمة العراقية بغداد الذي بحث مجموعة من الملفات الأمنية والسياسية والاقتصادية، بالإضافة إلى التأكيد على دعم الحكومة العراقية ومكافحة الإرهاب، وقال عبر حسابه الرسمي في تويتر: «وصلنا بحمد الله بغداد… عاصمة الرشيد والمأمون وعاصمة العالم.. دار السلام.. بيت حكمة البشر.. بغداد الشعراء والأدباء والعلماء.. بغداد دجلة والفرات.. رغم جراحها متفائلين بعودتها ونهضتها ومجدها بإذن الله.. حفظ الله بغداد.. حفظ الله شعب العراق العظيم».
وشارك في القمة العربية الثامنة والعشرين التي عقُدت في عمان وترأَّس وفد الدولة. وفي القمة العربية التاسعة والعشرين «قمة القدس» التي عقدت في الظهران في المملكة العربية السعودية، وفي عام 2008 شارك الشيخ محمد في أعمال الجلسة الافتتاحية للقمة الحادية عشرة لمنظمة المؤتمر الإسلامي التي عقدت اجتماعاتها في العاصمة السنغالية داكار. كما شارك الشيخ محمد في الاجتماع الرباعي الذي دعا إليه الملك سلمان بن عبد العزيز في يونيو 2018 «قمة مكة» لمناقشة سبل الدعم الممكنة للأردن بعد أن شهد احتجاجات شعبية عارمة بالعاصمة عمان ومحافظات أخرى ضد مشروع قانون ضريبة الدخل، وأدت هذه الاحتجاجات إلى استقالة الحكومة، التقى الشيخ محمد بالملك عبدالله الثاني بن الحسين على هامش الاجتماع وأعلن دعمه الكامل للأردن ووقوف الإمارات إلى جانب الأردن لتجاوز هذه الأزمة. وشارك أيضًا في قمة العلا التي عقدت في منطقة المدينة المنورة ووصفها بأنها «موحدة للصف.. مرسخة للأخوة».
كما شارك الشيخ محمد في أعمال قمة القادة حول المناخ التي استضافها الرئيس الأميركي جو بايدن في أبريل عام 2021، وذكر في كلمته على أهمية استغلال الطاقة النظيفة وتقليل انبعاث الكربون، موضحًا أنَّ القطاع النفطي في دولة الإمارات العربية المتحدة هو الأقل على مستوى العالم في الانبعاثات الكربونية، وشدَّد الشيخ محمد على ضرورة تعزيز التعاون الدولي للعمل من أجل المناخ واصفًا قضية تغير المناخ بأنها تحدٍّ عالمي مستمر.

## التحديات الأمنية والإقليمية

### تنظيم الدولة في العراق والشام
وصف الشيخ محمد تنظيم الدولة في العراق والشام بأنه منظمة إرهابية بربرية وحشية لا تمثل الإسلام ولا تمثل أيضًا الحد الأدنى من الإنسانية الحقيقية، مبديًا استعداد دولة الإمارات للمشاركة في أي تحالف عسكري دولي ضد هذا التنظيم.

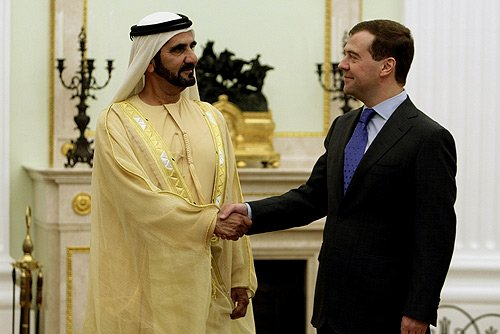
الشيخ محمد بن راشد يلتقي برئيس الوزراء الروسي آنذاك دميتري ميدفيديف عام 2009

كما وصف تنظيم الدولة في العراق والشام بأنه ليس منظمة إرهابية فقط بل هو فكرة خبيثة، وأنَّ الإيديولوجيا التي قام عليها هي نفسها التي قام عليها تنظيم القاعدة وفروعه في نيجيريا وباكستان وأفغانستان والصومال واليمن، وفي بلاد المغرب العربي وفي بلاد الجزيرة العربية هي نفسها التي بدأت تضع بذورًا لها في أوروبا وأميركا وغيرها من بلاد العالم، معتبرًا بأنَّ إحدى حسنات داعش وإيجابياتها أنها وحدت العالم وجمعت الأضداد، وجعلت الجميع يضع خلافاته جانبًا ليواجه هذا الخطر المتنامي بهذا الاستعجال الإيجابي.
كما اقترح الشيخ محمد عدة حلول لمواجهة هذا التنظيم، فبالإضافة للعمل العسكري والحصار المالي والإعلامي وقطع الموارد وإغلاق المنافذ وضرب مراكزه وقياداته يمكن التغلب على داعش وغيرها من المنظمات الإرهابية عبر 3 محاور إضافية أولًا: مواجهة هذا الفكر الخبيث بفكر مستنير منفتح، يقبل الآخر ويتعايش معه، فكر مستمد من الدين الإسلامي الحنيف الصحيح الذي يدعو للسلام، ويحرم الدماء ويحفظ الأعراض ويعمر الأرض ويوجَّه طاقات الإنسان لعمل الخير ولمساعدة أخيه الإنسان. ثانيًا: الحكومات القوية المستقرة الجامعة التي تركز على تقديم خدمات حقيقية لشعوبها دون تفرقة، وهي أحد الحلول المهمة للقضاء على البيئة التي تنشط فيها مثل هذه التنظيمات. ثالثًا: التنمية المستدامة هي أكثر الحلول استدامة لمواجهة الإرهاب ولا بد من مشاريع ومبادرات فعالة لعلاج مثل هذا الخلل، وتحسين التعليم والصحة وتوفير البنية التحتية وتطوير الفرص الاقتصادية، هي حلول طويلة الأمد ومضمونة لمثل هذه التحديات في العديد من مناطق الشرق الأوسط وهي مسؤولية عالمية وعربية.

### عاصفة الحزم وإعادة الأمل
| الشيخ محمد بن راشد مرحبًا بعودة القوات المسلحة من اليمن: تحية لأبناء الوطن العائدين من أرض اليمن، شاركوا أخوانهم في قوات التحالف مهمة لإعادة الأمل وترسيخ أمن المنطقة.. ساهموا في أعمال إنسانية في 22 محافظة استفاد منها ملايين الأسر، وساهموا في بناء وتطوير مشاريع تنموية ضخمة في محافظات اليمن.. أهلا بكم في أرض الوطن.. حماة الاتحاد |
| —الحساب الرسمي للشيخ محمد على تويتر |

كان الشيخ محمد يتابع أولًا بأول مجريات المعارك في اليمن، وكان يتطرق إلى دور القوات المسلحة الإمارتية في الحرب في افتتاحية كل جلسة من جلسات مجلس الوزراء، أكَّد الشيخ محمد أن مشاركة القوات المسلحة الإمارتية في عمليات «عاصفة الحزم» تنبع من الثوابت السياسية لدولة الإمارات في نصرة الحق والعمل مع الأشقاء لتحقيق وتوطيد وصيانة أمن وسلام العالم العربي، وأن هذه المشاركة هي واجب شرعي ووطني وقومي وإنساني في نصرة الشعب اليمني واصفًا ميليشات الحوثي بقوى البغي والعدوان وبأنها خطر داهم يستهدف الوجود العربي ويهدد أمن واستقرار المنطقة ودولها وشعوبها.
كما أكد الشيخ محمد أنَّ دولة الإمارات العربية المتحدة تمثل جزءًا من منظومة العمل الخليجي المشترك وتعمل مع أشقائها جنبا لجنب لحماية أمنها ومكتسباتها ضد كل ما يشكل خطرًا عليها، وأضاف بشأن مشاركة الإمارات في عملية «عاصفة الحزم» في اليمن: «أن الإمارات وأشقائها في دول مجلس التعاون الخليجي والوطن العربي ككل لا تقبل كل ما من شأنه أن يهدد التراب العربي ومكتسبات شعوبه ونأمل أن يخرج اليمن وشعبه من هذه المحنة كما عهدناه وتعود كل الأطراف للعمل والتنمية والاستقرار»، وثمَّن الدور القيادي للمملكة العربية السعودية انطلاقًا من مسؤوليتها التاريخية ودورها الريادي في المنطقة والوقوف في وجَّه المطامع والتطلعات إلى الهيمنة.
يُذكر أنَّ الشيخ محمد قد شارك أعضاء المجلس الأعلى للاتحاد حكام الإمارات وأولياء العهود ونواب الحكام في احتفال دولة الإمارات العربية المتحدة بعودة قواتها العسكرية المشاركين ضمن قوات التحالف العربي في اليمن بعد أن أكملت مهمتها، ورحَّب بالجنود العائدين بتغريدة نشرها على حسابه الرسمي على تويتر، كما شارك في احتفال رسمي أقيم في قصر المقام في العين بحضور الشيخ محمد بن زايد قلَّد فيه الشيخ محمد بن راشد عددًا من أفراد القوات المسلحة «وسام الشجاعة».

### الربيع العربي
صرَّح الشيخ محمد في مقابلة مع إيرين بيرنيت مقدمة برنامج «أوت فرونت» على شبكة سي إن إن بأن الربيع العربي هو تعبير عن الشعوب العربية التي انتظرت لوقت طويل. وقال عن توقعاته بشأن سقوط المزيد من الأنظمة العربية بفعل الربيع العربي: «أعتقد أن هذا الأمر يحدث كل حوالي 100 سنة ويجب أن نكون حذرين، فقد يحدث هذا في أي مكان ولكن برأيي دول الخليج في مأمن في الوقت الحاضر». وحول تقدم الجماعات الدينية في نتائج المرحلة الأولى من الانتخابات البرلمانية في مصر وفي مقدمتها جماعة الإخوان المسلمين، استبعد الشيخ محمد أن تنتج هذه الانتخابات نظامًا مشابهًا للنظام الإيراني، قائلًا إن مصر تمتلك جيشًا قويًا يراقب ما يحدث، ويستطيع أخذ زمام المبادرة في الوقت المناسب.

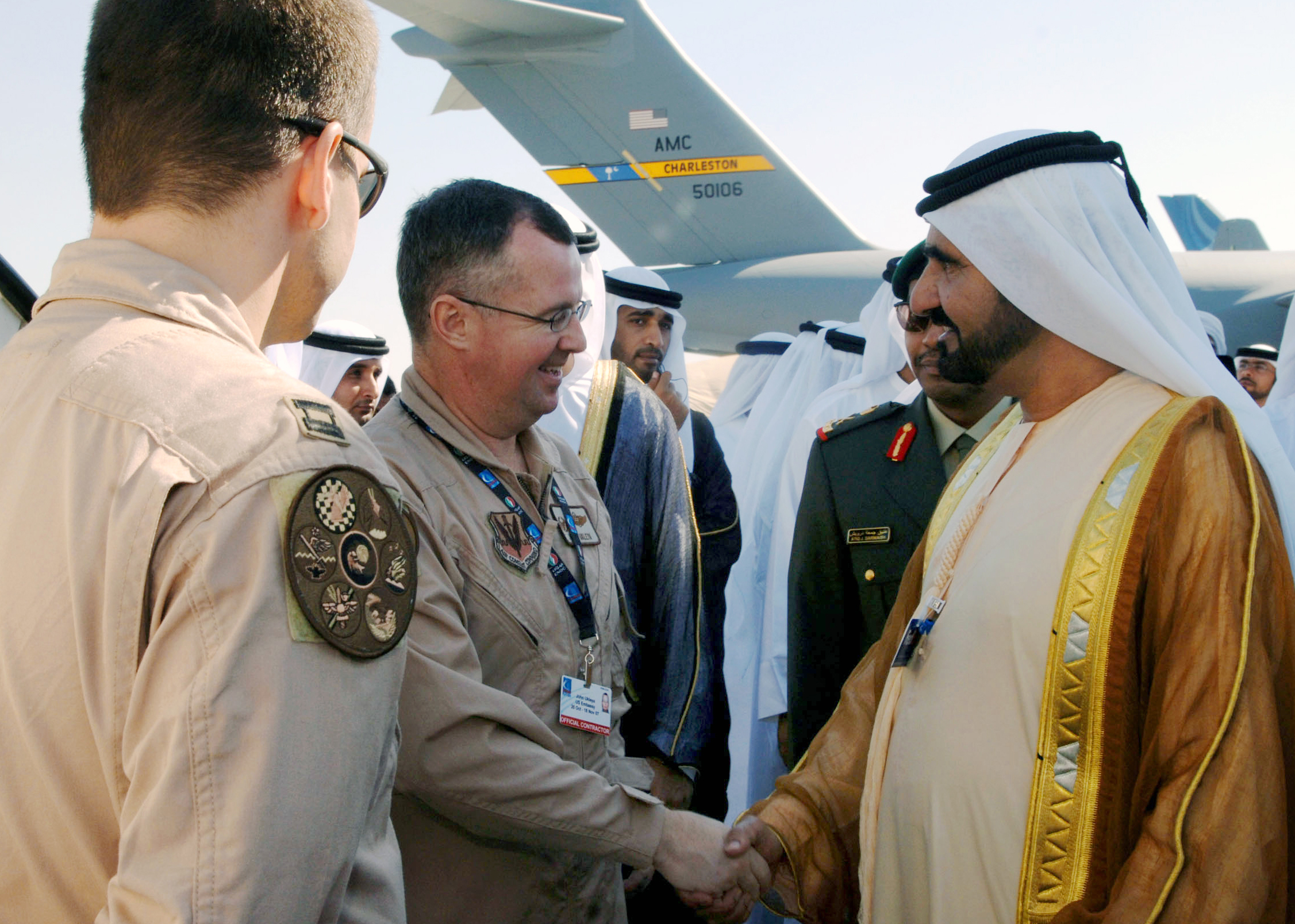
الشيخ محمد بن راشد يلتقي بالكولونيل في سلاح الجو الأمريكي جون أوكليا والنقيب بالقوات الجوية الأمريكية جون دريس في معرض دبي للطيران 2007.

وفي الشأن الإيراني، استبعد الشيخ محمد أن تسعى الجمهورية الإسلامية لامتلاك قنبلة نووية، إلا أنه قال في الوقت نفسه إن طهران قد تبحث عن أسلحة دقيقة ذات استخدامات وتأثيرات محدودة، وأضاف متسائلاً: «ماذا يمكن أن تفعل إيران بالسلاح النووي؟ وأجاب بقوله: على سبيل المثال، هل ستضرب إسرائيل؟ كم عدد الفلسطينيين الذين سيموتون؟ وهل تعتقد أنه إذا ما قامت إيران بضرب إسرائيل سوف تكون مدنهم في مأمن؟ سوف يتم تدميرها في اليوم التالي» وتابع قائلاً: «إيران دولة مجاورة لنا، إنهم مسلمون، ونعيش جنباً إلى جنب منذ آلاف السنين، وأنا لا أعتقد أن إيران سوف تقوم بتطوير أسلحة نووية».
كما وصف الشيخ محمد الوضع في سوريا بأنه أكثر تعقيدًا مما هو عليه في مصر وليبيا، بسبب وجود دول مثل لبنان والعراق مجاورة لسوريا، وتابع أن الناس هناك كبقية الدول لديهم مطالب بالحصول على فرص عمل وغيرها، وسيستمرون في الوضع الحالي إلى أن تتحقق مطالبهم. وعن أداء الحكومة الإماراتية التي أقدمت على القيام بالعديد من الأمور التي أحجمت عنها بقية الدول في ظل غياب الديمقراطية، قال الشيخ محمد: «نحن هنا مجموعة قبائل، يجب علينا خدمة شعبنا، وتوفير التعليم والجامعات والمستشفيات والمنازل، فلا توجد ضرائب هنا، والحكومة تساعد المواطنين».
وردًا على سؤال عن أنَّ العائلة الحاكمة في إمارة دبي تتولى السلطة في الإمارة الخليجية منذ نحو مائتي عام، وعن توقعاته للمستقبل، قال الشيخ محمد: «ما دام أن هذه هي رغبة الشعب، ستبقى قبيلتنا في خدمة هذا البلد».

## الشؤون الإسلامية والدينية

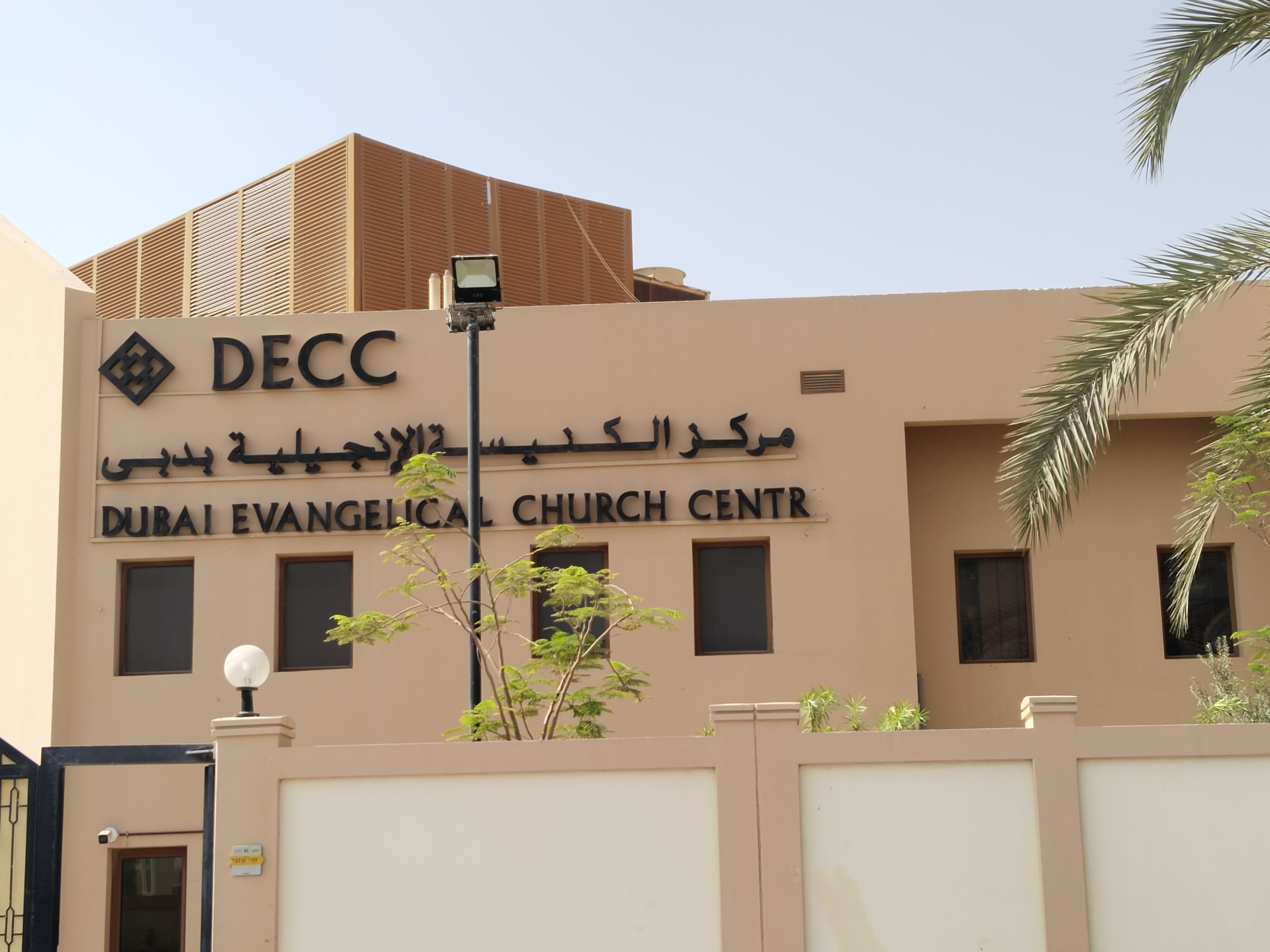
مركز الكنيسة الأنجيلية في دبي

في عام 2019؛ زار البابا فرنسيس بابا الكنيسية الكاثوليكية دولة الإمارات للمشاركة في «ملتقى الحوار العالمي بين الأديان حول الإخوة الإنسانية» بحضور نخبة من قيادات وممثلي الأديان والعقائد في العالم ورحَّب به الشيخ محمد قائلًا: «نرحب بزيارة البابا فرانسيس، بابا الكنسية الكاثوليكية، إلى دولة الإمارات التي تستقبله قلباً وفكراً وروحاً وجسداً إنسانياً واحداً، متطلعين قيادة وشعباً إلى هذه الزيارة التاريخية كي تسهم في تعزيز قيم التسامح والتعايش والتناغم والتلاقي الثقافي والحضاري بين مختلف مكونات الطيف البشري، بوصفها مبادئ وأسساً راسخةً قامت عليها دولتنا الفتية،....تستقبل الإمارات البابا فرانسيس في وقت نحن أحوج ما يمكن فيه إلى أن نلتقي حول قيم إنسانية مشتركة، ومد جسور إخاء وصداقة، وإبراز نقاط التشابه والتماثل وتحييد عناصر الافتراق ونزع فتيل الفرقة والاحتراب وإطفاء نيران الحقد والكراهية والتمييز الديني والعرقي، والاجتماع على الأهداف والغايات النبيلة التي تسعى إلى العمل من أجل تحقيق السلام العالمي واستقرار البشرية.».
كما رحَّب الشيخ محمد بن راشد بالإمام أحمد الطيب شيخ الأزهر الشريف الذي وضع يده في يد البابا فرنسيس في أبوظبي لتعميق وتوثيق روابط الإخوة الإنسانية، والتأكيد على الدور المهم الذي ننتظره من رجال الدين في كل أنحاء العالم لنشر رسالة السلام والمحبة في كل مكان.
وخلال اللقاء، وقع البابا فرنسيس والإمام أحمد الطيب بحضور الشيخ محمد بن راشد والشيخ محمد بن زايد «وثيقة الأخوة الإنسانية» التي تهدف إلى تعزيز العلاقات الإنسانية وبناء جسور التواصل والتآلف والمحبة بين الشعوب، إلى جانب التصدي للتطرف وسلبياته، وخلال مراسم التوقيع على الوثيقة ودعماً لأهداف الوثيقة أعلن الشيخ محمد بن راشد إطلاق الإمارات «جائزة الأخوة الإنسانية.. من دار زايد» التي ستكرم في كل دورة منها شخصيات ومؤسسات عالمية بذلت جهودًا صادقة في تقريب الناس من بعضهم البعض، وأعلن منح الجائزة في دورتها الأولى للبابا فرنسيس بابا الكنيسة الكاثوليكية والإمام أحمد الطيب شيخ الأزهر لجهودهما المباركة في نشر السلام في العالم، وظهر الشيخ محمد بن راشد ممسكًا بيده بالشيخ أحمد الطيب عن يمينه والبابا فرنسيس عن يساره في العاصمة أبوظبي.

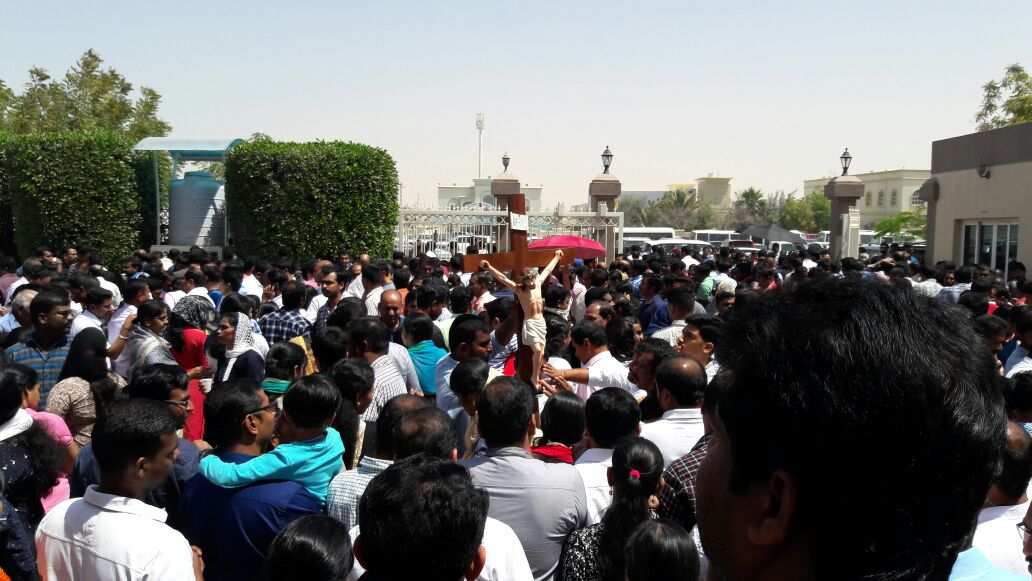
احتفالات أحد الشعانين بكنيسة القديسة مريم الكاثوليكية في دبي.

حظيت الكنائس باهتمام الشيخ محمد بن راشد أيمانًا منه بحرية ممارسة المعتقد الديني وضرورة التسامح الديني والتعايش السلمي بين شعوب العالم، وتحتضن إمارة دبي، العديد من الكنائس لمختلف الطوائف المسيحية، والتي تتميز بالرفاهية وتعدد اللغات في إقامة الصلوات والقداس، خاصة أنها تخدم جنسيات وأعراق متنوعة، ففيها يقام القداس بلغات مختلفة، من ضمنها الإنجليزية والعربية والتغالوغ والمالايالامية والسنهالية والأوردية والكونكانية والتاميلية إضافة إلى الفرنسية، وتعتبر كنيسة القديسة ماري الكاثوليكية بمنطقة عود ميثاء من أقدم الكنائس في دبي والأكبر أيضًا، وتعود لـ51 سنة مضت وتخدم 150 جنسية وتقام الصلوات فيها بـ 17 لغة.

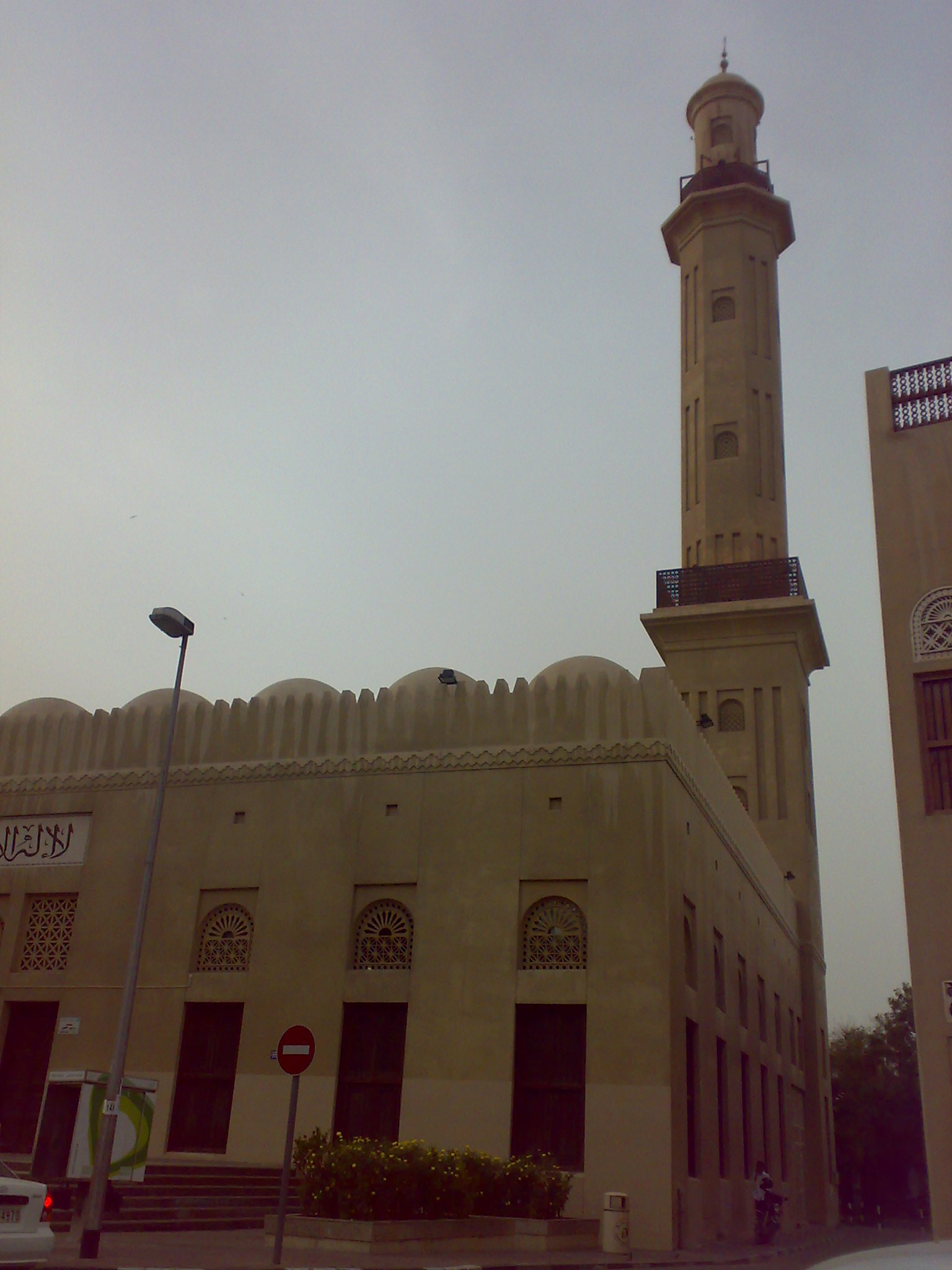
مسجد دبي الكبير، أحد أقدم المساجد في دبي يعود تاريخ بناءه لعام 1900

وتزخر إمارة دبي بالعديد من الكنائس، فعلى سبيل المثال تحتضن منطقة جبل علي 6 كنائس، أشهرها كنيسة انترناشونال نابليز كوميونيتي، وكنيسة القديس فرنسيس الكاثوليكية، كما هناك كنائس تنتشر في مختلف مناطق دبي لخدمة المسيحيين بمختلف مذاهبهم، ومنها كنيسة القديس مارك القبطي الأرثوذكسي في منطقة عود ميثاء، وكنيسة دبي الكورية في البرشا، وكنيسة مدينة دبي في عود ميثاء، وكنيسة القديسة ماري الكاثوليكية، والكنيسة السويدية، وكنيسة القديس ثوماس الأرثوذكسية، وكنائس جريس العالمية، وكنيسة عمودية الإمارات الدولية، وكنيسة يسوع المسيح للقديسين المعاصرين، كذلك كنيسة ثوماس الأرثوذكسية، وكنيسة مار مرقس كاروز الديار المصرية والنبا بيشوي.
وبمكرمة من الشيخ محمد تم تخصيص قطعة أرض في منطقة جبل علي بمساحة 25 ألف قدم مربعة سنة 2003، من أجل بناء كنيسة مارمينا، لخدمة الأقباط الأرثوذكس في إمارة دبي، حيث أقيم أول قداس فيها في شهر نوفمبر من العام 2009.
كما حظيت المساجد باهتمام مباشر من الشيخ محمد من خلال توجيهه بالاهتمام بعمارتها وبنائها وفقًا للعمارة الإسلامية الأصيلة التي تجمع بين جمال التصميم، والمحافظة على المفردات التراثية في تشكيل الواجهات بهندسة تعكس تاريخ المنطقة، وموروثها الديني والاجتماعي، وكان دائما ما يفاجئ المسؤولين بزياراته المستمرة ومتابعته الميدانية آمرا وموجهًا لكي تخرج المساجد في أبهى حلة، دون أن تفقد أصالتها وشكلها التراثي المميز.

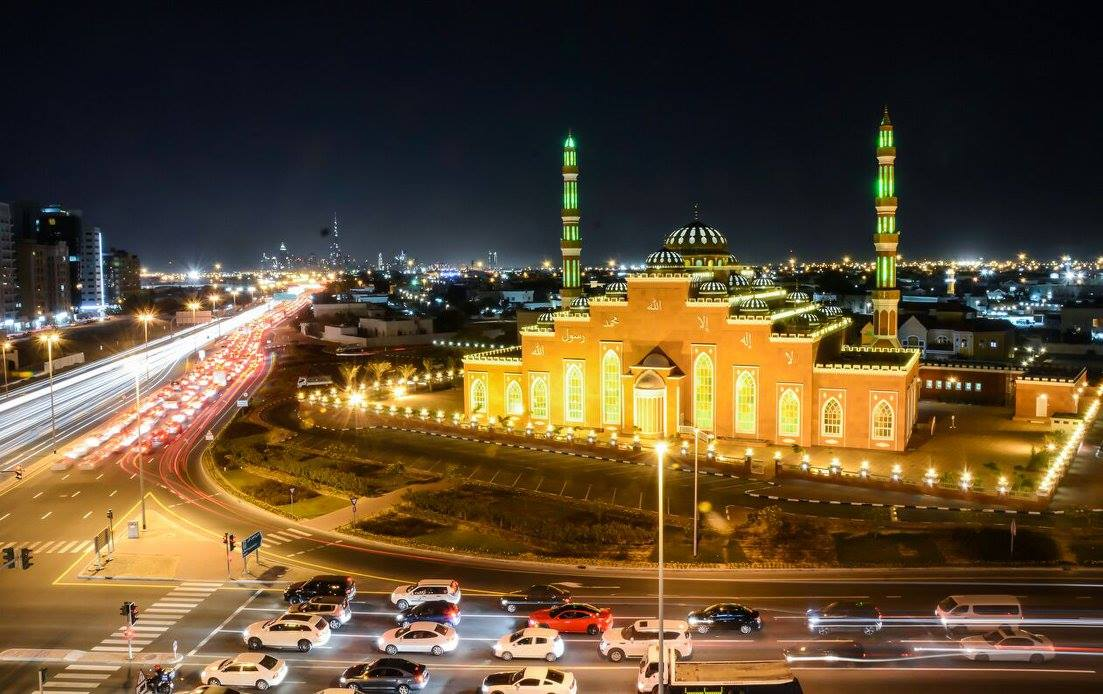
صورة لمسجد السلام في منطقة البرشاء بدبي، تظهر جمال تصميمه وفق العمارة الإسلامية.

ويعتبر مشروع تجديد مسجد المنارة من أوائل المشاريع التي اهتم بها الشيخ محمد، حيث شكل هذا المسجد منذ القدم منارة تهتدي بها السفن لموقعه القريب من شاطئ البحر، ولأهميته التاريخية وموقعه الاستراتيجي فقد أمر الشيخ محمد عام 2006 بإعادة بنائه بصورة أكبر وبنموذج معماري فريد وعلى مساحة أكبر، وأوكلت مهمة متابعة التصميم والتنفيذ للمسجد إلى فريق فني متخصص الذي عرض المقترحات على الشيخ محمد لتنفيذ الأوامر والتوجيهات التي يرسمها على المخططات الهندسية.
كما وجَّه الشيخ محمد بسرعة البدء في إعادة تنفيذ بناء مسجد العوير الكبير وافتتحه بإقامة صلاة المغرب فيه، حيث كان قادما من اجتماع هام، جمع فيه جميع وزراء الدولة في إمارة الفجيرة ليتباحث معهم في سياسة الحكومة الاتحادية، وأراد أن يرتاح في نهاية ذلك اليوم الطويل، فحط رحاله في منطقة العوير مفتتحًا مسجد العوير الكبير مع جموع المصلين. كما أمر ببناء أربعة مساجد على طريق دبي ـ العين وثلاثة مساجد في جميرا، إضافة إلى التوجيه ببناء 5 مساجد في حتا ومسجدين في منطقة الهباب، والبدء في بناء وإعادة بناء مساجد الشيخ راشد بن سعيد في إمارات الدولة المختلفة والتي يصل عددها إلى أكثر من 70 مسجدًا.

## الإنجازات والمبادرات المحلية
بدأت معظم المشاريع الحديثة في دبي مع تولي الشيخ محمد ولاية العهد في إمارة دبي، وكانت تحظى بموافقة ودعم إخوانه حيثما أن هذه المشاريع كانت تساهم بصورة سريعة في رسم صورة مشرقة جديدة لدبي، التي كانت تحتاج إلى مثل هذه المشاريع لنضوب النفط فيها والذي ما عاد يشكل أكثر من 20% من دخلها في ذلك الوقت. كان لتعيين الشيخ محمد في منصب ولي عهد دبي آثار هائلة في تحويل دبي إلى مركز تجاري وسياحي عالمي، إذ أطلق العديد من المبادرات والمشاريع الريادية التي ساهمت في تطوير دبي وازدهار مستقبلها، يقول الشيخ محمد: «كنت أحلم بعد ما شاهدت أوروبا وأميركا أن تكون عندنا شوارع ووزارات وعلم في الأمم المتحدة، وكيان واحد بعد ما كنّا في المجهول ولم أكن أقارن بل أتمنى أن يكون عندنا انفاق وتعليم وجامعات وكان طموحي كبيراً.»
يُذكر أنَّ الشيخ محمد كان قد نشر على حسابه الرسمي في موقع التواصل الاجتماعي «تويتر» صورة تاريخية وعمره آنذاك 14 عامًا مع والده الشيخ راشد بن سعيد آل مكتوم خلال زيارة لهما إلى نيويورك عام 1963 في مبنى «إمباير ستيت» أعلى ناطحة سحاب عالميًا في ذلك الوقت وغرد قائلًا: «مع والدي في نيويورك خلال الستينيات». ينظر إلى تلك الزيارة على أنها كانت ملهمة للشيخ محمد كي يجعل من دبي مدينة عملاقة تناهز أكثر المدن تطورًا وازدهارًا على الإطلاق، وقد غدت دبي في عهده مدينة عالمية تزاحم باقي مدن العالم في جميع المجالات بل وتتفوق على العديد منها، والتي عزاها الكثيرون إلى الرؤية الثاقبة التي يتمتع بها الشيخ محمد وبسباق الزمن الذي خاضه بأحلامه وخرج منه منتصرًا.
طيران الإمارات

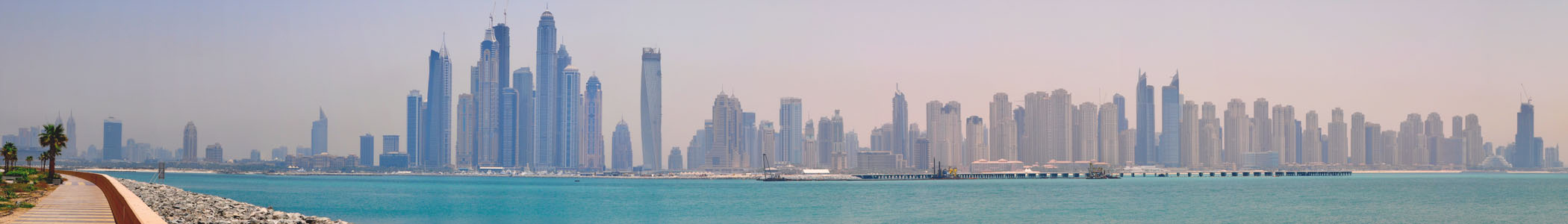
صورة بانوراما لمدينة دبي ويظهر فيها بوضوح ناطحات السحاب والشاطئ العام. أصبحت دبي اليوم عاصمة عالمية ووجهة سياحية لجميع سكان الأرض قاطبة بفضل رؤية الشيخ محمد وعمله الجاد لتطوير الإمارة

بدأ الشيخ محمد منذ العام 1985 بتطوير مشروع (طيران الإمارات) الذي في صدده قام بتقديم توجهات بشراء ما يصل إلى 60 طائرة جديدة في شهر مايو من العام 2001 بقيمة تبلغ 10 مليارات دولار، بما في ذلك سبع طائرات من طراز إير باص إيه 380.
جاءت قصة نجاح طيران الإمارات نتاجًا لرؤية ورعاية الشيخ محمد حيث كانت الانطلاقة في 25 أكتوبر 1985 عبر تدشين أول خط جوي لها بطائرتين مستأجرتين؛ لتنتقل خلال 35 عامًا من التخطيط السليم والتنفيذ الدقيق لتصبح على قمة الناقلات الجوية العالمية بأسطول يتكون من 270 طائرة تصل إلى 143 وجهة حول العالم، يقول الشيخ محمد في هذا الصدد: «حلم طالما راودني، إنشاء شركة طيران خاصة بنا في دبي، شركة طيران لا تكون حكومية، بل خاصة، خلافاً لواقع الحال في جميع الدول العربية».

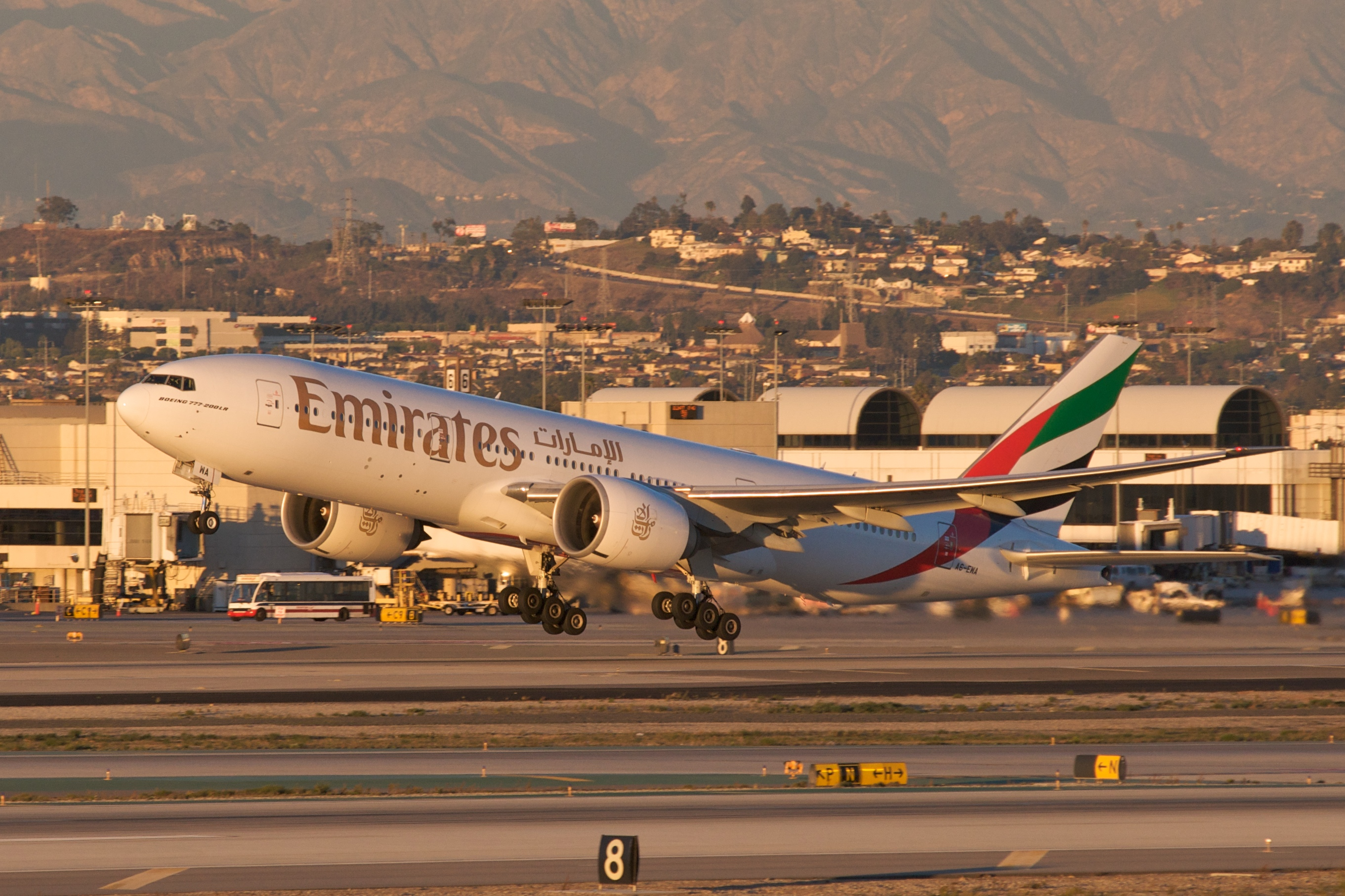
طائرة بوينغ 777-200 تابعة لشركة طيران الإمارات تقلع من مطار مدينة لوس أنجلوس إلى دبي، حيث تحققت رؤية الشيخ محمد في ربط دبي بمدن العالم وجعلها واحدة من أفضل المدن على مستوى العالم.

كان هذا الحلم نقطة الانطلاقة الحقيقية لواحدة من أكبر الناقلات الجوية في العالم، إذ أدرك الشيخ محمد أهمية قطاع الطيران لاقتصاد دبي والإمارات وضرورة وجود ناقلة قوية تواكب زخم النمو في هذه المدينة الحيوية، وأرادها منذ البداية شركة تعمل وفق أعلى معايير الجودة والفخامة ونموذج عمل يحتذى في المنطقة والعالم، إذ لم تساوره الشكوك في أن تحويل دبي إلى عاصمة عالمية للأعمال لا يمكن أن يتم دون وجود حركة طيران نشطة وفاعلة، تسندها بنية تحتية متطورة من مراكز تسوق كبيرة وفنادق حديثة تجذب السائح سواء سياحة الأعمال أو الرفاهية، وبطبيعة الحال لا بد من مطار عالمي يدعم هذه الطموحات، ويكون محركًا لهذه النهضة.
وبعد أن تبلورت فكرة إنشاء الناقلة، اتجه الشيخ محمد إلى العاصمة أبوظبي في زيارة خاصة للقاء الشيخ زايد، وعرض عليه المشروع وأخذ المباركة قبل أن تحلق طيران الإمارات في أجواء الدولة والعالم، وقال يومها الشيخ محمد: «اليوم ولدت طيران الإمارات بعد أن باركها الوالد الشيخ زايد».
وكانت الانطلاقة مع اتخاذ قرار تأسيس الشركة، حيث طلب الشيخ محمد من (موريس فلانجان) الذي كان يشغل منصب المدير الإداري لاتحاد النقل الجوي الوطني لدبي «دناتا» في ذلك الوقت المباشرة بوضع الخطط لتأسيس شركة طيران وكان الخيار المتوافر والأكثر جدوى في ذلك الوقت هو التأجير، ومع تعذر التأجير من الخطوط الأوروبية كان لفلانجان علاقات جيدة مع الخطوط الباكستانية وبالذات مع مدير عملياتها في دبي، حيث تم الاتفاق بين دبي والخطوط الجوية الباكستانية على استئجار طائرتين من طراز بوينغ 800-737 وإيرباص 300 بي 4، وهما ملائمتان للأسواق القريبة ومنطقة الخليج، وبعد ذلك تسارعت الاستعدادات بما فيها عمليات التصميم لشعار الناقلة والتصميمات الداخلية التي قدمت للشيخ محمد ووافق عليها.
وفي مايو 2001، أكد الشيخ أحمد بن سعيد آل مكتوم رئيس مجلس إدارة مجموعة الإمارات بأنه بناءًا على توجيهات الشيخ محمد، تعتزم دولة الإمارات شراء 60 هيكلًا جديدًا للطائرات بقيمة 10 مليارات دولار أمريكي.
يُذكر أن الشيخ محمد قد زار شخصيًا مصنع طائرات إيرباص في مدينة هامبورغ بألمانيا عام 2017، للإطلاع على أجزاء من هياكل الجيل الحديث من طائرات إيرباص التي يتم تصنيعها لصالح شركة طيران الإمارات، وتوقف في المحطة الثالثة لجولته في أرجاء المصنع حيث يتم تنفيذ التصاميم الداخلية للطائرات التي اتفق على تسليمها لشركة طيران الإمارات بوجب الاتفاقية المبرمة بين الشركتين، وقد أشاد الشيخ محمد بالتزام الطرفين الدقيق بكل بنود وشروط ومواعيد التسلّم والتسليم وتوفير كل قواعد ومستلزمات ووسائل الراحة والترفيه وأمن وسلامة الركّاب الذين يستخدمون ويفضّلون السفر على متن هذه الطائرات.
مهرجان دبي للتسوق

بدأ المهرجان عام 1996 بتوجيهات من الشيخ محمد لتعزيز مركز دبي كوجهة عالمية للتسوق والترفيه وخلق قطاع اقتصادي سياحي في إمارة دبي على المستوى العالمي، ويقام المهرجان في إمارة دبي سنويًا 

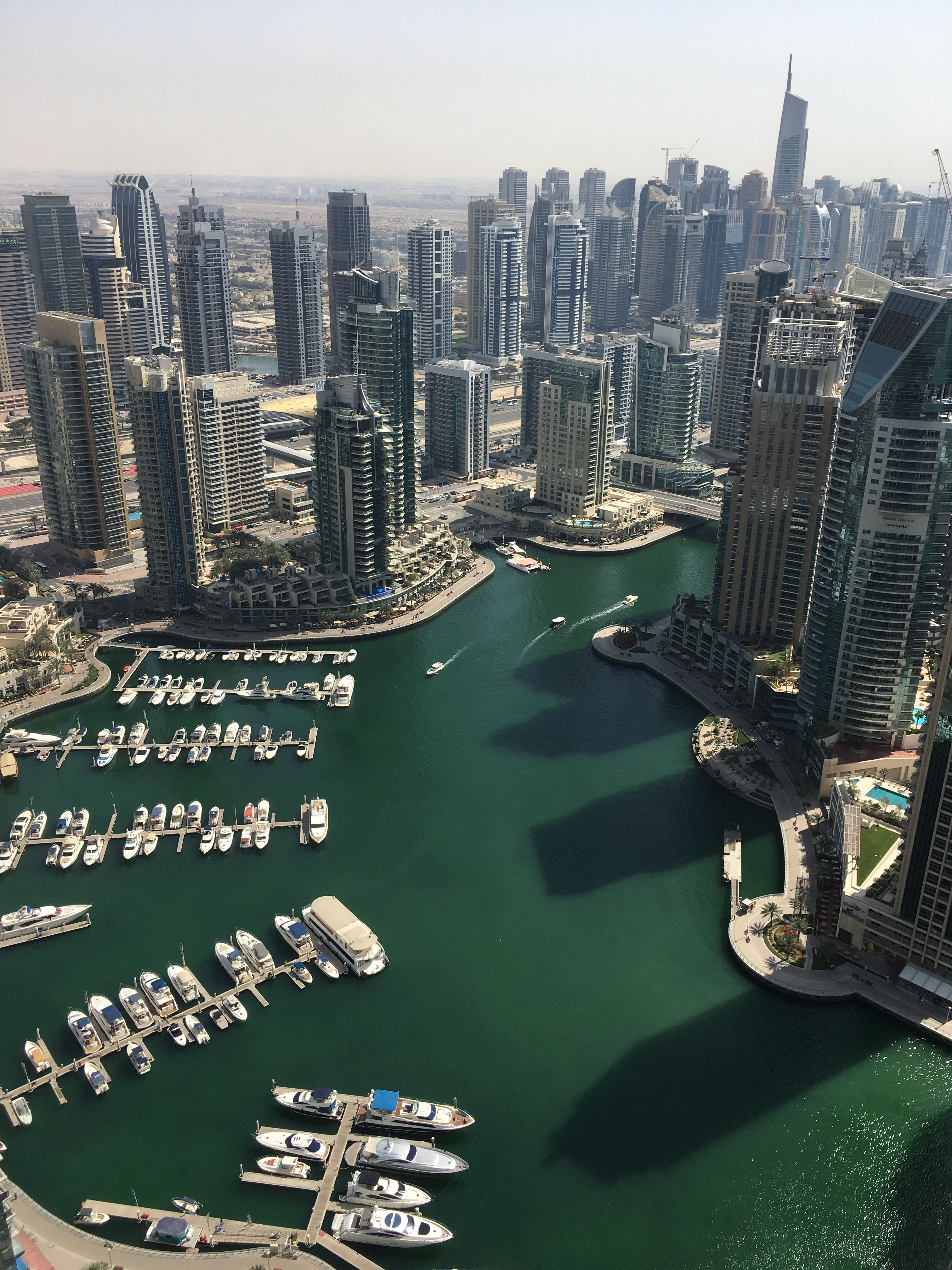
ناطحات السحاب في منطقة دبي مارينا

ولمدة شهر. يُشكل مهرجان دبي للتسوق داعمًا قويّا لاقتصاد الإمارة في ظل جاذبيته وقدرته على استقطاب أعداد متزايدة من الزوّار والسيّاح سواء من داخل الدولة أو من خارجها كل عام، وتمكّن مهرجان دبي للتسوّق من تحقيق نجاح كبير منذ دورته الأولى، واستطاع أن يجعل من دبي ملتقى للشعوب عبر احتضانه الكثير من الفعاليات.
إفتتاح مبنى راشد
لتطوير السياحة في دبي كان لا بد من إنشاء مطار يجاري التطور في البلاد، فقرر الشيخ محمد تطوير مطار دبي الدولي وإنشاء مبنى جديد لاستقبال المسافرين مزود بكل وسائل الراحة والتسوق وكافة الخدمات العصرية التي تحتويها أفضل المطارات العالمية، فبدأت أعمال الإنشاء وتنفيذ التوسعة، ليتم افتتاح المبنى الجديد بالمطار في 1 أبريل 1998 بتكلفة تقدر بـ 540 مليون دولار أمريكي، وهي المرحلة الأولى من خطة التوسعة لمطار دبي الدولي. يقول الشيخ محمد «كنت في العاشرة من عمري عندما وقفت لأول مرة في مطار هيثرو بلندن مذهولاً من حجمه ومن عدد الطائرات والبشر في المطار. وقبل عدة سنوات، ظهرت الصحف البريطانية بعنوان عريض (مطار دبي يتخطى مطار هيثرو). تعلمت بأنه لا يوجد حلم مستحيل».
كأس دبي العالمي
في عام 1996؛ أطلق الشيخ محمد «كأس دبي العالمي» لتكريس  فعالية سنوية تتنافس فيها أفضل الخيول والفرسان في العالم، وتُقام في مضمار ميدان يوم السبت الأخير من شهر مارس من كل عام، لتتوّج موسم سباقات الخيول في دولة الإمارات العربية المتحدة.
برنامج دبي للأداء الحكومي المتميز

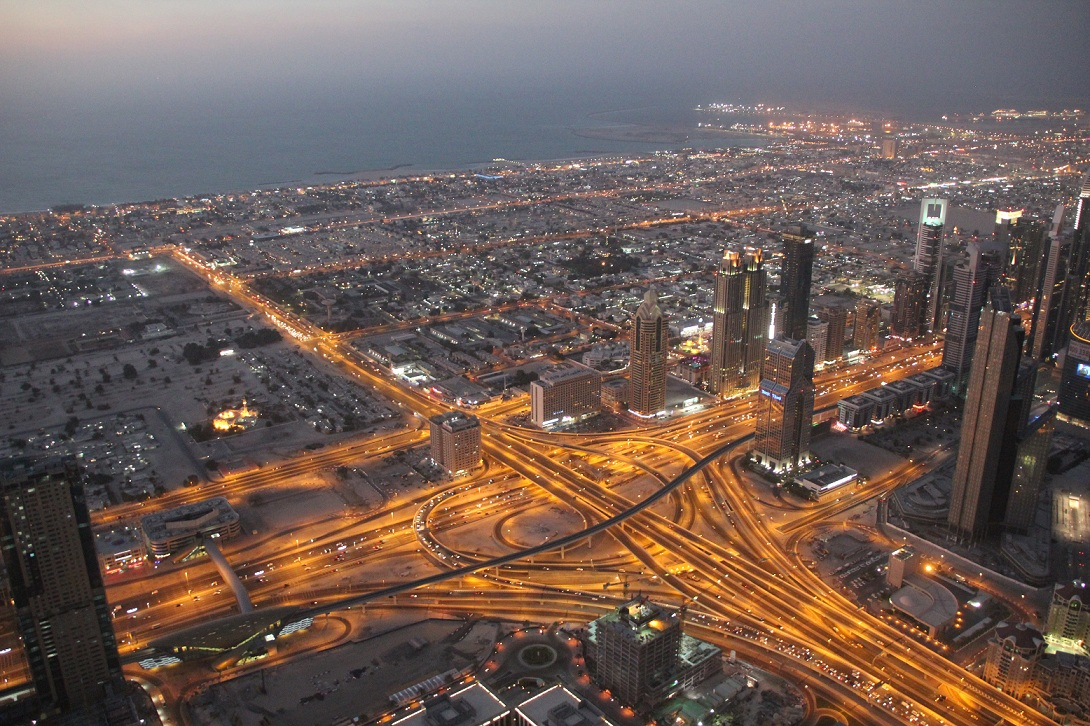
صورة لمدينة دبي ليلا من الجو، ويظهر فيها التطور العمراني الهائل والبنية التحتية الممتازة

في عام 1997؛ أمر الشيخ محمد بإنشاء برنامج دبي للأداء الحكومي المتميز ووضع جائزة للأداء الحكومي المتميز سميت بجائزة دبي للأداء الحكومي. وقد وضعت معايير دولية للجودة على الدوائر الحكومية اتباعها تستند إلى تسهيل الإجراءات والشفافية وسرعة الأداء وإتباع الأساليب الحديثة في الإدارة واكتشاف القياديين وتفعيل العلاقة بين الدائرة ومن يتعامل معها بصورة متينة. كما أمر أن الاشتراك بهذه البرنامج إجباري للدوائر الحكومية حتى يتم رفع مستوى العمل الحكومي بالتوازي مع العمل الخاص.
فندق برج العرب
تبنى الشيخ محمد مشروع فندق برج العرب الذي افتتح عام 1999، الذي يعتبر رمزًا لدبي العصرية وأيقونة عالمية للفخامة والجمال. أنشئ الفندق على جزيرة اصطناعية تبعد مئة متر عن شاطئ البحر بعلو ينقص ستين مترًا فقط عن مبنى إمباير ستيت في مدينة نيويورك في الولايات المتحدة، ولينافس بعلوه الشاهق أعلى الأبنية في العالم.
الحكومة الإلكترونية

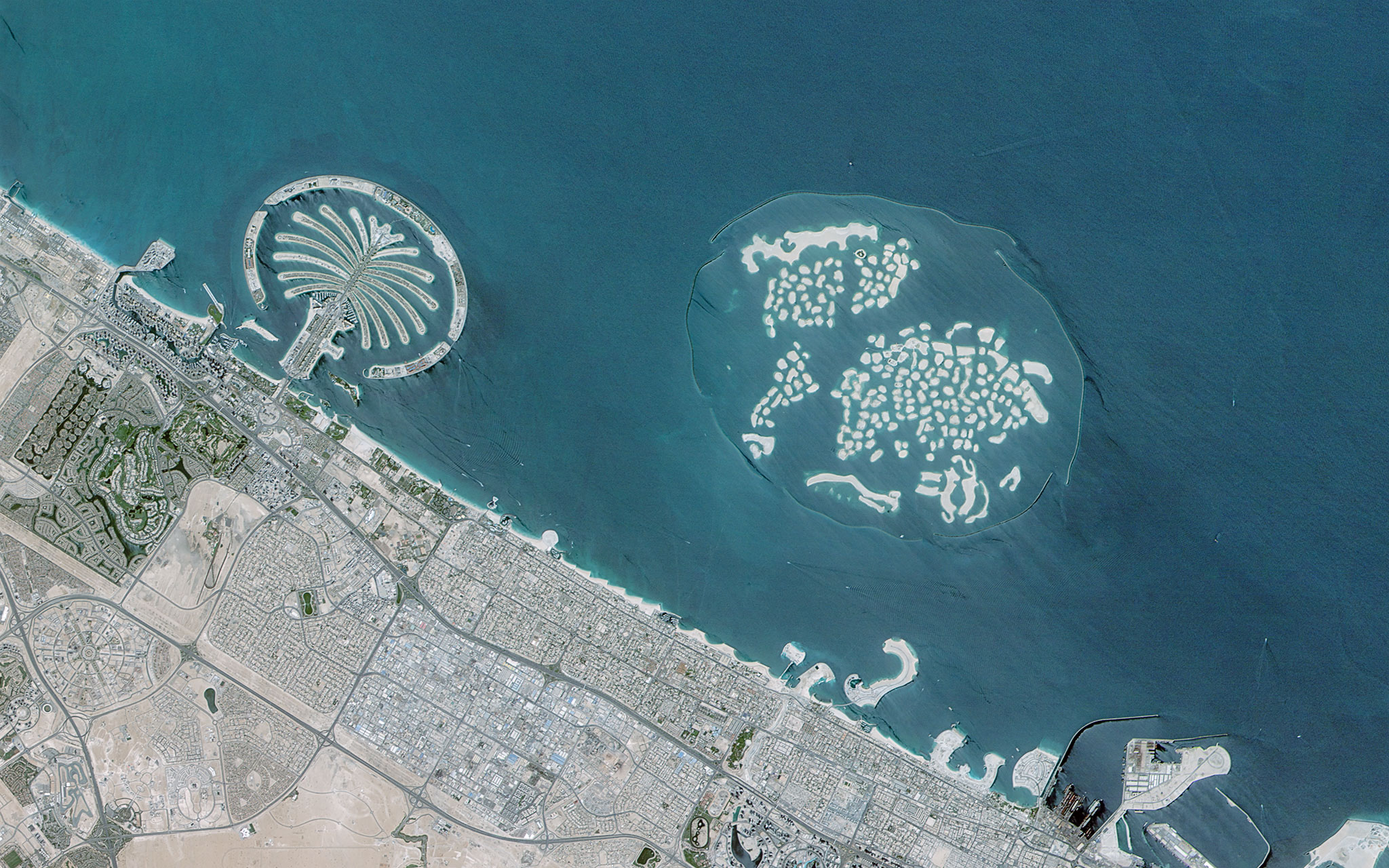
صورة من الجو لجزيرة النخلة وجزيرة العالم. واحدة من المشاريع الضخمة التي أطلقها الشيخ محمد.

في 11 مايو 1999؛ وفي كلمة ألقاها في حفل توزيع جائزة دبي للجودة أعلن الشيخ محمد إنه بعد سنة ونصف سوف تتحول حكومة دبي بشكل كامل إلى حكومة إلكترونية خلال فترة 18 شهرًا، وقد أنجزت المبادرة في الوقت المحدد لها، فكانت أول حكومة إلكترونية متكاملة في العالم تهدف إلى توفير خدمات حكوميّة من شأنها تلبية متطلبات المواطنين الإماراتيين اليوميّة.
مدينة دبي للإنترنت
في 29 أكتوبر 1999؛ عقد الشيخ محمد مؤتمرًا صحافيًا أعلن فيه إنه خلال سنة سيتم إقامة مدينة دبي للإنترنت في هذا المكان، وحدد موعدًا أقصى لإنجازها لا يتعدى 365 يومًا، وأكد أن هذه المدينة سوف توفر البنية التحتية اللازمة والمناخ والمكان الملائمين لتمكين مشاريع الاقتصاد الجديد من إدارة عملياتها من دبي، وذلك بتقديم خدمات فعالة ومنافسة. وقد حصلت أكثر من مئة شركة تعمل في مجال تكنولوجيا المعلومات على ترخيص، لتتخذ من مدينة دبي للإنترنت مركزًا لإدارة عملياتها، وكان من ضمن هذه الشركات، شركات عملاقة، مثل مايكروسوفت وأوراكل وسيسكو سيستمز وسوني إريكسون، وقدر مجموع الاستثمارات للشركات المرخص لها بحوالي 700 مليون دولار أمريكي.
مدينة دبي للإعلام

في عام 2000؛ أسَّس الشيخ محمد مدينة دبي للإعلام التي تعتبر مركزًا مهمًا للإعلام في الشرق الأوسط والعالم، وهي مخصصة للعمل الإعلامي بكافة صوره وأشكاله، وبيئة محفزة للإبداع المهني وملتقى 

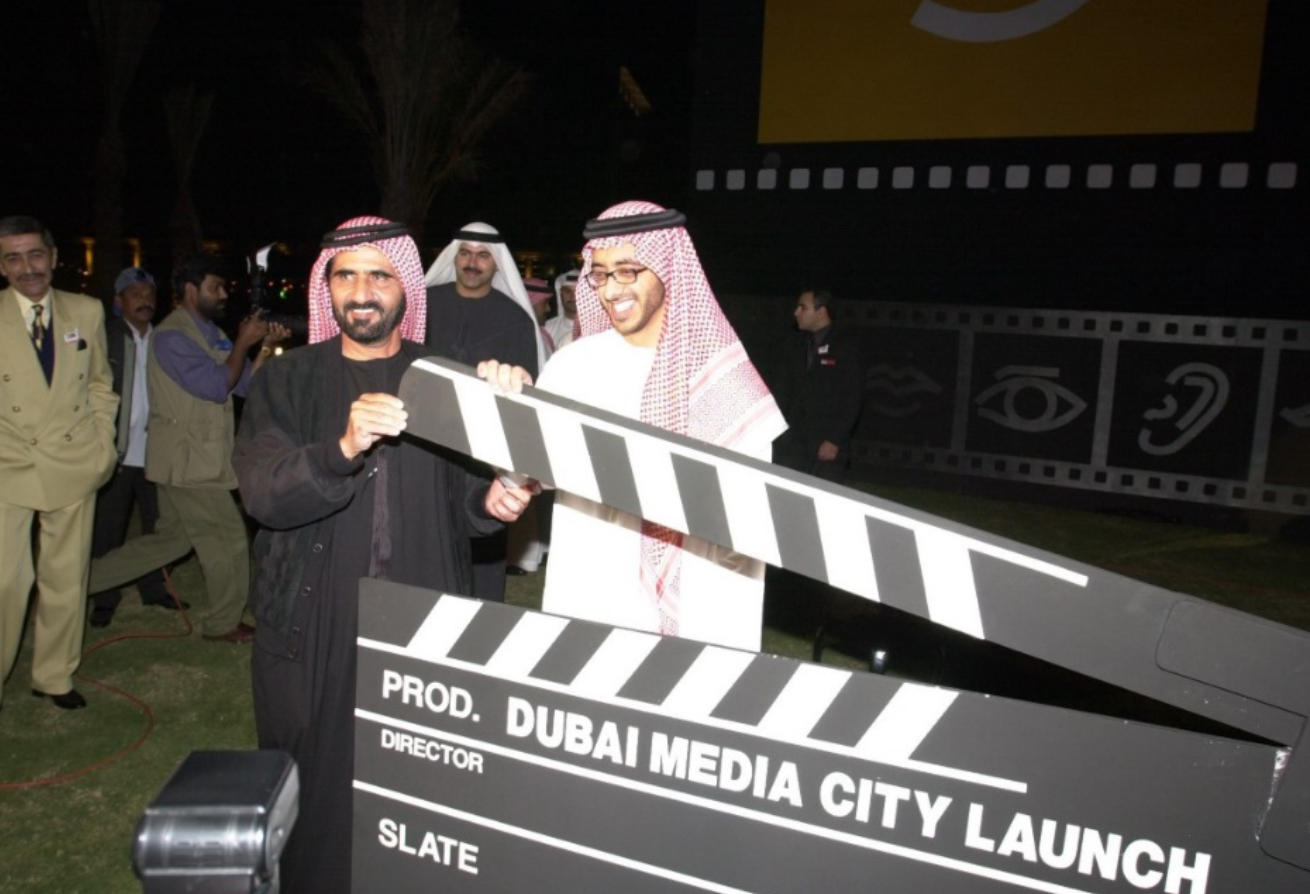
الشيخ محمد بن راشد في حفل افتتاح مدينة دبي للإعلام عام 2000

الجنسيات من مختلف أرجاء العالم. أسهمت مدينة دبي للإعلام في تحويل دبي إلى عاصمة إعلامية عالمية ووجهة دولية للمواهب والاستثمار والابتكار من خلال توفير بنية تحتية متطورة وبيئة داعمة وخدمات لتسهيل ممارسة الأعمال التجارية وجذبت مدينة دبي للإعلام بعض أكبر الشركات والمؤسسات الإعلامية في العالم إلى الإمارات العربية المتحدة بما في ذلك «سي إن إن» و«بي بي سي» و «إم بي سي» و«سي إن بي سي» العربية.
وغرَّد الشيخ محمد عبر حسابه في تويتر بمناسبة مرور عشرين عامًا على تأسيس المدينة قائلًا: «اليوم تكمل مدينة دبي للإعلام عشرين عاما منذ أطلقناها في عام 2000. كان حلما بعيدا في التسعينات أن نكون عاصمة إعلامية عربية.
اليوم المدينة تضم 3000 مؤسسة إعلامية و34 ألف إعلامي وتبث منها 122 قناة تلفزيونية وإذاعية وتصدر منها 163 مطبوعة ومنصة.. لا شيء مستحيل في الإمارات».
وأدت مدينة دبي للإعلام دورًا جوهريًا في ترسيخ سمعة دولة الإمارات العربية المتحدة كوجهة جذابة لوسائل الإعلام المحلية والدولية، مما كان له الدور الحاسم في القرار الذي اتخذه مجلس وزراء الإعلام العرب العام الماضي بتسمية دبي عاصمة للإعلام العربي لعام 2020.
مشروح جزيرة النخلة

في أوائل 2001 أعلن الشيخ محمد عن أضخم المشروعات السياحية قاطبة وهو «مشروع جزيرة النخلة» والتي شُيدت على جزر اصطناعية تأخذ شكل النخلة، يتألف المشروع من جزيرتين اصطناعيتين تأخذان شكل نخلة، وتتفرع من كل نخلة 17 سعفة بالإضافة إلى الجذع، وتحاط كلتا الجزيرتين بكاسر أمواج يأخذ شكلًا هلاليًا، بنيت الجزر على ساحل دبي. وتعد أكبر ثلاث جزر صناعية في العالم.
قرية المعرفة

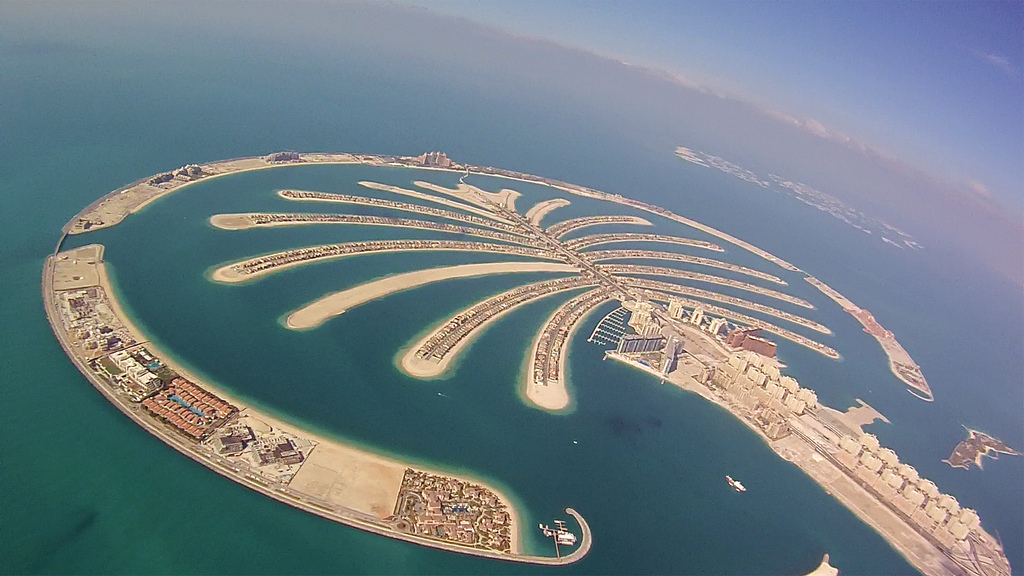
جزيرة نخلة الجميرا كما تظهر من الجو

في عام 2002؛ أعلن في دبي وبتوجيهات من الشيخ محمد عن إطلاق مشروع «قرية المعرفة» بتكلفة تقدر بنحو 250 مليون درهم، بهدف بناء مجتمع معرفي متكامل عن طريق بناء قاعدة تعليمية حديثة، يسعى المشروع لتحقيق هدف استراتيجي يتلخص في صقل الطاقات الابداعية وزيادة اعداد المتخصصين في مجال العمل المصرفي بما ينعكس على تسريع معدلات نمو الاقتصاد الجديد محلياً واقليمياً، يضم أكاديمية للاعلام ومراكز للإبداع والأبحاث والتعليم الإلكتروني.
مدينة دبي الطبية
في 6 نوفمبر 2002؛ أعلن الشيخ محمد أمام حشد كبير من رجالات الدولة والوزراء والفعاليات الاقتصادية والاعلامية عن تأسيس وانشاء «مدينة دبي الطبية» التي تستهدف تحويل الامارة إلى مركز عالمي متميز للرعاية الصحية، ومقر لتدريس العلوم الطبية وبحوث وتقنيات علوم الحياة، ومركز متطور للعلاج الطبي يقصده المرضى من مختلف أنحاء المنطقة وذلك بتكلفة اجمالية تبلغ 1.8 مليار دولار أميركي وتنفذ على مساحة من الأرض يبلغ حجمها في المرحلة الأولى نحو 5 ملايين قدم مربع وتصل في المرحلة النهائية من الإنجاز إلى حوالي 10 ملايين قدم مربع.

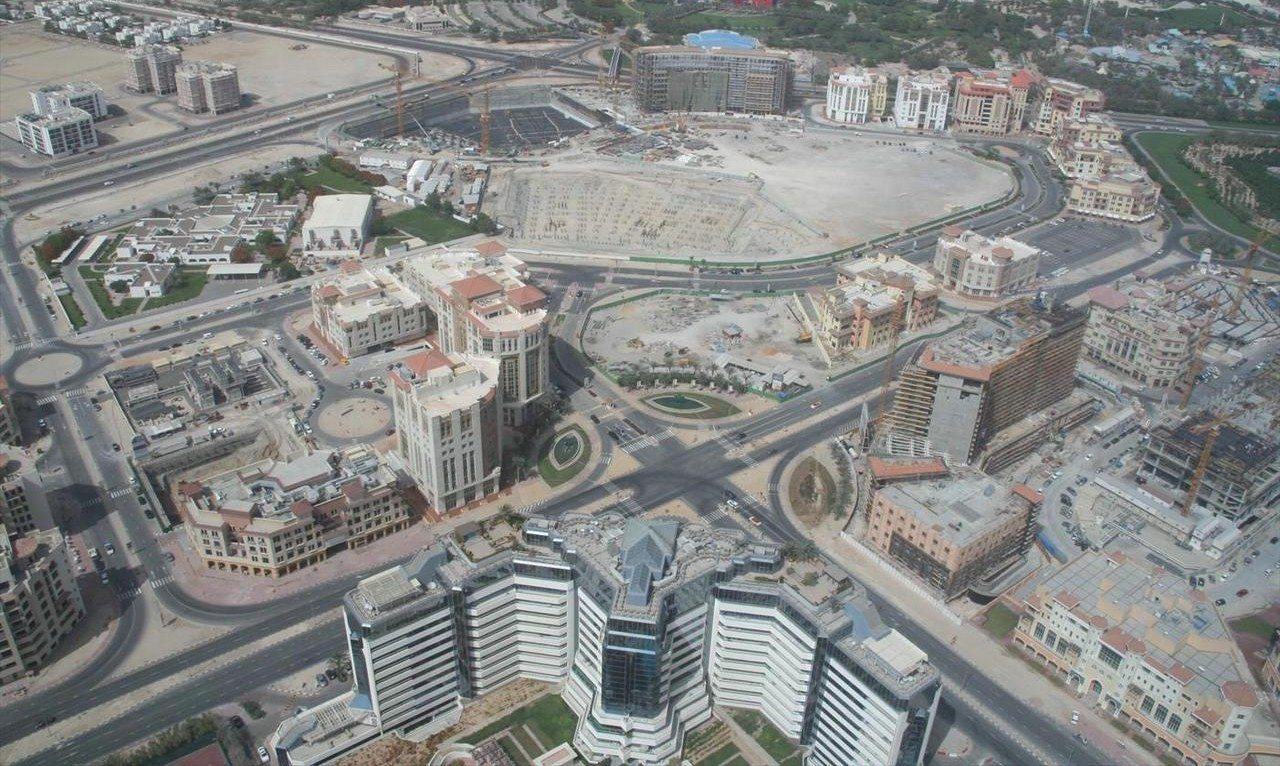
صورة من الجو لمدينة دبي الطبية

كلية محمد بن راشد للإدارة الحكوميّة
تأسست كلية محمد بن راشد للإدارة الحكوميّة في العام 2005 برعاية الشيخ محمد لدعم وتعزيز التميّز الحكومي وذلك من خلال تطوير نظام عمل وبرامج ومشاريع ومبادرات تعليميّة وتدريبيّة وفقًا لأفضل المعايير العالمية والتعاون مع أبرز المؤسسات الإقليميّة والعالميّة ككلية كينيدي في جامعة هارفارد. وكذلك، تقوم الكليّة بتنظيم منتديات ومؤتمرات دوليّة لتسهيل تبادل الأفكار ومناقشة السياسات العامة في العالم العربي.

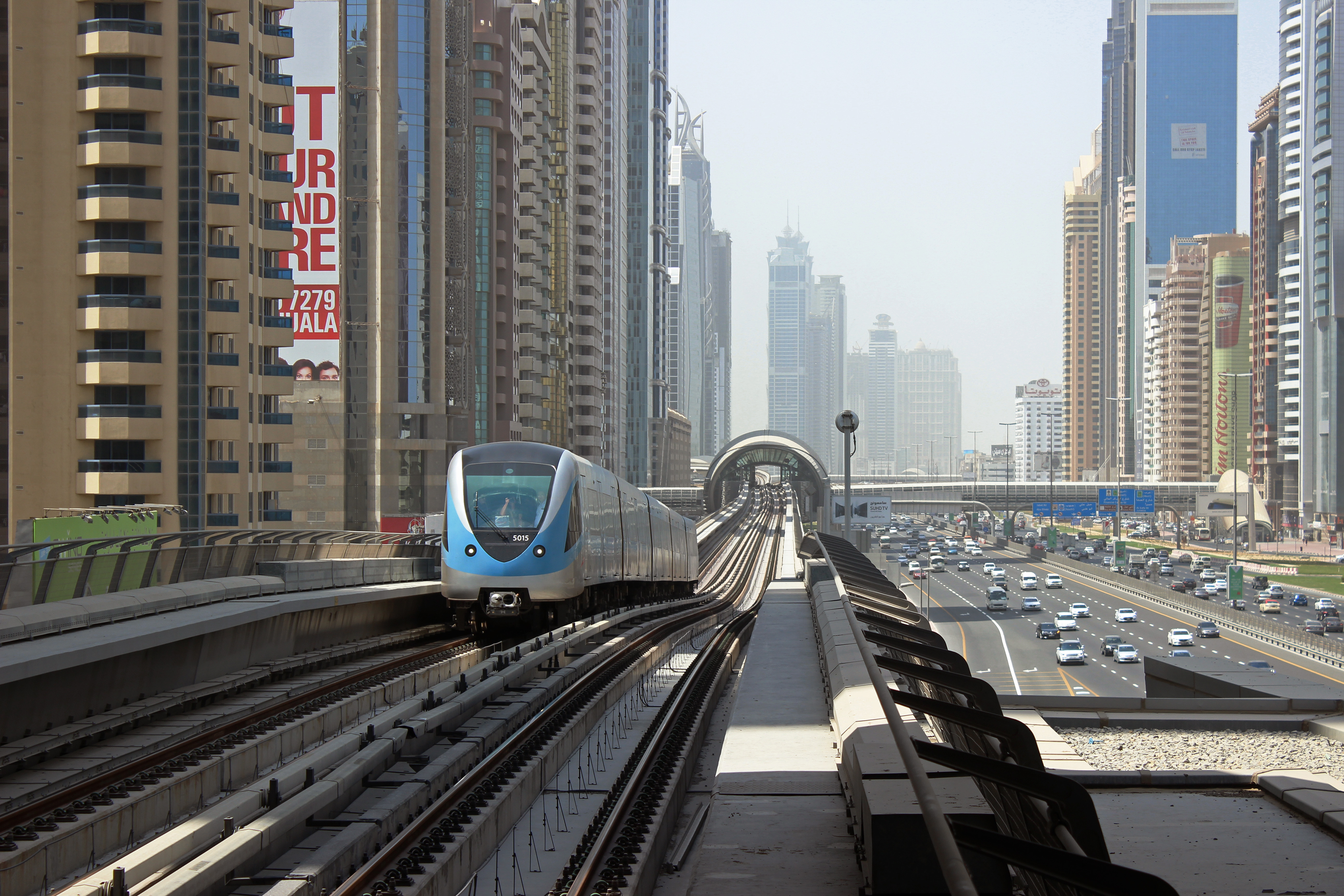
مترو دبي
كان هذا المشروع هو إحدى أفكار الشيخ محمد في توفير بنية تحتية عالمية المستوى تجعل مدينة دبي مركزاً عالمياً للمال والأعمال، وتستند الفكرة إلى القناعة الراسخة للشيخ محمد بأهمية نظام المترو في تحقيق وتوفير متطلبات النمو العمراني الذي تشهده المدينة، ورأى أن يكون المترو هو العمود الفقري لنظام المواصلات الذي يربط مختلف المناطق الحيوية في الإمارة، ويوفر التنقل السهل والآمن للركاب، ووجَّه الشيخ محمد بأن تكون مرافق المترو على أعلى مستوى من الرقي والفخامة.
في 21 مارس 2006 دشن الشيخ محمد الأعمال الإنشائية في مشروع مترو دبي في حفل رسمي أقيم في مدينة جميرا في دبي، وفي مساء يوم الأربعاء الموافق التاسع من سبتمبر 2009، وتحديداً الساعة 9:09:09، افتتح الشيخ محمد الخط الأحمر لمترو دبي الذي يبلغ طوله 52 كيلومترا، ويضم 29 محطة، بينها 4 محطات تحت الأرض و24 محطة مرفوعة عن الأرض ومحطة واحدة في المستوى الأرضي.
برج خليفة
يقول الشيخ محمد عن مشروع برج خليفة في بداياته: «لقد أحضروا لي مخطط المشروع وكان أطول بناية وأكبر بناية في موقع برج خليفة 80 طابقاً، وبعض البنايات الصغيرة ثلاث وأربع طوابق، لكنها لم تكن ترتقي للمستوى، قلت لهم ليس هذا ما أريده، نحن نريد في هذا المكان أطول بنا عمره الإنسان ونريد حدائق ونوافير وفنادق ونريد سكن ونريد أسواق ممتازة يعني برج خليفة لم يكن فقط مجرد برج، ولكنها مدينة جديدة في قلب المدينة، ولما صار هذا البرج وعلى هذا المستوى وعلى هذا الارتفاع فصار من الضروري أن يرتبط بأسامي العظماء فسميناه برج خليفة».

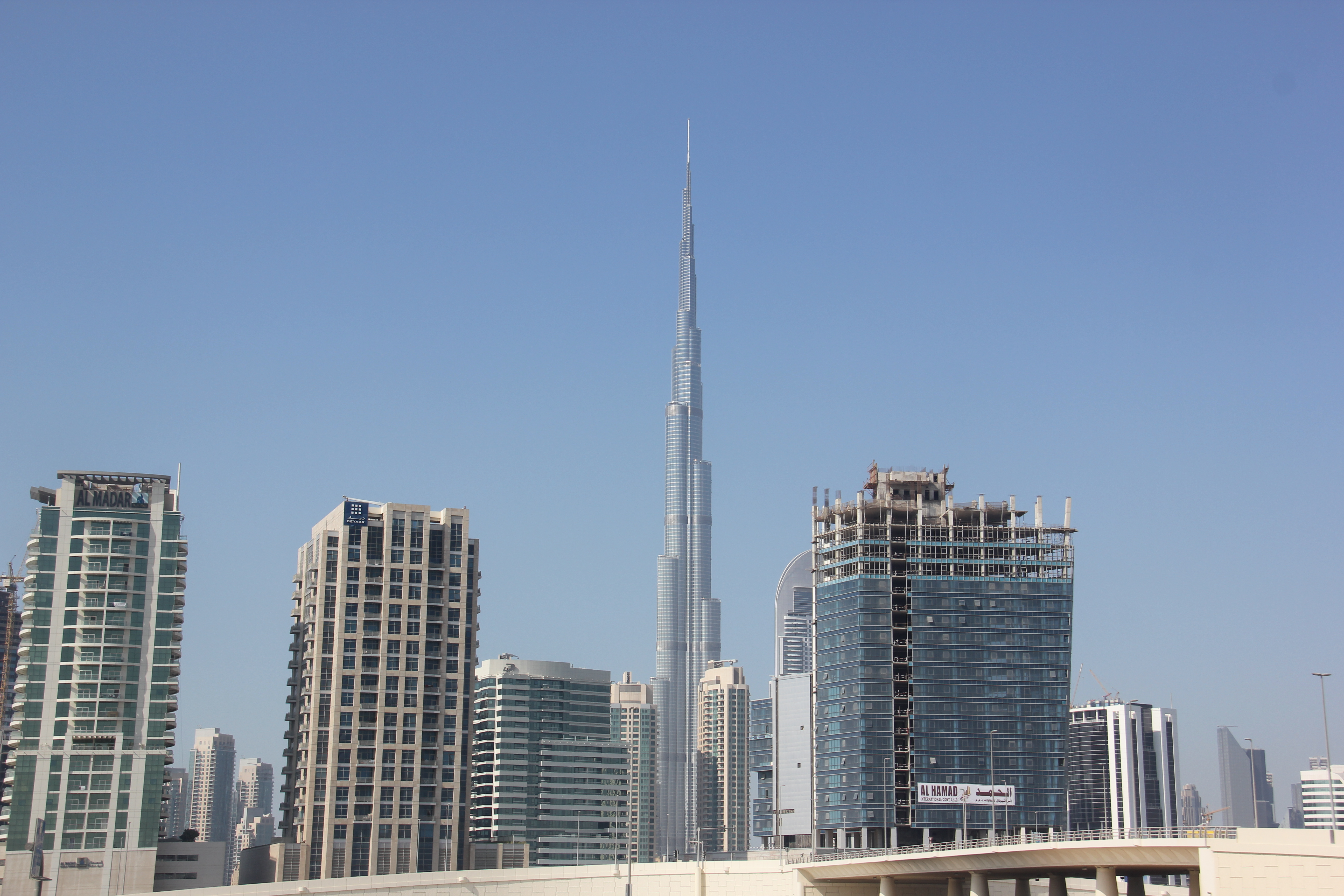
صورة لبرج خليفة، أحد أهم الأيقونات المعمارية التي أنجزت في عهد الشيخ محمد وأعلى برج في العالم.

بعد حوالي خمس سنوات من أعمال البناء والتشييد، قام الشيخ محمد في 4 يناير 2010 بتدشين برج خليفة الذي يرتفع 828 متراً عن سطح الأرض ليشكل أعلى ناطحة سحاب في العالم، وأزاح الستار عن اللوحة التذكارية للبرج معلنًا الافتتاح الرسمي لأرقى مبنى شيد على أغلى كيلومتر مربع من الأرض في العالم. ويتكوّن البرج الذي تمتلكه شركة إعمار العقاريّة من 180 طبقة وفندقًا يتألف من 403 أجنحة و1044 شقة سكنيّة.
وسجل «برج خليفة» رقماً قياسياً في جميع الفئات التي وضعها مجلس المباني الشاهقة والمساكن الحضرية «ctbuh»، الهيئة العالمية المعنية بتصنيف المباني الشاهقة في العالم، على أساس ارتفاع القمة والسارية وأعلى طابق مأهول بالسكان.
الحكومة الذكية
في عام 2013؛ أطلق الشيخ محمد بن راشد مبادرة «الحكومة الذكية»، والتي أعلن من خلالها مرحلة ما بعد الحكومة الإلكترونية، وذلك من خلال توفير الخدمات الحكومية على الهواتف والأجهزة المحمولة للمتعاملين، وبما يتوافق مع رؤيته في توفير الخدمات الحكومية وتسهيل وصولها للمتعاملين في أي مكان وزمان، ووجَّه مختلف الجهات الحكومية الاتحادية والمحلية بتقديم خدماتها بشكل إبداعي وسهل عبر الأجهزة المحمولة للمتعاملين خلال 24 شهراً، مشدداً على أن الحكومة قادرة على المضي بنجاح في تفعيل المبادرة. يقول الشيخ محمد: «نريد اليوم أن ننقل مراكز الخدمات واستقبال المعاملات الحكومية إلى كل هاتف وجهاز محمول في يد أي متعامل، وبما يمكنه من تقديم طلبه للحكومة من هاتفه حيثما كان ودون أي انتظار، فالحكومة الناجحة هي التي تذهب للناس ولا تنتظرهم ليأتوا إليها».
مطار آل مكتوم الدولي
في عام 2013؛ افتتح الشيخ محمد مطار آل مكتوم الدولي أمام حركة المسافرين، بطاقة استيعابية تصل إلى 160 مليون مسافر، و12 مليون طن شحن سنوياً. ويذكر أن الدافع الأكبر لبناء المطار هو وصول مطار دبي الدولي إلى أقصى طاقته الاستيعابية خلال الأعوام القليلة المقبلة، مع 75 مليون مسافر. ومع انطلاق رحلات المسافرين عبر مطار آل مكتوم، بدأت حقبة جديدة في قطاع الطيران المدني في دبي، تمثل خطوة أولى لتوسيع الاعتماد على المطار الذي يمثل مستقبل دبي في الطيران مع وجود خطة لوجستية متكاملة لتعزيز الربط بين مطاري دبي الدولي ودبي وورلد سنترال، لتسهيل عملية انتقال المسافرين بين المطارين أو وجهتهم النهائية في دبي.
خطة حتا التنموية
اعتمد الشيخ محمد عددًا من التصاميم لمشروعات سياحية جديدة في إطار الخطة التنموية الشاملة لتطوير منطقة حتا التي أطلقها، تضم المشروعات «قمة دبي الجبلية» و«شلالات حتا المستدامة» والسماح لأهل حتا ببناء 200 نزل عطلة ستوفر دخلا سنويا يزيد عن 100 مليون درهم لأبناء المنطقة، وقد ساهمت خطة حتا التنموية والتي أطلقت في 2016 في زيادة الإقبال عليها سياحيا حيث بلغت الزيادة 15 ضعفا ، فقد نما عدد الزوار من 60 ألف زائر في 2016 إلى أكثر من مليون زائر في 2020، يقول الشيخ محمد في هذا الصدد: «ضمن خطة حتا التنموية اعتمدنا 6 مشاريع جديدة، تصاميم قمة دبي الجبلية على ارتفاع 1300 متر، وتلفريك بطول 5.4 كم، وشلالات حتا المستدامة وفندق عالمي ومسارات Hiking وصولا لأعلى قمة في دبي (جبل أم النسور 1300 متر)، وأيضاً السماح لأهالي حتا ببناء 200 نزل عطلة لدعم السياحة الداخلية، ومنذ بدأنا في 2016 مشروعنا التنموي في حتا تضاعف السياح من 60 ألفا إلى مليون زائر في 2020 ومشاريع هيئة كهرباء دبي الجديدة ستوفر 500 وظيفة لشباب حتا، وبيوت العطلات الجديدة ستوفر دخلاً سنوياً يزيد عن 100 مليون درهم لأبناء المنطقة، وستبقى الحياة الكريمة لمواطنينا هدفنا من كل مشاريعنا، لدينا تجربة تنموية فريدة في حتا، حيث استفاد أبناء المنطقة بشكل مباشر من المشاريع، والمواطن سيبقى الأولوية الأولى، ومشاريعنا التطويرية هدفها إسعاد الإنسان وخدمة المجتمع، والتطوير لن يتوقف لنستكمل بناء المدينة الأجمل في العالم، ودولتنا ستواصل انطلاقتها التنموية»
مركز محمد بن راشد للفضاء
تأسس مركز محمد بن راشد للفضاء في عام 2015 بقرار من الشيخ محمد، يتولى المركز مهمة تنفيذ مشروع «مسبار الأمل» لاستكشاف كوكب المريخ، والذي تم إطلاقة بتاريخ 20 يوليو 2020 إلى المريخ ليصل في العام 2021، تزامناً مع ذكرى مرور خمسين عاماً على قيام اتحاد دولة الإمارات العربية المتحدة، حيث يجسد هذا المشروع التاريخي آمال وأحلام العالم العربي في الفضاء. 

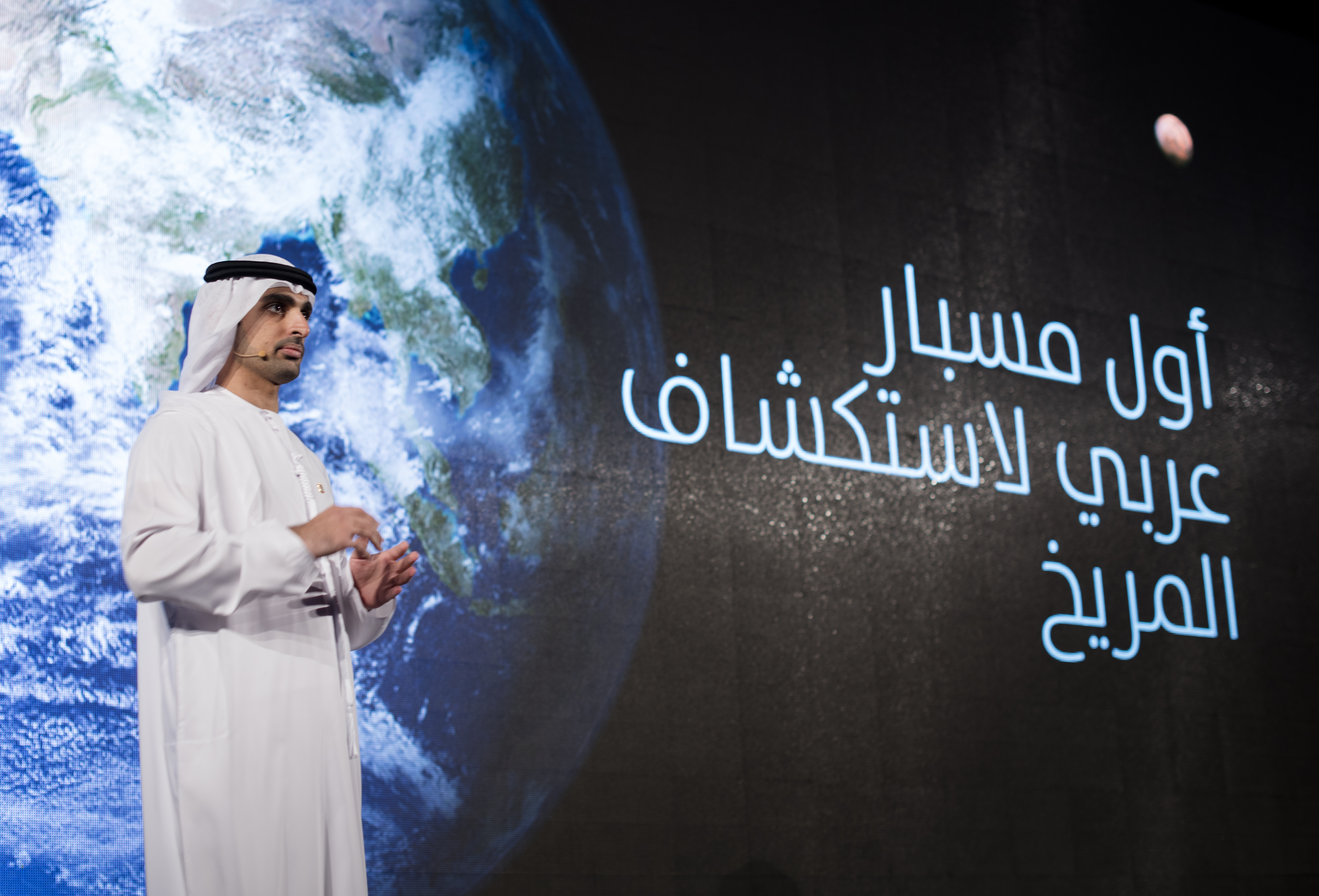
عمران شرف مدير مشروع أول بعثة للمريخ في الإمارات العربية المتحدة يعلن إطلاق المشروع

كما عمل المركز على تصميم وبناء القمر الاصطناعي «خليفة سات» الذي تم إطلاقه عام 2018، وهو القمر الاصطناعي الأكثر تقدماً الذي ترسله دولة الإمارات إلى الفضاء والذي صُنع بالكامل في الدولة وبأيدي مهندسين إماراتيين.
حقق المركز العديد من الإنجازات، أهمها إطلاق القمريين الاصطناعيين «دبي سات 1» و«دبي سات 2» في عامي 2009 و2013 على التوالي، واللذان يدوران حالياً حول الأرض ويلتقطان صوراً طبقاً للتعليمات الموجهة إلى المحطة الأرضية ضمن المركز. كما نجح المركز بإطلاق «نايف 1»، كأول قمر اصطناعي نانومتري إماراتي إلى الفضاء الخارجي أوائل العام 2017.
قطاع الطاقة
وفي عام 2011 افتتح الشيخ محمد بن راشد مصنع دبي للكابلات ذات الضغط العالي في منطقة جبل علي الصناعية، وبارك للقائمين على هذا المشروع الوطني الذي وصفه بأنه لبنة جديدة تضاف إلى المشاريع الصناعية الوطنية القائمة والمستقبلية وأكد أن الصناعة الوطنية تشكل رافدًا مهمًا وحيويًا من روافد الاقتصاد الوطني الذي نسعى كقيادة إلى تنويع مصادره لضمان مستقبل الأجيال الواعدة وخلق فرص عمل للشباب الخريجين والحاملين لتخصصات دراسية وعلمية على صلة بالقطاع الصناعي والتصنيع بكافة أشكاله خاصة المتوسط والخفيف.
وفي يناير عام 2012، أعلن الشيخ محمد بن راشد عن إطلاق «مجمع محمد بن راشد آل مكتوم للطاقة الشمسية» في دبي الذي يعد أكبر مشروع للطاقة الشمسية على مستوى العالم في موقع واحد بطاقة ستصل إلى 5000 ميجاوات بحلول عام 2030 وباستثمارات تصل إلى 50 مليار درهم.

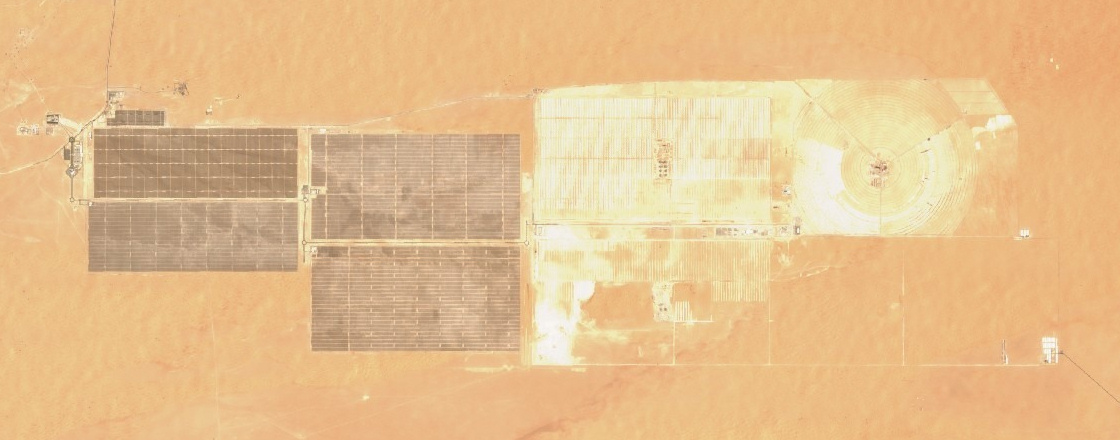
صورة من الجو لمجمع الشيخ محمد بن راشد للطاقة الشمسية

تم تشغيل المرحلة الأولى من المجمع بقدرة 13 ميجاوات في 22 أكتوبر 2013، وتستخدم المحطة أكثر من 152 ألف لوح كهروضوئي متصلة بـ 13 محول في مباني عاكسة تحول الجهد إلى 33  كيلوفولت، وتنتج نحو 28 مليون كيلووات ساعة من الكهرباء سنوياً، تساهم في تخفيض أكثر من 15 ألف طن من الانبعاثات الكربونية سنوياً. وفي 20 مارس 2017، دشن الشيخ محمد بن راشد المرحلة الثانية من المجمع بقدرة 200 ميجاوات من الطاقة الشمسية الكهروضوئية،  وفي 16 سبتمبر 2017، أعلن الشيخ محمد بن راشد عن المرحلة الرابعة من مجمع محمد بن راشد آل مكتوم للطاقة الشمسية، ويعد أكبر مشروع للطاقة الشمسية المركزة «CSP» في العالم في موقع واحد بنظام المنتج المستقل. كان الشيخ محمد قد أعلن سابقا أن هدف الدولة إنتاج 75٪ طاقة نظيفة لدبي خلال الـ 30 عاماً القادمة.
متحف المستقبل
في 2 فبراير عام 2022، دشّن الشيخ محمد بن راشد آل مكتوم متحف المستقبل، وهو واحد من أجمل المعالم الأيقونية المعرفية في دبي، والغرض من بناءه أن يكون مركزاً علمياً وفكرياً وأكبر منصة في المنطقة لدراسة المستقبل واستشرافه وتصميمه، وحاضنة للنوابغ والمواهب من العلماء والمفكرين والباحثين وأصحاب والخبرات والطاقات الفكرية والإبداعية في المنطقة والعالم.

## الأعمال الإنسانية والتنموية
مؤسسة مبادرات محمد بن راشد آل مكتوم العالمية

أُطلقت مؤسسة مبادرات محمد بن راشد آل مكتوم العالمية في العام 2015، لتكون مظلّةً حاضنةً لمختلف المبادرات والمؤسسات التي رعاها الشيخ محمد على مدى أكثر من عشرين عاماً. وتنضوي تحت المؤسسة أكثر من 30 مبادرة ومؤسسة تنفذ أكثر من 1400 برنامج تنموي أسهمت في دعم أكثر من 130 مليون شخص في 116 دولة خلال السنوات الماضية، وذلك بالتعاون مع أكثر من 280 شريكاً استراتيجياً ما بين مؤسسات حكومية وشركات من القطاع الخاص ومنظمات إقليمية ودولية. 

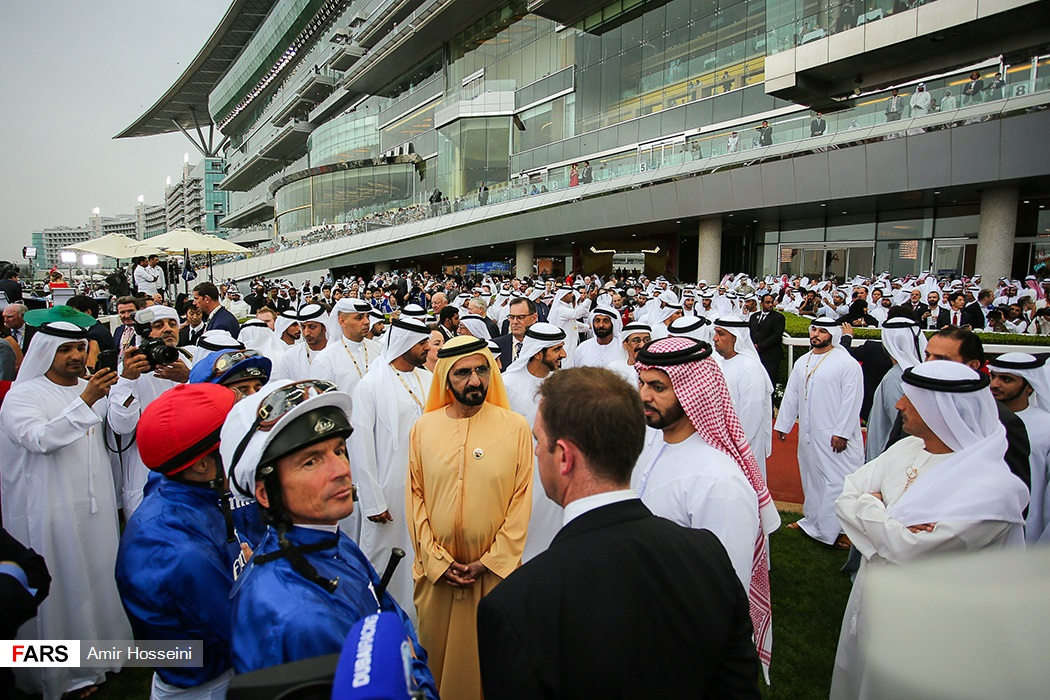
الشيخ محمد بن راشد في كأس دبي للقدرة عام 2017.

تغطي مجالات عملها مختلف القطاعات الإنسانية والمجتمعية والتنموية، مع التركيز على الدول الأقل حظاً والفئات المحتاجة والمحرومة في المجتمعات الهشَّة. وتعد مؤسسة مبادرات محمد بن راشد آل مكتوم العالمية الأكبر من نوعها محلياً وإقليمياً، سواء لجهة عدد المبادرات ذات الطابع المؤسسي المنضوية تحتها أو النطاق الجغرافي الذي يتوزع فيها نطاق عملها.
وبموازاة العمل الإنساني والإغاثي والخيري الأساسي، تركز مؤسسة مبادرات محمد بن راشد آل مكتوم العالمية من خلال مختلف المؤسسات والمبادرات التي تعمل ضمن منظومتها على دعم قطاعات حيوية في المجتمعات والبلدان المعنيّة، وإيجاد حلول عملية ومبتكرة للتصدي للتحديات الثقافية والمعرفية والاقتصادية والمجتمعية والصحية والبيئية والإنسانية في المنطقة والعالم.
وفي كل ما تقدِّمه من مساعدات إنسانية وإغاثية وإنمائية وفي كل ما تتبناه من مشاريع ومبادرات فإن رسالة مؤسسة مبادرات محمد بن راشد آل مكتوم العالمية تحمل أهدافاً وغايات إنسانية بحتة، دون أي تمييز على أساس الجنس أو اللون أو الدين، كما لا ترتهن للأيدلوجيا أو الجغرافيا. وكما قال الشيخ محمد : «إن مساعداتنا تحمل أهدافاً إنسانية فقط، لا تحكمها السياسة، ولا تحدها الجغرافيا، ولا يُنقص منها عرقٌ أو لون أو دين للجهة المستفيدة».
الأعمال الخيرية
يعرف عن الشيخ محمد مده يد العون لكل المحتاجين، ومساهماته الخيرية التي لا تنقطع، ففي عام 2007؛ أعلن الشيخ محمد خلال حفل ختام فعاليات حملة دبي العطاء الذي أقيم في قاعة الجوهرة بمدينة جميرا في دبي عن تبرعه بمبلغ يزيد عن مليار وسبعمائة مليون درهم ليضاف إلى المبلغ الذي تمكنت حملة دبي العطاء من جمعه من أهل الخير والعطاء على مدى قرابة الشهرين، وقوبل هذا التبرع السخي منه بتصفيق حار وطويل من الحضور.
وفي عام 2012؛ تبرع الشيخ محمد بالدم لمرضى الثلاسيميا قائلًا: «سمعت أن هناك نقصاً في الدم المتبرّع به لمرضى الثلاسيميا، ما يهدد صحتهم، فاتجهت لأداء واجبي». وحث المؤسسات والدوائر والأفراد على التبرع بالدم لمصلحة مرضى الثلاسيميا وضحايا حوادث السيارات بشكل دوري متواصل، واعتبر أن توفير الدم للمرضى في المستشفيات مسؤولية مشتركة يتقاسمها المجتمع بأكمله مؤسسات وأفراداً.
وفي عام 2013؛ تبرع الشيخ محمد بكسوة مليون ونصف المليون طفل إضافي لحملة «كسوة المليون طفل المحروم»، ليصل العدد الإجمالي للمستفيدين من الحملة بعد هذه المكرمة إلى ثلاثة ملايين طفل محروم حول العالم، وكانت الحملة انتهت في اليوم الذي صادف «يوم زايد للعمل الإنساني» وقال الشيخ محمد:«إن أكثر ما أسعدنا هو روح الخير التي سادت خلال هذا الشهر الفضيل في دولتنا الحبيبة تظللها ذكرى زايد الخير -رحمه الله-، ويتفاعل معها أبناء شعب الإمارات الكريم لتكون النتيجة إدخال السرور على ثلاثة ملايين طفل في عيدهم، بالإضافة لمئات أخرى من مبادرات العطاء يستفيد منها ملايين أخرون حول العالم، ولتكون دولة الإمارات عاصمة للخير ومنارة للعطاء ويدا كريمة لإغاثة المحروم أينما كان».
في عام 2021؛ تكفّل الشيخ محمد بتوفير علاج لطفلة عراقية كانت تعاني من مرض ضمور العضلات الشوكي، وهو مرض وراثي تسببه طفرة في جين الخلايا العصبية الحركية، وتنفيذاً لتوجيهات الشيخ محمد تولى مستشفى الجليلة التخصصي للأطفال علاج الطفلة التي لا يستطيع أهلها تحمل تكلفة علاجها التي تصل إلى 8 ملايين درهم «2.1 مليون دولار»، وهو ثمن عقار طبي مبتكر حاصل على موافقة إدارة الغذاء والدواء الأمريكية والجهات الصحية الرسمية في الإمارات، ويُعد الدواء أغلى عقار طبي في العالم، وهو عبارة عن حقنة واحدة.
المساعدات الإنسانية
أمر الشيخ محمد بتوجيه مساعدات إنسانية عاجلة إلى جمهورية الكونغو الديمقراطية لتمكينها من التغلب على الآثار المدمرة التي خلفها النشاط البركاني في مدينة غوما. كما أمر بتسيير مساعدات طبية إلى بنغلاديش لمساعدة القطاع الصحي فيها ودعم جهوده الرامية إلى مكافحة وباء الكوليرا. وقامت دولة الإمارات عام 2020 بتوجيهات من الشيخ محمد بإرسال مساعدات طبية عاجلة إلى الشعب اللبناني بعد انفجار مرفأ بيروت. كما أمر الشيخ محمد بتسيير شحنة من المساعدات الإنسانية العاجلة لإغاثة المتضررين من موجة الفيضانات التي اجتاحت بعض مناطق في الأردن عام 2018. وأمر بتسيير جسر الجوي إلى بنغلادش لتقديم المساعدات الغذائية والطبية للروهينجا جرّاء الاعتداءات المستمرة التي يتعرّضون لها في ميانمار وتسببت في موجات من النزوح الجماعي. كما وجَّه بإرسال مساعدات إنسانية عاجلة إلى المتضررين من الأمطار الغزيرة والفيضانات القوية التي اجتاحت سيراليون وأودت بحياة مئات الأشخاص معظمهم من النساء والأطفال. وبتوجيه شحنة إغاثة عاجلة إلى هايتي بسبب إعصار إرما. كما أعلن عن تقديم منحة إماراتية بـ10 ملايين دولار لمساندة جهود منظمة الصحة العالمية في مجال مكافحة مرض الكوليرا في اليمن.

## النشاطات الثقافيّة والجوائز
جائزة دبي الدولية للقرآن الكريم
في عام 1998؛ أصدر الشيخ محمد قرارًا بإنشاء جائـزة دبي الدولية للقـرآن الكريم والتي تعنى بخدمة القرآن من خلال ما تشتمل عليه من مسابقات قرآنية وفعاليات وبرامج ذات صلة بتنشيط حفظ القرآن الكريم ونشر الثقافة القرآنية.

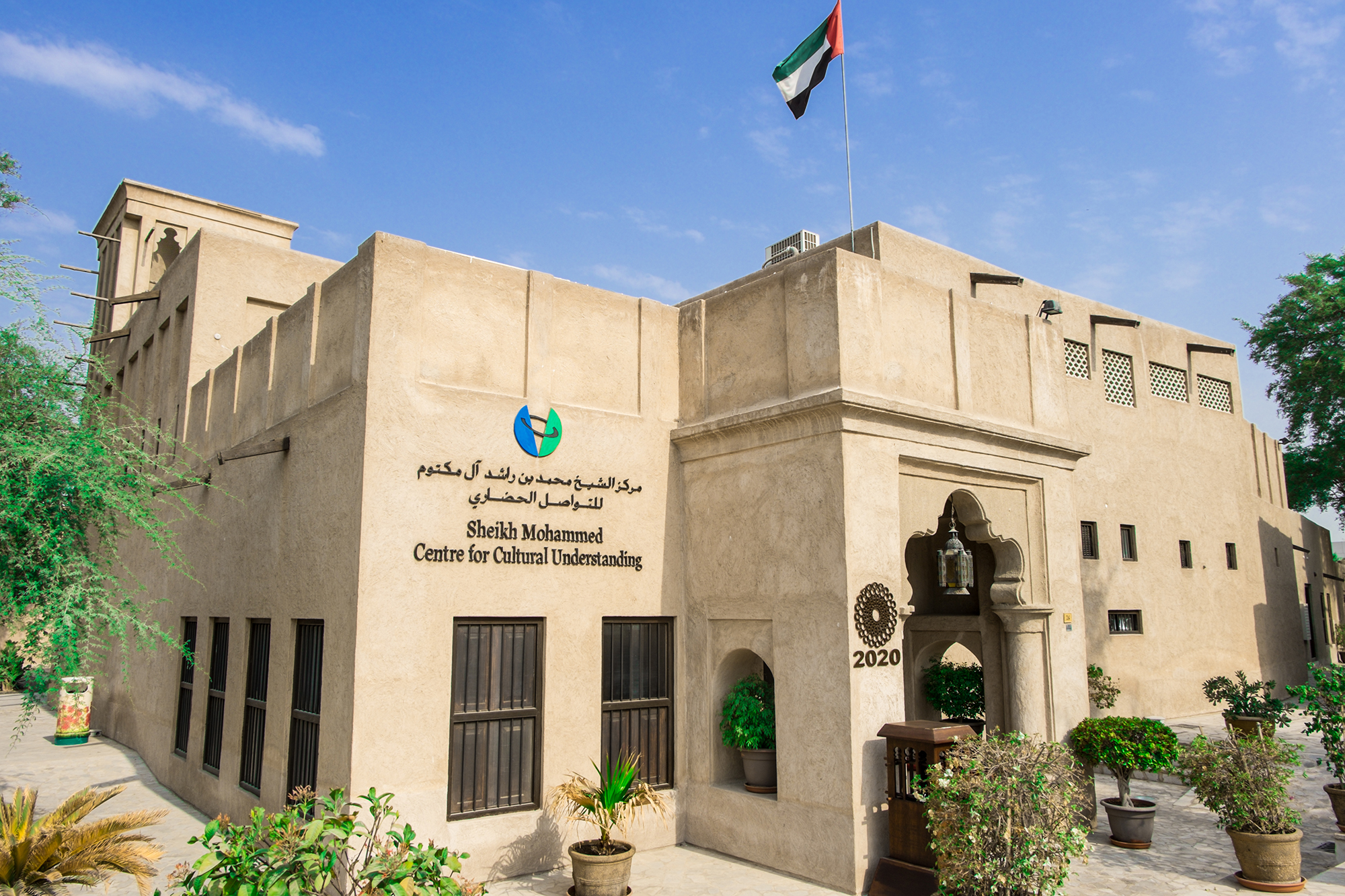
مركز الشيخ محمد للتواصل الحضاري

في عام 1998، قام الشيخ محمد بتأسيس «مركز الشيخ محمد للتواصل الحضاري» تحت شعار «الأبواب مفتوحة، العقول متفتحة» للتعرف على ثقافة دولة الإمارات العربيّة المتحدة وعاداتها وتقاليدها وفهمها وإزالة العوائق الثقافية بين الشعوب المختلفة وتحسين الوعي والتفاهم المتبادل والتواصل بين الثقافات. ولتحقيق هذه الأهداف المنشودة، يسعى المركز إلى تنظيم مجموعة من الأنشطة والبرامج المتنوعة، بما في ذلك الجولات الإرشاديّة والتعريفيّة للمعالم التراثيّة ومسجد جميرا في إمارة دبي، وفعاليات الطبخ التراثي التقليدي وموائد الإفطار المحضرة خلال شهر رمضان المبارك،  والندوات حول التاريخ والدين الإسلامي والثقافة العربية الإماراتيّة.

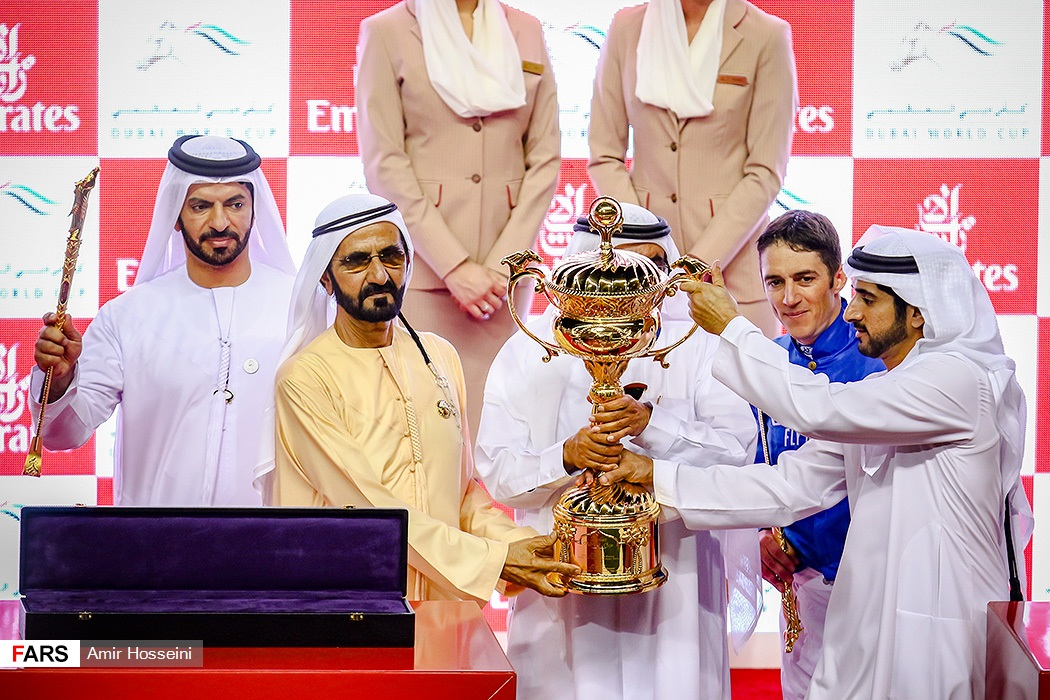

جائزة محمد بن راشد آل مكتوم لداعمي الفن
في شهر مارس 2009، أعلن الشيخ محمد عن إطلاق «جائزة محمد بن راشد آل مكتوم لداعمي الفن» التّي يتمّ منحها من قبل هيئة دبي للثقافة والفنون لرعاة الفن الذين يساهمون في تقديم الدعم والرعاية لإثراء القطاع الفني في دبي وذلك سعيًا منها لترسيخ مكانة الإمارة كمركز للإبداع والابتكار، وتطوير البنية التحتيّة للفنون، وتعزيز نمو هذا القطاع وتشجيع الفنانين على مواصلة مسيرة التطور وتحفيزهم على الارتقاء بمستوى الأعمال الفنيّة الذين يبدعون بها.
جائزة محمد بن راشد آل مكتوم للمعرفة
في ديسمبر من العام 2015 أصدر الشيخ محمد مرسوما بإنشاء جائزة الشيخ محمد بن راشد آل مكتوم للمعرفة، لتكريم الهيئات والمؤسسات والأفراد على إنجازاتهم في مجال نشر المعرفة وتشجيعهم على بذل المزيد من الجهود وتطوير برامج ومبادرات من شأنها نشر المعرفة عبر مختلف المجالات في دبي.
جائزة محمد بن راشد آل مكتوم لأوائل الإمارات
تهدف مبادرة أوائل الإمارات إلى تعزيز مفهوم التكريم كعادة إماراتية سنوية ترسخ حب أهل الإمارات للمركز الأول وشغفهم الدائم باقتحام مجالات جديدة لم يسبقهم إليها أحد، وتبرز في الوقت ذاته أوائل المنجزين الإماراتيين ممن عملوا بإخلاص مند تأسيس دولة الإمارات لترسيخ الاتحاد ورفع علم الدولة في كافة المحافل.
جائزة محمد بن راشد للغةِ العربية
تُعدُ هذه الجائوة بمثابة أرفع تقديرٍ لجهود العاملين في ميدان اللّغة العربيّة أفراداً ومؤسّسات، وتندرج في سياق المبادرات التي أطلقها الشيخ محمّد للنّهوض باللّغة العربيّة ونشرها واستخدامها في الحياة العامة وتسهيل تعلّمها وتعليمها، إضافة إلى تعزيز مكانة اللّغة العربيّة وتشجيع العاملين على نهضتها.
جائزة الشيخ محمد بن راشد آل مكتوم العالمية للطيران
في 2016 تم إطلاق «جائزة الشيخ محمد بن راشد آل مكتوم العالمية للطيران»، بهدف تكريم وإبراز إسهامات الدول والمنظمات والأفراد في نجاح صناعة الطيران، إيماناً بأهمية قطاع الطيران وتعد هذه الجائزة البالغ قيمتها مليون دولار، تقديراً واعترافاً بجهود الآخرين في دفع مسيرة قطاع الطيران المدني ونهضته وتقدمه، وتعتبر كذلك إبرازاً فعلياً لرؤية الشيخ محمد.
جائزة محمد بن راشد للتسامح

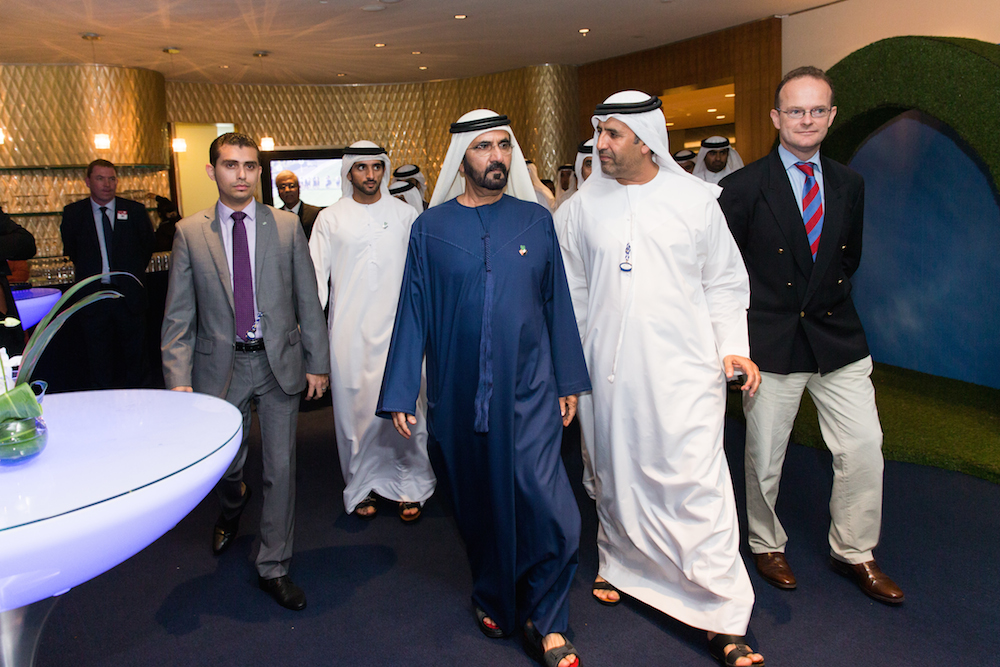

أعلن الشيخ محمد بن راشد عن تدشين مبادرة عالمية للتسامح تشمل تكريم رموز التسامح العالمي في مجالات الفكر الإنساني والإبداع الأدبي والفنون الجمالية كما ستؤسس «جائزة محمد بن راشد للتسامح» لبناء قيادات وكوادر عربية شابة في مجال التسامح وتدعم الانتاجات الفكرية والثقافية والإعلامية المتعلقة بترسيخ قيم التسامح والانفتاح على الآخر في العالم العربي.
جائزة محمد بن راشد آل مكتوم العالمية للمياه
في 15 يوليو 2014؛ أطلق الشيخ محمد بن راشد جائزة محمد بن راشد آل مكتوم العالمية للمياه وتبلغ قيمتها مليون دولار. وتهدف الجائزة لإيجاد حلول لمشكلة شح المياه في العالم بتشجيع الشركات الرائدة ومراكز البحوث والمؤسسات والمبتكرين في أرجاء العالم كافة للتنافس حول إيجاد حلول مستدامة ومبتكرة لمشكلة المياه باستخدام الطاقة الشمسية.
جائزة محمد بن راشد للأداء الحكومي المتميّز
في 24 يونيو 2009؛ أطلق الشيخ محمد بن راشد جائزة محمد بن راشد للأداء الحكومي المتميز ضمن برنامج الشيخ خليفة للتميز الحكومي، الذي يعدّ أول برنامج متكامل للتميّز الحكومي على مستوى الحكومة الاتحادية، لتكون أرفع جائزة للتميز المؤسسي على مستوى الدولة.
الجائزة العربية للإعلام الاجتماعي

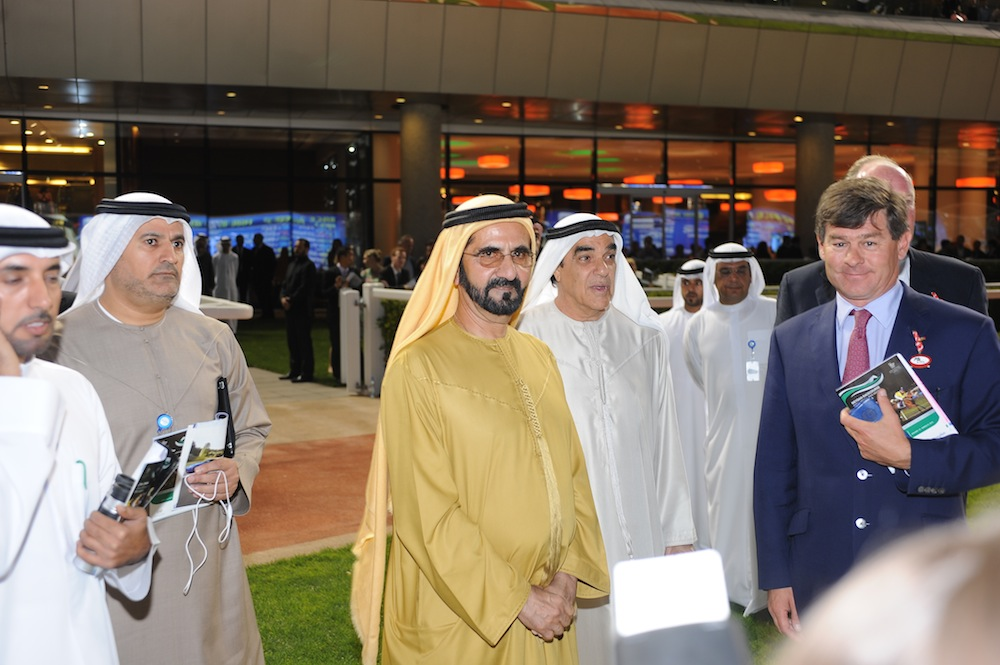

في 15 يونيو 2014؛ أطلق الشيخ محمد بن راشد «الجائزة العربية للإعلام الاجتماعي».وتتمحور الفكرة الرئيسية للجائزة حول تسليط الضوء على أهم مبادرات الإعلام الاجتماعي في الوطن العربي، وذلك بتخصيص جائزة سنوية تكرم الإبداعات الفردية والمؤسسية في مختلف القطاعات وعبر مختلف قنوات الإعلام الاجتماعي.
جائزة محمد بن راشد آل مكتوم للسلام العالمي
في 18 مارس 2010؛ عُقد مؤتمر دبي العالمي للسلام في إمارة دبي برعاية الشيخ محمد بن راشد حيث أوصى بيانه الختامي بتخصيص جائزة سنوية تقدم لمن لهم إسهامات مميزة في قضية السلام باعتباره وسيلة للتفاعل الحضاري بين الشعوب، وفي السابع من يونيو 2011 أصدر الشيخ محمد بن راشد مرسوماً بإنشاء جائزة محمد بن راشد آل مكتوم للسلام العالمي، تكون إمارة دبي مقرها الدائم. وفي 2 مارس 2014 وافق الشيخ محمد بن راشد على شعار الجائزة وقيمتها المالية، لتصبح بذلك أغلى الجوائز على مستوى العالم، بقيمة 1.5 مليون دولار.
مسابقة تصميم العلامة المميّزة لدولة الإمارات
أعلن الشيخ محمد بن راشد عن إطلاق مسابقة تاريخية في الدولة لتطوير وتصميم «علامة مميزة» «أو ما يعرف بالهوية المرئية» لدولة الإمارات العربية المتحدة.
جائزة دبي الدولية للقرآن الكريم
تأسست جائزة دبي الدولية للقرآن الكريم عام 1997، بتوجيهات الشيخ مكتوم بن راشد حاكم دبي آنذاك وتحت رعاية الشيخ محمد بن راشد. وتمنح هذه الجائزة سنوياً لتكريم المتميّزين والمبدعين من حفظة القرآن الكريم من أنحاء العالم الإسلامي كافة، علاوة على تكريم المتميّزين والمبدعين من العلماء والمفكرين الإسلاميين والشخصيات التي نبغت في خدمة الإسلام والمسلمين سواء كانوا أفراداً أو مؤسسات.
جائزتا الأم والأسرة العربيتين المثاليتين
تأسست جائزتي الأم العربية المثالية والأسرة العربية المثالية، وذلك ضمن فعاليات مهرجان دبي للتسوق لعام 2000 بتوجيهات من الشيخ محمد، وتمنح الجائزتان كمكافأة للأمهات والعائلات اللائي يقدمن النفع والفائدة لمجتمعاتهن ودينهن من خلال ممارساتهن اليومية.
تحدي القراءة العربي
وهو أكبر مشروع عربي أطلقه الشيخ محمد لتشجيع القراءة لدى الطلاب في العالم العربي عبر التزام أكثر من مليون طالب بالمشاركة بقراءة خمسين مليون كتاب خلال كل عام دراسي.

## النشاطات الرياضيّة
يشتهر الشيخ محمد بحبه العميق للخيول وتعلقه بها. وكفرد من واحدة من الأسر المعروفة في منطقة الخليج العربي، كان من الطبيعي أن يتعلم الشيخ محمد مبادئ الفروسية منذ سن مبكرة بتشجيع من والده الشيخ راشد بن سعيد ، وكان أشد أخوته حبا وولعا بها.
| حب الخيول يجري في عروقي، وإنَّ القبائل العربية تُمارسَ تربية الخيول منذ قرون، وركوب الخيل أكثر من مُجرد اعتلاء ظهر الجواد؛ فهو نُبْل وفروسية |
| —الشيخ محمد بن راشد |

كان أول حضور للشيخ محمد لسباقات الخيل في عام 1967 في إنكلترا، وشهد هو وشقيقه الشيخ حمدان فوز المهر«رويال بالاس» بسباق 2,000 غينيس. وبعد عشر سنوات من ذلك التاريخ، استهل الشيخ محمد مسيرته الخاصة في سباقات الخيل العالمية عن طريق المهرة «حتا» التي أهدت له انتصاره الأول بالسباقات في مضمار برايتون بإنجلترا.
ونما شغف الشيخ محمد وتطور إلى استثمارات ضخمة في تربية الخيول، وأسفر عن تأسيسه لواحد من أفضل الفرق في سباقات الخيل العالمية وهو فريق جودلفين عام 1992. واستطاع الشيخ محمد من خلال هذا الفريق تطبيق أفكاره ورؤيته في رياضة الفروسية، وأظهر للعالم حبه وشغفه الكبير بهذه الرياضة.
وترافق نجاح وتطور فريق جودولفين مع تعزيز دبي لمكانتها كوجهة عالمية. وفي الوقت الذي تأسس فيه الفريق، كان الشائع خوض سباقات الخيل فقط في القارة التي ينتمي إليها ملاك هذه الخيول. بينما أراد الشيخ محمد لخيوله خوص السباقات في جميع أنحاء العالم، وشجع الآخرين أن يحذوا حذوه.

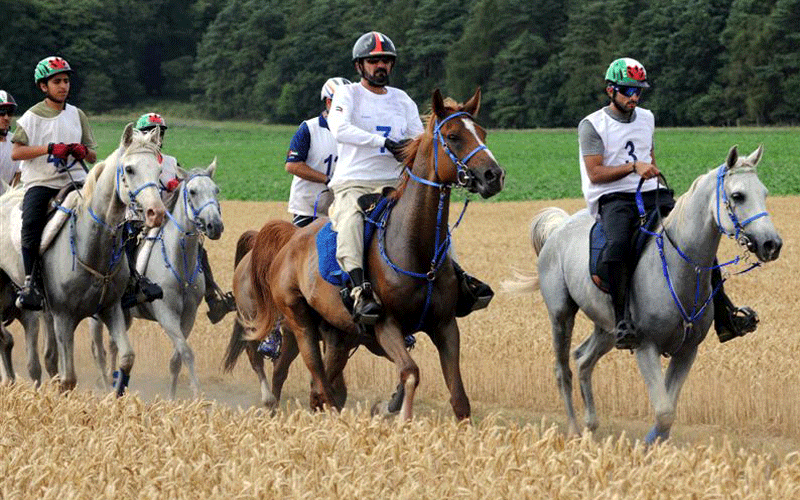
الشيخ محمد بن راشد مع إبنه الشيخ حمدان مشاركين في إحدى مسابقات تحمل الخيول

أطلق  كأس دبي العالمي أغلى سباق للخيل في العالم، تعزيزا ودعما لتحقيق هذا الهدف. وفاز الحصان الأمريكي سيجار بكأس الدورة الأولى لهذه السباقات. ولايزال السباق يجتذب مشتركين من جميع أنحاء العالم، وحظي الشيخ محمد بتقدير عالمي كمالك للخيول، وحصل على جائزة اكليبس الخاصة في مجال الخيول عام 2001.
يعتبر الشيخ محمد من الفرسان الموهوبين والمتميزين، وفاز بالعديد من منافسات سباقات التحمل الدولية ، إضافة لشهرته في سباقات الخيل التقليدية. ويشتهر بتخطيطه الاحترافي، حيث كيف ومتى يستغل طاقة وقوة الخيول في السباقات، ويتولى قيادةَ الفريق الوطني، ويعتبر فرسان الإمارات من أفضلُ الرياضيين على مستوى العالم في هذه الرياضة.
وقاد الشيخ محمد فريق الإمارات للفوز «بطولة الأمم الأوروبية» عام 1999 في إسبانيا والبرتغال، كما قاد الفريق عند احتفاظه باللقب في إيطاليا عام 2001. ويعتبر من أبرز الشخصيات المشاركة في حملةٍ لإدراج سباقات القدرة في الألعاب الأولمبية الرسمية، وفي عام 2008؛ شارك الشيخ محمد رفقة نجله الشيخ حمدان بسباق القدرة السوري حيث تقاسم ونجله لقب البطولة. كما سجل الشيخ محمد العديد من الانتصارات المتتالية ، كان أهمها فوزه في بطولة كأس العالم للقدرة في العام 2012 في إنجلترا، ممتطيًا جواده «مادجي دوبونت» طوال مسافة 160 كيلومترًا،  واستقبل الشيخ محمد جموع المهنئين في قصر زعبيل بدبي بمناسبة فوزه ببطولة العالم للقدرة وفوز فريق الإمارات بذهبية الفرق.
وفي عام 2018؛ توج الشيخ محمد بطلاً لسباق الديربي الإنجليزي الكلاسيكي الحدث الأشهر والأعرق في سباقات الخيول الكلاسيكية بالعالم والذي أقيم علي مضمار ابسوم العريق بإنجلترا.
جائزة محمد بن راشد آل مكتوم للإبداع الرياضي
وهي إحدى «مبادرات محمد بن راشد آل مكتوم العالمية» وهي الجائزة الأكبر من نوعها من حيث قيمتها وتعدد فئاتها، تسعى الجائزة إلى تقدير وتكريم الرياضيين والمؤسسات الرياضية المحلية والعربية والدولية.

## جائحة كورونا
كان الشيخ محمد من أوائل من تلقوا لقاح فيروس كورونا، تماشياً مع خطة وزارة الصحة ووقاية المجتمع التي تم الإعلان عنها مسبقاً، ونشر على حسابه الرسمي في تويتر صورة خلال تلقيه اللقاح معلقاً: «أثناء تلقي لقاح فيروس كورونا.. نسأل الله أن يحفظ الجميع ويعافي الجميع .. ونشيد بفرق العمل التي عملت جاهدة لتكون بلادنا من أوائل الدول عالمياً التي تحصل على لقاح لهذا الفيروس .. والمستقبل دائما أفضل وأجمل في دولة الإمارات».
وكان الشيخ محمد قد وجَّه بعقد سلسة من الجلسات الحكومية المكثفة تضم وزراء ووكلاء ومجالس تنفيذية وخبراء عالميين لبدء صياغة إستراتيجية دولة الإمارات لما بعد كوفيد - 19،  كما أعلنت حكومة دولة الإمارت وتنفيذاً لتوجيهات الشيخ محمد بن راشد عن منح الإقامة الذهبية لأصحاب الكفاءات العلمية والخبرات المتميزة، ودعت الأطباء المقيمين في الدولة التقدم للحصول على الإقامة الذهبية، التي تمنحهم وعائلاتهم إقامة طويلة لـمدة 10 سنوات، ما يعزز شعورهم بالاستقرار ويسهم باستقطاب أفضل الخبرات والمهارات الصحية من مختلف دول العالم، وينعكس بشكل إيجابي على تعزيز كفاءة الخدمات وجودة الرعاية الطبية في الدولة لتكون الأفضل عالمياً. وتأتي هذه اللفتة الكريمة من الشيخ محمد بن راشد تقديراً لجهود أبطال خط الدفاع الأول وعطائهم وتضحياتهم وروح المسؤولية العالية التي أظهروها في مواجهة جائحة «كوفيد 19»، ومشاركتهم الكبيرة في مواجهتها ما أسهم بدعم الجهود التي تبذلها الحكومة للحفاظ على سلامة وصحة المجتمع.
يذكر أن الشيخ محمد قد أمر بإرسال شحنة من المساعدات الطبية العاجلة، إلى مطار هيثرو في العاصمة البريطانية لندن وعلى متنها 60 طناً من معدات الحماية الشخصية والتجهيزات الطبية لدعم القطاع الصحي ضد كورونا،  كما أمر بإرسال شحنة مساعدات طبية وغذائية إلى كل من السودان ونيجيريا وأثيوبيا وبوركينا فاسو وذلك استجابة لحالة الطوارئ الصحية والأزمة الإنسانية المتصاعدة الناتجة عن جائحة كوفيد-19  حيث أسهمت المساعدات في سد النقص الحاد في الأدوية في المرافق الصحية وتعزيز قدرتها على مواجهة .
وفي نوفمبر عام 2020؛ تلقى الشيخ محمد رسالة من رئيس وزراء جمهورية الهند ناريندرا مودي شكره فيها وحكومة دولة الإمارات على ما توليه الجهات الصحية المختصة في الدولة من اهتمام ومتابعة للحد من انتشار فيروس «كوفيد - 19» وما تبذله من جهد في سبيل حماية المجتمع والحد من انتشار هذا الوباء وتطبيق الإجراءات الضرورية التي تسهم في الحد من انتشار المرض والرعاية الكريمة التي تحظى بها الجالية الهندية في الدولة إلى جانب جميع الجاليات المقيمة على أرض الدولة ما ساعد بشكل ملحوظ في تقليل الإصابات في أوساط الجالية الهندية وبقية أفراد المجتمع.

## أعماله الأدبية

### كتبه ومؤلفاته
- رؤيتي .. التحديات في سباق التميز : قدم الشيخ محمد هذا الكتاب في 2006، واستعرض فيه رؤيته التي كانت وراء ازدهار دبي، وتجربته التي توزعت على 4 عناوين رئيسية، هي: دبي، وبيئة الشيخ محمد، ورؤية الشيخ محمد، وسباق التميز. ويعرض فيه كيفية طرق حكمه لدبي وتاريخ الاقتصاد والتطور فيه، ويستلهم الكتاب التراث الفكري العربي.[133]

- روح الاتحاد: يعد هذا الكتاب الصادر في 2012 واحداً من أهم المراجع التاريخية في الإمارات، حيث يتطرق فيه الشيخ محمد إلى مجموعة من المحطات المهمة والوقائع الحاسمة التي شهدتها المراحل الأولى لقيام الاتحاد، وتكمن أهمية هذا المرجع في معاصرة الشيخ محمد لكافة التطورات التي شهدتها تلك الفترة.[133]
- ومضات من حكمة: يحتوي هذا الكتاب على مجموعة من أقوال وحكم مختارة للشيخ محمد التي قدمها في أوقات متعددة وأماكن مختلفة، من خلالها يكتشف القارئ دروساً كثيرة ويطلع على تجارب عديدة.[133]
- ومضات من فكر: يعد هذا الكتاب الصادر في 2013 واحداً من أبرز الإصدارات التي قدمها الشيخ محمد، ففيه يبوح للقارئ بفنون القيادة والإدارة، ويكشف عن مجموعة من التجارب الشخصية التي خاضها.[133]
- ابتهالات: يضم كتاب «ابتهالات» الذي صدر في 2016، ابتهالات سبعة نشرها الشيخ محمد عبر الصحف ومواقع التواصل الاجتماعي، ولقيت اهتماماً واسعاً بين النخب الثقافية، حيث اتسمت هذه الابتهالات بقوتها في التعبير اللغوي وبما تحتويه من قيم ومعانٍ بليغة.[133]
- تأملات في السعادة والإيجابية: صدر هذا الكتاب في 2017، يعبر فيه الشيخ محمد عن مدى اهتمامه بمفهومي «السعادة والإيجابية» بهدف صناعة الأمل ونقل التجربة والمساهمة في استئناف الحضارة.[133]
- قصتي.. 50 قصة في خمسين عاماً: سيرة ذاتية ذات طابع تاريخي وإنساني للشيخ محمد قدمه عام 2018، شارك من خلاله ملايين القراء حول العالم تجربته عبر إضاءته على محطات بارزة خلال رحلة امتدت لخمسين عاماً من حياته وعمله ومسؤولياته.[133]

### الشعر
بدأ الشيخ محمد في نظم الشعر النبطي وهو لا يزال على مقاعد الدراسة، وكان أكثرَ مَن تأثَّر بهم في تطور هذه الموهبة الشعرية لديه هما والده الشيخ راشد والشيخ زايد. نشرت قصائد الشيخ محمد لأول مرة في الصحف بعدة بأسماء مستعارة حيث أراد الشيخ محمد التأكد من أن الناس معجبون حقا بشعره، وأن الصحف تنشر شعره ليس فقط لأنه فرد من الأسرة الحاكمة.

غلاف كتب رؤيتي للشيخ محمد

يعتبر الشيخ محمد واحدًا من أفضل ناظمي الشعر النبطي، ويتم نشر أعماله باسمه. وحلت مجموعة شعرية من قصائده مترجمة إلى اللغة الإنجليزية باسم «قصائد من الصحراء» في قوائم أفضل الكتب مبيعاً لأكثر من عامين على التوالي، كما يشجع الشيخ محمد الآخرين على نظم الشعر النبطي من خلال الأحجيات المتضمنة في قصائده، حيث يقوم بتأليف قصيدة تضم العديد من الأسئلة، خلافا لطريقة لغز السطر الواحد التقليدي في الثقافات الغربية، ويدعو الناس للإجابة عليها.
تميزت أشعار الشيخ محمد بقيمتها المعرفية وأبعادها الفلسفية، وتفيض بالتأملات المستخلصة من الحياة والتجربة الثرية. ولم يغب الشيخ زايد والشيخ راشد عن اشعاره، وكثيراً ما تغنى بقصائده في حكمتها، وما قدماه للإمارات، كما امتاز الشيخ محمد بمطارحاته الشعرية مع الشيخ زايد بن سلطان، وكذلك مع الشاعر السعودي الأمير خالد بن فيصل، ومع الشاعرة الراحلة عوشة بنت خليفة السويدي «فتاة العرب»، حيث كشفت هذه المطارحات عن مدى قدرته على إثارة الطاقة الإبداعية لدى الشعراء.
لم تبق قصائد الشيخ محمد حبيسة دواوين الشعر فقد أطلق العنان لها بعد أن رددت أبياتها على لسان مجموعة من نجوم الغناء العربي، كأغنية أسمع صدى صوتك التي غتنها أصالة نصري وأغنية إغسلي بالبرد لكاظم الساهر وأغنية جاني بهمس الليل لعبد المجيد عبدالله وغيرها الكثير.
أما أهم أعماله الشعرية:
- ديوان الشيخ محمد بن راشد آل مكتوم. جمع وتحقيق: حمد أبو شهاب 1993.[135]
- زايد: وهو واحد من أروع دواوين الشعر التي قدمها الشيخ محمد للمكتبة العربية، صدر عام 2018 حيث اشمل على 87 قصيدة، خلد فيها جميعها ذكرى الشيخ زايد بن سلطان آل نهيان ووثق عبرها إنجازاته.[133][136]
- 40 قصيدة للصحراء. صدر عام 2011 تزامناً مع احتفالات الإمارات بالذكرى الـ40 على قيام الاتحاد.[137]
- قصائدي في حب الخيل: وهو ديوان شعر عن علاقة الشيخ محمد مع «الخيل» الممتدة والطويلة، أصدره المكتب الإعلامي لحكومة دبي في 2019 بحلة تنعكس على جميع تفاصيلها رؤيته وفكره.[133]

## حياته الشخصية

### عائلته
الشيخ محمد بن راشد هو الابن الثالث للشيخ راشد بن سعيد آل مكتوم من زوجته الشيخة لطيفة بنت حمدان بن زايد آل نهيان. أما أخوته الأشقاء الذكور فهم:
- الشيخ مكتوم بن راشد «1943-2006» شقيقه الأكبر وحاكم دبي من عام 1990-2006.
- الشيخ حمدان بن راشد «1945-2021» وزير المالية السابق في دولة الإمارات العربية المتحدة.
- الشيخ أحمد بن راشد «1956-» الذي يشغل منصب نائب رئيس الشرطة والأمن العام في إمارة دبي ورئيس مجموعة أ.ر.م. القابضة ورئيس نادي الوصل الرياضي.[139]

أما شقيقاته فهن:
- الشيخة مريم زوجة الشيخ أحمد بن علي آل ثاني حاكم قطر السابق.[بحاجة لمصدر]
- الشيخة حصة.
- الشيخة ميثاء.
- الشيخة فاطمة متزوجة من الشيخ راشد بن خليفة بن سعيد آل مكتوم.
- الشيخة شيخة متزوجة من عبد العزيز بن سعود بن محمد آل سعود.[بحاجة لمصدر]

### أبناءه وزوجاته
الشيخة هند بنت مكتوم بن جمعة آل مكتوم «أولى زوجاته، تزوجها عام 1979» وأنجب منها:
- حصة بنت محمد آل مكتوم «6 نوفمبر 1980 - »، متزوجة من الشيخ سعيد بن دلموك بن جمعة آل مكتوم.
- راشد بن محمد آل مكتوم «12 نوفمبر 1981- 19 سبتمبر 2015»، أكبر أبناء الشيخ محمد، توفي في لندن عن عمر يناهر 33 عامًا.[140][141]
- حمدان بن محمد آل مكتوم «14 نوفمبر 1982-»
- مكتوم بن محمد آل مكتوم «24 نوفمبر 1983-»
- أحمد بن محمد آل مكتوم «7 فبراير 1987-»
- سعيد بن محمد آل مكتوم «20 مارس 1988-»
- لطيفة بنت محمد آل مكتوم «لطيفة الثالثة»[142] «30 مارس 1989 - »، متزوجة من الشيخ محمد بن حمد بن محمد الشرقي.[143]
- مريم بنت محمد آل مكتوم «مريم الثانية» «11 يناير 1992 - »، متزوجة من خالد بن محمد بن حمدان آل نهيان.
- شيخة بنت محمد آل مكتوم «20 ديسمبر 1992- »، متزوجة من ناصر بن حمد آل خليفة.[144]
- فُطيم بنت محمد آل مكتوم «22 يوليو 1994- »[145]
- سلامة بنت محمد آل مكتوم «8 أغسطس 1999- »
- شمة بنت محمد آل مكتوم «13 نوفمبر 2001-».[146]

الأميرة هيا بنت الحسين «تزوجها 10 أبريل 2004» وأنجب منها:
- الجليلة بنت محمد آل مكتوم «2 ديسمبر 2007 - »
- زايد بن محمد آل مكتوم «7 يناير 2012-»

الأميرة رندة البنا «تزوجها عام 1982 » وأنجب منها:
- منال بنت محمد آل مكتوم «12 نوفمبر 1977- »، متزوجة من الشيخ منصور بن زايد آل نهيان.

دليلة العلى وأنجب منها:
- دلال بنت محمد آل مكتوم «25 ديسمبر- »
- لطيفة بنت محمد آل مكتوم «لطيفة الأولى» «16 يونيو 1983-»، متزوجة من فيصل بن سعود بن خالد القاسمي[151]
- مريم بنت محمد آل مكتوم «مريم الأولى» «11 أغسطس 1987-»، متزوجة من سهيل بن أحمد آل مكتوم.

حورية أحمد لامارا وأنجب منها:
- ميثاء بنت محمد آل مكتوم «5 مارس 1980-»
- شمسة بنت محمد آل مكتوم «15 أغسطس 1981-»
- لطيفة بنت محمد آل مكتوم «لطيفة الثانية» «5 ديسمبر 1985 - »[152]
- ماجد بن محمد آل مكتوم «16 أكتوبر 1987 - »[153][154]
- منصور بن محمد آل مكتوم «26 يونيو 1989-».[155]

له من الأبناء أيضًا:
- مروان بن محمد آل مكتوم «20 مارس 1981-»
- مهرة بنت محمد آل مكتوم «26 فبراير 1994-»[156]

### الشيخ محمد على مواقع التواصل الإجتماعي
يحظى الشيخ محمد بعدد كبير من المتابعين على مواقع التواصل الاجتماعي، واستقطبت حساباته ملايين المتابعين من مختلف أنحاء العالم، التي يعتبرها جسوراً تزيد تقاربه مع الناس، وتفاعله معهم بصورة مباشرة، ووسائل للتنمية والمعرفة والابتكار، وأن الاستخدام الإيجابي لها يمكن أن يحرك الشعوب نحو البناء، ويحرك العقول والقلوب نحو الائتلاف.
وقد بلغ عدد متابعي الشيخ محمد على حساباته الرسمية في مواقع التواصل الاجتماعي، 22 مليوناً و196 ألفاً و513 شخصاً منهم 10.4 ملايين في «تويتر»، و5 ملايين و400 ألف في «إنستغرام»، و3 ملايين و886 ألفاً و503 في «فيسبوك»، و2 مليون و43 ألفاً و10 في «لينكد إن»، و467000 في موقع «يوتيوب»، مرسّخاً مكانته البارزة، ضمن أكثر قادة العالم متابعة وتأثيراً.
وأدرك الشيخ محمد أهمية استغلال منصات التواصل الاجتماعي في التواصل مع فئة الشباب، من خلال حرصه على أن يكون قريباً من أفكارهم، فبادر لتبني أحلامهم وتجسيد طموحاتهم، يقول الشيخ محمد: «أستطيع القول إن وسائل التواصل الاجتماعي اليوم، أصبحت قوة مؤثرة.. وبرلماناً مفتوحاً.. وإعلاماً لا يمكن الالتفاف عليه».
ويوظف الشيخ محمد حسابه الرسمي في «تويتر»، لطرح الأفكار الخلاقة المبدعة، وإشراك المتابعين في إبداء الرأي، وتعزيز الروح الإيجابية والسلام والتعايش بين الشعوب، والكشف عن المبادرات والمشاريع والخطوات التنموية والتطويرية للدولة وإخطار المواطنين والمقيمين بصورة دورية عن نتائج اجتماعات مجلس الوزراء التي يترأسها، والتنويه بأهمية القرارات المتخذة، ومدى تأثيرها في حياتهم بعيداً، بهدف إشراك المواطنين وزيادة وعيهم بما يدور حولهم من تطور وتنمية، علاوة على قيامه بإطلاق بعض المبادرات الحكومية الرئيسة عبر موقع «تويتر»، وطرح العديد من المبادرات المجتمعية التي يطلب من خلالها تفاعل متابعيه من داخل وخارج دولة الإمارات، والأخذ برأيهم في مناسبات وأحداث شخصية ووطنية واجتماعية وخيرية، وتقديم مقترحاتهم حول أفضل المبادرات التي يمكن طرحها.
وكشف التقرير السنوي لشركة تويتر الصادر عام 2019 أن تغريدات الشيخ محمد بن راشد دفعت الأخبار الحكومية إلى مقدمة التغريدات التي تحظى باهتمام ومتابعة كبيرة على المنصة العالمية الشهيرة في دولة الإمارات، وذلك مع توظيفه لحسابه الرسمي للكشف عن المبادرات والمشاريع والخطوات التنموية والتطويرية للدولة، ومشاركة العالم رؤيته وتجاربه تحت وسم #علمتني_الحياة، لتكون تغريداته بذلك الأكثر تفاعلا من قبل مستخدمي المنصة في دولة الإمارات.
وكشف التقرير الذي أعده «تويتر» حول أبرز الأحداث المرتبطة بدولة الإمارات للعام 2019 على الموقع، أن التغريدات التي نشرها الشيخ محمد بن راشد تحت وسم #علمتني_الحياة لاقت تفاعلًا كبيرًا من الجمهور من حيث الإعجاب وإعادة التغريد، ومن أبرزها تغريدته التي حققت أكثر إعادة للتغريد بين تغريداته في 2019: «لا توجد أزمة طاقة .. ولا أزمة تعليم .. ولا أزمة صحة في منطقتنا العربية، لدينا أزمة إدارة .. نحن أمة تملك مواردا عظيمة .. وتضم كفاءات عظيمة .. ولكننا نفتقد من يدير الموارد والكفاءات لصناعة أمة عظيمة ... #علمتني_الحياة.»
ومن بين التغريدات التي أبرزها التقرير أيضا وجاءت تحت وسم #علمتني_الحياة، وكان لها النصيب الأكبر من التفاعل والإعجاب وإعادة التغريد على منصة تويتر وبين مستخدميها في الدولة، تلك التغريدة التي قال فيها : «علمتني الحياة أن الوطن ليس الحجارة والأسمنت ..الوطن هو أبي وأمي وجدي وجدتي .. هو أخي وأختي وابني وابنتي .. الوطن هم البشر، هم أهلي .. هم شعبي .. من أراد أن يخدم الوطن فليخدم الشعب .. من يقول إنه يحب الوطن فليحبهم ويحب الخير لهم ويضحي من أجلهم .. لأنهم هم الوطن وما سواهم فمجرد تراب فوقه تراب».

## أوسمة وجوائز
- وسام أم الإمارات: تسلّم الشيخ محمد هذا الوسام عام 2017 من الشيخ محمد بن زايد آل نهيان، ولي عهد أبوظبي نائب القائد الأعلى للقوات المسلحة، في حفل أقيم على مسرح قصر الإمارات بأبوظبي، وذلك بمناسبة اختياره الشخصية الداعمة لقضايا المجتمع، وتقديراً لجهود الإنسانية الكبيرة التي طالت العديد من مناطق العالم لاسيما في الدول الفقيرة والنامية.[158]
- جائزة الانتصار التاريخي: تسلم الشيخ محمد هذه الجائزة عام 2019 من الملكة اليزابيث الثانية ملكة المملكة المتحدة ودول الكومنولث في ختام فعاليات مهرجان رويال أسكوت للخيول في إنجلترا، بعد الفوز الذي حققه فريق غودلفين للخيول وظفر الجواد بلو بوينت لفريق غودلفين بسباق «دياموند جوبيللي ستيكس» لمسافة 1200 متر للفئة الأولى للخيول عمر 4 سنوات.[159]

## من أقواله
- لا شيء مستحيل أمام دولة الإمارات، ولا قوة يمكن أن تقف أمام إرادة شعبها.[160]
- أعشق تحطيم حواجز جديدة أمام شعبي، أحب الوصول إلى قمم غير متوقعة.
- ما مات من بنى أوطاناً، ما مات من فعل معروفًا، وما مات من صنع أجيالًا.
- تنجح الدول عندما يأتي قادة تكون أحلام شعوبهم أكبر من أحلامهم الشخصية ومطامعهم الذاتية.
- نحن جميعا عيال زايد، وعيال زايد لا يحملون اسمه وحرصه على وطنه فقط بل يحملون أيضا قيمه وأخلاقه وسعه صدره وتسامحه وحبه للناس.. كل الناس.

## وصلات خارجية
- موقع الشيخ محمد بن راشد آل مكتوم
- صفحة الشيخ محمد بن راشد آل مكتوم في الفيسبوك
- صفحة الشيخ محمد بن راشد آل مكتوم في تويتر
- صفحة الشيخ محمد بن راشد آل مكتوم في إنستجرام